# Personaggi di Elisa di Rivombrosa

## Personaggi principali

### Contessa Elisa Scalzi vedova Ristori di Rivombrosa
Elisa Scalzi nasce nel 1752 in una famiglia di umili origini: il padre, rilegatore di libri e uomo di grande cultura nonostante il suo ceto sociale, le impartisce una educazione degna di una nobildonna. Dopo la morte del padre Elisa lavora come sguattera in una locanda nel borgo di Rivombrosa, un'importante contea del Regno di Sardegna di proprietà della famiglia Ristori. Incontrata l'anziana proprietaria della tenuta di Rivombrosa, la contessa Agnese Ristori, quest'ultima decide di prenderla a servizio nel suo castello e di fare di lei la sua dama di compagnia. La sorte della giovane cambia quando incontra il figlio dell'anziana contessa, il conte Fabrizio, del quale si innamora ricambiata. Elisa incarna appieno la figura della donna emancipata, eroina per amore e tenera compagna di vita. La giovane donna si trova a dover affrontare le avversità dei nobili che ostacolano il suo amore con il conte Ristori. Nonostante i numerosi ostacoli e una congiura contro il Re che rischia di portare Fabrizio alla morte, Elisa riesce a salvarlo e ad avere una bambina con lui, la piccola Agnese. La ragazza dopo aver realizzato il suo sogno e aver sposato l'uomo che ama diventa contessa di Rivombrosa e vive con Fabrizio momenti finalmente felici. Nella seconda stagione soffre l'atroce assassinio dell'amato marito e si trova ad affrontare dei creditori spigolosi che vogliono mettere le mani sulla tenuta di Rivombrosa da sola. Elisa è costretta a partire alla volta di Napoli nel tentativo di ottenere un aiuto in termini economici dai Baroni di Conegliano. A Napoli conosce il misterioso capitano della marina britannica Christian Grey, uomo affascinante e misterioso che salva la vita ad Elisa e a sua figlia più volte. Dopo molte peripezie Elisa riesce ad ottenere il denaro necessario per salvare Rivombrosa. Una volta tornata deve però affrontare l'assassino di suo marito e Armand Benac e suo fratello Victor, il quale prova un amore morboso per lei. Elisa salva la tenuta dopo aver vendicato la morte di Fabrizio. Elisa muore di malattia alcuni anni dopo, nel 1784, come si apprende nella terza stagione, venendo seppellita accanto a Fabrizio. Il finale lascia intendere che Cristiano se ne sia andato da Rivombrosa, dal momento che Elisa rimarrà per sempre devota al ricordo di Fabrizio.
Interpretata da Vittoria Puccini, presente stagioni 1-2.

### Conte Fabrizio Federico Giovanni Clemente Ristori di Rivombrosa
Fabrizio Ristori (1738-1773) è un ufficiale dell'esercito francese, rampollo di una delle famiglie più antiche del Regno di Sardegna, Fabrizio torna nella sua contea quando apprende che la madre grava in condizioni critiche. Fabrizio aveva lasciato Rivombrosa dieci anni prima dopo una terribile delusione d'amore causata dall'affascinante marchesa Lucrezia Van Necker, sua promessa sposa che lo ha lasciato per sposare un uomo più ricco e potente. Il suo ritorno coincide con l'incontro di Elisa, la dama di compagnia della madre. L'uomo se ne innamora al primo sguardo e dà inizio ad una corte insistente che indispettisce sia la madre Agnese che la sorella Anna. Quando il conte apprende che Elisa è una serva, il suo amore diventa furiosa rabbia. Nonostante gli scontri accesi Fabrizio non riesce a rinunciare a questo amore così importante ma al contempo così impossibile e irrealizzabile. Le vicende amorose di Fabrizio si intrecciano con l'esistenza di un gruppo di nobili che congiurano contro il Re, capeggiati dal perfido ed ambizioso duca Ottavio Ranieri. Fabrizio è in possesso di una lista segreta contenente i nomi dei traditori e i suoi nemici, pur di ottenerla, arrivano ad incarcerarlo con l'accusa di omicidio. Grazie al coraggio e alla determinazione di Elisa, il conte viene salvato dalla decapitazione e può finalmente vivere il suo amore felice. Insieme ad Elisa cresce il figlio avuto dieci anni prima durante una notte in osteria, il piccolo Martino, e la figlia avuta dalla moglie, Agnese. Fabrizio si trova a dover far fronte ad alcuni debiti lasciati dal cognato Alvise che gravano sulla tenuta di Rivombrosa ma prima che possa riuscire a salvare la tenuta viene coinvolto in un'imboscata organizzata da Ranieri che lo sfida a duello. Nonostante il conte riesca ad uccidere il malvagio governatore, viene ucciso a tradimento da Armand Benac nel 1773, uno dei debitori che desidera con tutto se stesso possedere Rivombrosa.
Interpretato da Alessandro Preziosi, presente stagione 1 e come guest star stagione 2

### Ufficiale Christian Grey/Principe Cristiano Caracciolo di Montesanto
Principe di Montesanto, in giovane età rimase orfano dopo lo sterminio di tutta la sua famiglia da parte del Barone Michele di Conegliano, nobile napoletano alquanto ambizioso intenzionato ad assumere il loro potere e le loro ricchezze. Egli fu il solo a sopravvivere poiché per una coincidenza riuscì a nascondersi dai sicari e grazie all'aiuto di un servo scappò da Napoli fuggendo in Inghilterra ed entrò nella Marina inglese, ma sapendo bene il pericolo che avrebbe corso rendendo noto il suo nome crebbe sotto la falsa identità del Capitano di marina Christian Grey, al servizio del re inglese Giorgio III.
Cristiano, dopo aver tentato anni prima di uccidere il barone mentre era arruolato nell'esercito francese venendo però ostacolato da Fabrizio, decide di tornare a Napoli per ucciderlo e proprio in occasione della sua partenza a Genova incontra la Contessa Elisa Ristori salvandola dai sicari inviati da Armand. Durante il viaggio in mare l'uomo e la bella contessa legano molto ed entrambi restano profondamente colpiti l'uno dell'altra: la ragazza per la prima volta dalla morte del marito torna ad avvertire un senso di protezione, mentre il capitano avverte che lei è l'unica persona che sia mai riuscita a leggergli dentro andando oltre i suoi modi apparentemente burberi. Egli arrivato a Napoli si presenta a palazzo Conegliano sotto lo pseudonimo di Sir. Benton, esperto archeologo assunto dai Conegliano per degli scavi, allo scopo di poter avvicinare il barone e ucciderlo, ma con suo disappunto scopre ben presto che questi è morto qualche mese prima e che ora è stato sostituito dal figlio Nicola; decide allora di mutare il proprio piano cercando nel palazzo la Stella Marina, un diamante che rappresentava il rapporto di fedeltà tra i Principi di Montesanto e i Lazzaroni, che gli è indispensabile per dimostrare a tutti la sua vera identità e rivendicare ciò che gli spetta per nascita. Il destino vuole che proprio dai Conegliano Cristiano rincontra Elisa che, dopo un primo momento di turbamento, per riconoscenza decide di tacere la sua vera identità; la contessa in un primo momento cerca di tenersi lontana da lui perché non riesce a fidarsi a causa dei suoi misteri, ma piano piano il loro legame si fa sempre più forte poiché l'uomo continuamente si dimostra protettivo nei suoi confronti sia mettendola al riparo dalle indagini del barone sulle sue visite ai Quattro Venti sia difendendola pubblicamente dalle insinuazioni di Lucrezia. Il definitivo avvicinamento tra i due si verifica quando Elisa, disperata, rivela all'uomo del rapimento di Agnese e Amelia e questo si impegna ad aiutarla a liberarle entrando nel palazzo di Lucrezia attraverso i sotterranei. Fin da subito in maniera velata l'uomo mostra a Nicola di disprezzare i metodi poco ortodossi con cui si assicura il "rispetto" del popolo e, quando quest'ultimo scopre che egli non è il vero Sir Benton, viene incarcerato e torturato senza pietà: il piano del barone è quello di ucciderlo lentamente facendogli avvelenare di nascosto il cibo dalle guardie, ma Elisa rendendosi conto che la sua vita è in pericolo organizza la sua fuga dal carcere grazie all'aiuto di Ninì, Gaetano e Isabella. La contessa in un primo momento riesce a convincere Cristiano a lasciar perdere la sua vendetta cominciando una vita insieme, ma in seguito all'omicidio di Fra Simone da parte di Lucrezia questi (avendo nel frattempo recuperato la Stella Marina) decide di rendere pubblica a tutti la sua reale identità per rivendicare la sua sovranità e restituire la libertà al popolo; i Lazzaroni assaltano così la villa del barone intenti ad eliminarlo per sempre, ma Cristiano, memore delle parole di Elisa, decide di risparmiarlo capendo che non può far ricadere le colpe del padre sul figlio. L'uomo decide così di partire con Elisa alla volta di Rivombrosa, ma all'alba della partenza i Quattro Venti vengono assaltati dall'esercito alla ricerca della contessa, accusata dell'omicidio di Cristinella: la ragazza riesce a fuggire salendo a bordo di una nave, mentre il principe a causa di una distrazione subisce una brutta caduta da un tetto che lo porta tra la vita e la morte. Nicola, distrutto dalla solitudine e dal senso di colpa dopo aver scoperto la verità sulla morte della madre parlando coi Lazzaroni, decide di chiedere perdono a Cristiano pagando un medico per assicurarsi che egli sopravviva, anche alla luce del fatto che questi precedentemente gli aveva risparmiato la vita nonostante tutto il male arrecatogli. Una volta guarito Cristiano decide di raggiungere l'amata a Rivombrosa, ma arrivato alla tenuta scopre che la ragazza è partita avendo saputo da una falsa lettera della sua morte: il principe aiutato da Antonio e Angelo inizia le ricerche e infine la trova reclusa nella cascina di Victor Benac, un creditore della donna che innamorato di lei aveva sacrificato tutto per aiutarla ma che era stato poi rifiutato. Il finale lascia il dubbio che Cristiano in seguito se ne sia andato dal Piemonte, capendo che Elisa non potrà mai del tutto ricambiarlo per amore di Rivombrosa e del ricordo del defunto marito: conferma di ciò è attestata nella terza stagione dove, parecchi anni dopo, si menziona la storia del Conte Ristori e della Contessa Elisa ma non si menziona mai Cristiano e tra l'altro Agnese non lo nomina mai mentre se fosse cresciuta con lui lo avrebbe almeno citato visto che nella seconda stagione egli ha in simpatia la piccola.
Interpretato da Antonio Cupo, presente stagione 2.

### Contessa/Marchesa Agnese Maria Vittoria Lavinia Ristori di Rivombrosa in Van Necker
È l'unica figlia del Conte Fabrizio Ristori e della Contessa Elisa Scalzi di Rivombrosa, la sorella dal lato paterno del Conte Martino Ristori, la nipote della Marchesa Anna Radicati di Magliano e la cugina della Marchesa Emilia Radicati di Magliano.
Agnese nasce nell'ottobre 1773, ma non fa in tempo a conoscere il padre perché questi muore il giorno di Natale dello stesso anno quando ha soli due mesi di vita.
Nella seconda stagione Elisa decide di portarla con sé all'età di tre anni durante il suo viaggio verso sud avente lo scopo di liberare la tenuta dai debiti contratti coi Benac ottenendo del denaro da un uomo che ha un debito d'onore con Fabrizio: durante la tratta in mare la bambina si affeziona immediatamente al Capitano Christian Grey, ufficiale della marina britannica al servizio di Re Giorgio III, che è molto premuroso con lei ed asseconda ogni suo desiderio dimostrando in più di un'occasione di amare profondamente i bambini. La madre una volta giunta a Napoli su suggerimento dei Lazzaroni decide di lasciarla nascosta ai Quattro Venti a casa degli amici Isabella e Gaetano Capece per tenerla al sicuro non sapendo cosa la attende a Palazzo Conegliano; ma in seguito questa precauzione non si rivela sufficiente a proteggerla: la perfida Marchesa Lucrezia Van Necker infatti, assoldata una cameriera del palazzo per spiare la contessa, scopre l'esistenza della bambina e decide di rapirla insieme alla serva Amelia per obbligare Elisa a recuperare un diamante appartenente al Barone Nicola di Conegliano. La bambina riesce a fuggire solo grazie all'aiuto di Christian che, essendole molto affezionato, si offre di aiutare la contessa a liberarla introducendosi nel palazzo della marchesa attraverso i sotterranei: in seguito a tale evento Elisa decide di farla tornare a Rivombrosa insieme ad Amelia ed Angelo, mentre lei ritarda la sua partenza da Napoli per sostenere Cristiano nella sua impresa di liberare i Lazzaroni dal giogo dei Conegliano.
La ragazza all'età di 11 anni rimane orfana anche di madre, per cui fin da piccola è molto legata al fratello maggiore Martino che per lei è stato una figura genitoriale.
Nella terza stagione Agnese, una volta terminati gli studi a Parigi, fa ritorno a Rivombrosa in occasione del matrimonio del fratello con la Marchesa Vittoria Granieri Solaro e durante il viaggio di ritorno la sua carrozza viene fermata dallo Sparviero, famoso brigante della regione. La contessa durante un ricevimento a Palazzo Carignano incontra in momenti diversi due uomini: il Capitano Lorenzo Loya, il ferreo ufficiale a capo della guarnigione francese di stanza nella Contea di Rivombrosa, e il Marchese Andrea Casalegno, un nobile del luogo alquanto affascinante di cui si innamora a prima vista anche se inizialmente non ne conosce la reale identità. Il capitano sviluppa immediatamente un'ossessione per lei e deciso ad averla ad ogni costo dà inizio ad una corte insistente trovando un'alleata nella cognata della ragazza: la donna infatti, avendo intenzione di allontanarla dalla tenuta per diventare la nuova padrona, non manca di invitare Loya in ogni occasione privata della famiglia per farlo avvicinare alla contessa; come se non bastasse anche il fratello, convinto che lei sia ormai in età da marito, decide in un primo momento di cooperare con la moglie per spingerla a prendere in considerazione un eventuale matrimonio col francese, poiché ritiene che l'uomo possa offrirle un futuro stabile e agiato. Agnese però a dispetto di tutti fin da subito dimostra di non sopportare la presenza del capitano e rifiuta in maniera decisa le sue attenzioni entrando apertamente in conflitto con la cognata che intende intromettersi nelle scelte della sua vita: ella infatti non è in alcun modo interessata al prestigio dell'uomo e non intende contrarre un matrimonio di convenienza perché crede nell'amore vero. La giovane nel frattempo, rimasta colpita profondamente dal nobile conosciuto alla festa, comincia ad incontrarsi con lui di nascosto ad un ruscello ed inevitabilmente sboccia tra loro l'amore, ma il ragazzo le cela un segreto riguardante la sua vera identità perché teme che la verità possa indurla ad allontanarsi da lui. La contessa decide infine di presentare Andrea al fratello in occasione di un ricevimento in maschera a Palazzo Granieri Solaro, ma prima che il ragazzo abbia il tempo di rivelarle la verità Martino lo riconosce come il figlio della Marchesa Lucrezia Van Necker: tale scoperta causa l'immediato distacco tra i due innamorati indotto soprattutto dalla reazione del conte che, memore dei passati delitti compiuti dalla marchesa ai danni della sua famiglia, si oppone categoricamente al loro amore pensando che l'uomo somigli alla madre e temendo che quest’ultima possa fare del male alla sorella. L'unica persona che la spinge a lottare per tale amore impossibile è la cugina Emilia che, da sempre molto legata a lei, tenta più volte di convincere Martino ad accettare il ragazzo nonostante il suo legame con Lucrezia, perché la sua speranza è che almeno Agnese riesca a sposarsi per amore (cosa che lei e il cugino non hanno potuto fare). Agnese viene in seguito rapita dalla banda dello Sparviero per spingere Loya a restituire il grano requisito ai contadini e durante la prigionia scopre con grande sorpresa che Andrea è lo Sparviero: la scelta del ragazzo di rivelarle questo segreto mettendo la propria vita nelle sue mani la convince a perdonarlo e a dargli di nuovo fiducia. La loro relazione viene infine accettata anche da Martino che, avendo trascorso una notte d’amore con Emilia ma essendo consapevole di non poter vivere quel sentimento a causa delle convenzioni sociali e dei vincoli coniugali, decide di dare un'opportunità ad Andrea per permettere almeno alla sorella di essere felice e decide invece di rifiutare apertamente la proposta di matrimonio di Loya avendo ora compreso la malvagità dell'uomo. Il loro amore rischia però di rompersi definitivamente quando Lucrezia, falsamente presentatasi come favorevole all'unione dei due innamorati, attenta alla vita di Agnese approfittando dell'assenza del figlio e Martino giunto in tempo a palazzo si trova costretto ad ucciderla. L'omicidio della donna porta Andrea ad allontanarsi immediatamente dall'amata perché crede che lei sia complice del fratello e non riesce quindi a perdonarla e come se non bastasse tale evento viene sfruttato dal Capitano Loya per imprigionare Martino, nonostante la legittima difesa, allo scopo di ricattare Agnese e costringerla così a sposarlo. La ragazza spinta anche dal fratello a non cedere per nessun motivo cerca di riavvicinarsi ad Andrea, ma di fronte al suo netto rifiuto accetta la proposta di matrimonio del capitano: la sua decisione consente la liberazione del fratello il quale però ripudiando tale scelta decide dolorosamente di non partecipare alla cerimonia, per cui la giovane è costretta ad affrontare le nozze sostenuta soltanto da Emilia che nonostante tutto decide di rimanere al suo fianco. Il ricatto termina infine quando il marchese, resosi conto di amarla, si presenta in chiesa portandola via sotto gli occhi di Loya e dimostra l'innocenza di Martino consegnando una confessione della madre; a questo punto la giovane può vivere liberamente il suo amore, perché il fratello di fronte a questo gesto denotante la grande sincerità del ragazzo lo accoglie nella sua famiglia e arriva a stimarlo ancor di più quando durante l'assedio alla tenuta da parte dei francesi scopre che egli è lo Sparviero. La contessa successivamente, non riuscendo più a rintracciare Andrea, scopre recatasi a Palazzo Van Necker che è stato gravemente ferito in un'imboscata (tesa dal Sergente Saval su ordine di Loya) e così lo trasferisce a Rivombrosa per fornirgli le cure adeguate. La scoperta della vera identità dello Sparviero da parte di Loya costringe la ragazza a darsi alla macchia insieme ad Andrea, ma il successivo arresto di questo in seguito al “tradimento” di Jacopo fornisce al capitano un nuovo pretesto per ricattarla: la libertà dell'amato in cambio della sua mano. Loya sembra essere riuscito a raggiungere il suo scopo quando Agnese, latitante, si trova costretta a presentarsi al forte e ad accettare la sua proposta di matrimonio in cambio della promessa di sottoporre il suo amato ad un processo regolare. Tutto si risolve per il meglio quando Van Necker riesce ad evadere di prigione grazie ad un piano del Tenente Corsini e arrestata la carrozza trasportante l'amata e Loya ingaggia col capitano un duello all'ultimo sangue, finché quest’ultimo non riesce a prendere in ostaggio la ragazza: all'improvviso tra gli alberi appare Vittoria che, ex amante del capitano, spara dritto al petto di Loya per prendersi quel cuore che lui mai le aveva donato. La morte del perfido francese e la concessione al marchese della grazia da parte del Generale Ducrot in cambio della promessa di abbandonare i panni dello Sparviero, permettono ad Agnese di coronare finalmente il suo amore con Andrea.
Interpretata da Micol Santilli nella 2ª stagione e da Sarah Felberbaum nella 3ª.

### Marchese Andrea Casalegno-Van Necker/Lo Sparviero
È l'unico figlio della Marchesa Lucrezia Van Necker e del Barone Nicola di Conegliano, ma deve il proprio cognome ad un gentiluomo che lo adottò durante la latitanza della madre nella Repubblica di Venezia in seguito alla sua fuga da Napoli.
Indomito e puro d'animo, giunto con la madre nella Contea di Rivombrosa in seguito all'occupazione dei francesi a causa della sconfitta del Piemonte, non riesce a restare indifferente di fronte ai soprusi perpetrati dalle truppe nei confronti dei contadini e decide così di vestire i panni dello Sparviero, un brigante del luogo avente il solo intento di proteggere il popolo contrastando le barbarie del Capitano Lorenzo Loya, il ferreo ufficiale a capo della guarnigione francese di stanza a Rivombrosa. Il marchese comunque, a differenza degli altri nobili della zona, non si esime dal manifestare anche pubblicamente il proprio disprezzo nei confronti di Loya e dei suoi metodi brutali compiuti all'insaputa dell'Imperatore francese Napoleone Bonaparte e del Re piemontese Carlo Emanuele IV di Savoia. L'uomo è da sempre molto legato a Jacopo, il valletto che tratta come un amico: questi è l'unico a conoscere tutti i suoi segreti, lo sostiene fedelmente in ogni sua battaglia e rappresenta per lui una spalla su cui contare anche nelle operazioni più pericolose; inoltre prova un profondo affetto per gli abitanti del borgo che sono entrati a far parte della banda dello Sparviero trattandoli come suoi pari e arrivando persino a rischiare la sua vita per evitare la forca ad uno di loro (Cesare Balbiano). Infine un altro legame importante è quello con la Principessa Luisa di Carignano: la donna è sempre pronta a consigliarlo e rappresenta per lui un punto di riferimento e un rifugio nei momenti di difficoltà, ma si intuisce che prova per il ragazzo più di una semplice amicizia nonostante lui evidentemente la veda come un'amica.
L'astio che intercorre tra Van Necker e Loya è destinato a crescere ancor di più quando durante un ricevimento a Palazzo Carignano entrambi incontrano in momenti diversi la Contessa Agnese Ristori: Andrea si innamora a prima vista della ragazza che in realtà aveva già precedentemente incontrato nelle vesti dello Sparviero in occasione del suo rientro in Piemonte, mentre il capitano sviluppa immediatamente un'ossessione nei confronti della giovane e deciso ad averla ad ogni costo dà inizio ad una corte insistente trovando degli alleati nella cognata e nel fratello della ragazza. Il marchese, rimasto profondamente colpito da Agnese ed avendola colpita a sua volta, comincia ad incontrarsi con lei di nascosto ad un ruscello e inevitabilmente sboccia tra loro l'amore, ma questi non riesce a rivelarle la sua vera identità perché teme che la verità possa indurre la contessa ad allontanarsi da lui. Il ragazzo infine si convince ad incontrare il fratello dell'amata accettando di partecipare a un ricevimento in maschera a Palazzo Granieri Solaro, ma prima che abbia il tempo di rivelarle la verità il Conte Ristori lo riconosce come il figlio di Lucrezia: tale scoperta causa l'immediato distacco tra i due innamorati indotto soprattutto dalla reazione del conte che, memore dei passati delitti compiuti dalla marchesa ai danni della sua famiglia, si oppone categoricamente al loro amore pensando che l'uomo somigli alla madre e temendo che quest’ultima possa fare del male alla sorella. Il marchese dal canto suo, non avendo mai saputo niente dei misfatti compiuti dalla madre che gli ha sempre tenuto nascosto il proprio turpe passato, non comprende il motivo di tale odio e tenta più volte di riappacificarsi con Martino ottenendo soltanto un netto rifiuto. Andrea in seguito è costretto, in qualità di Sparviero, a rapire Agnese per spingere Loya a restituire il grano requisito ai contadini e durante la prigionia della contessa decide di rivelarle anche questo suo ultimo segreto: la sua scelta di mettere la propria vita nelle mani dell'amata convince infine questa a perdonarlo e a dargli di nuovo fiducia. La loro relazione viene infine accettata anche da Martino che, avendo trascorso una notte d’amore con la cugina ma essendo consapevole di non poter vivere quel sentimento a causa delle convenzioni sociali e dei vincoli coniugali, decide di dare un'opportunità ad Andrea per permettere almeno alla sorella di essere felice e decide invece di rifiutare apertamente la proposta di matrimonio di Loya avendo ora compreso la malvagità dell'uomo. Il loro amore rischia però di rompersi definitivamente quando Lucrezia, falsamente presentatasi come favorevole all'unione dei due innamorati, attenta alla vita di Agnese approfittando dell'assenza del figlio e Martino giunto in tempo a palazzo si trova costretto ad ucciderla. L'omicidio della donna porta Andrea ad allontanarsi immediatamente dall'amata perché crede che lei sia complice del fratello e non riesce quindi a perdonarla e come se non bastasse tale evento viene sfruttato dal Capitano Loya per imprigionare Martino, nonostante la legittima difesa, allo scopo di ricattare Agnese e costringerla così a sposarlo. La ragazza non volendo cedere al ricatto cerca di riavvicinarsi ad Andrea, ma questo in un primo momento rifiuta con fermezza non riuscendo più a fidarsi di lei e induce così la contessa ad accettare la proposta di matrimonio del capitano per salvare il fratello. Il suo cuore puro e il suo senso di giustizia lo spingono infine a mettere da parte l'orgoglio e, resosi conto di amarla, si presenta in chiesa portando via Agnese sotto gli occhi di Loya e dimostra l'innocenza di Martino consegnando una confessione della madre; a fronte di questo gesto denotante la sua grande sincerità, il ragazzo viene accolto dal conte nella sua famiglia che ammette di averlo giudicato male ed arriva a stimarlo ancor di più quando durante l'assedio alla tenuta da parte dei francesi scopre che egli è lo Sparviero. Il capitano davanti ad un tale affronto ordina al Sergente Saval di eliminare Van Necker tendendogli un'imboscata: questi rimane gravemente ferito, ma riesce in seguito a riprendersi grazie alle cure ricevute a Rivombrosa. La scoperta della vera identità dello Sparviero da parte di Loya costringe il marchese a darsi alla macchia insieme all'amata, ma qualche tempo dopo a causa del “tradimento” di Jacopo viene scovato e arrestato: ciò fornisce al capitano un nuovo pretesto per ricattare Agnese e costringerla così a sposarlo. Jacopo nel frattempo, sentendosi profondamente in colpa per aver ceduto alle torture di Loya ed aver così tradito il suo grande amico, si introduce di notte nel forte per farlo evadere, ma durante la fuga viene illegalmente ucciso dal capitano nonostante fosse stato già neutralizzato: questo evento distrugge nel profondo Andrea, perché per l'ennesima volta gli è stata strappata brutalmente una persona amata. Loya sembra essere riuscito a raggiungere il suo scopo quando Agnese, latitante, si trova costretta a presentarsi al forte e ad accettare la sua proposta di matrimonio in cambio della promessa di sottoporre il suo amato ad un processo regolare: a questo punto il Sergente Saval viene incaricato dal superiore di eliminare il prigioniero di nascosto facendolo passare come un incidente e solo l'intervento del giusto Tenente Corsini lo salva. Andrea riesce in seguito ad evadere di prigione grazie ad un piano di Corsini e arrestata la carrozza trasportante l'amata e Loya ingaggia col capitano un duello all'ultimo sangue, finché quest’ultimo non riesce a prendere in ostaggio la ragazza: all'improvviso tra gli alberi appare la Marchesa Vittoria Granieri Solaro che, ex amante del capitano, spara dritto al petto di Loya per prendersi quel cuore che lui mai le aveva donato. Il marchese a questo punto decide di consegnarsi spontaneamente alle truppe francesi e viene infine graziato dal Generale Ducrot, superiore del perfido francese, in cambio della promessa di deporre le armi cessando di vestire i panni dello Sparviero: Andrea può così finalmente coronare il suo amore con Agnese.
Interpretato da Giulio Berruti, presente stagione 3.

### Contessa/Marchesa Anna Ristori vedova Radicati di Magliano in Ceppi
È la figlia della Contessa Agnese Ristori, la sorella maggiore del Conte Fabrizio Ristori, la madre della Marchesina Emilia Radicati di Magliano, la vedova del Marchese Alvise Radicati di Magliano e la moglie del Dottor Antonio Ceppi.
Nella prima stagione è una donna algida e classista che si presenta come una bigotta dalla vita sociale piena e soddisfatta, ma in realtà dietro a questa facciata si nasconde una donna debole e risentita a causa di un amore mai corrisposto e di un matrimonio infelice: dieci anni prima infatti è stata lasciata dal suo promesso sposo Antonio Ceppi che ha rinunciato al suo titolo nobiliare per amore di una serva e si è trovata in seguito a sposare il Marchese Alvise Radicati di Magliano, uomo potente e blasonato, dal quale ha avuto la sua unica figlia Emilia. La marchesa però vive un'esistenza infelice fatta di poche soddisfazioni personali e contornata da tradimenti e maltrattamenti da parte del marito, che se la tiene stretta soltanto perché da anni aspetta con ansia la morte della suocera per impossessarsi di Rivombrosa e disporre delle finanze della famiglia Ristori: alla luce di ciò il suo unico appiglio in questa vita di solitudine è la figlia su cui la donna riversa tutte le sue attenzioni, senza però mai dimostrarle alcun affetto e senza preoccuparsi di perseguire veramente la sua felicità. Il rientro di Fabrizio in Piemonte rappresenta per Anna un ritorno alla felicità vissuta durante la gioventù, ma fin da subito entra in contrasto con il fratello a causa dell'infatuazione che questi prova per la dama di compagnia della Contessa Agnese, Elisa Scalzi, da lei da sempre invidiata per via del rapporto speciale che ha sia con la madre che con la figlia: la donna si oppone con tutte le sue forze al loro amore prima invitando l'amica Clelia Bussani a corteggiare il fratello per allontanarlo dalla sua amata, poi appoggiando Alvise nel suo piano per farlo interdire allo scopo di impedirgli di rovinarsi la vita perdendo tutte le sue ricchezze e infine mettendosi segretamente d'accordo con la Marchesa Lucrezia Van Necker, ex promessa sposa del conte, per impedire lo svolgimento del matrimonio tra i due alla presenza dei nobili. È proprio quest'ultimo evento a determinare una grave rottura tra i due fratelli e il conseguente allontanamento di Anna dalla tenuta: durante il suo soggiorno forzato a Palazzo Radicati la marchesa si ritrova a subire le barbarie del marito che organizza feste indecorose lasciando la moglie e la figlia ad assistere silenti chiuse nelle stanze del palazzo. Le atroci sofferenze così subite provocano nella donna un profondo e doloroso cambiamento: Anna si rende finalmente conto delle cattiverie compiute in passato e della freddezza con cui ha sempre trattato le persone care, e, pentita, decide di porre fine alla sua facciata di austerità e di cominciare a dimostrare alle persone amate l'affetto che da sempre tiene ben occultato in fondo al suo cuore. La marchesa trova infine il coraggio di abbandonare Alvise quando degli invitati si introducono ubriachi nelle stanze di Emilia, portandola così a fuggire seduta stante da Torino per fare ritorno a Rivombrosa. Una volta tornata alla tenuta Anna si impegna immediatamente ad aiutare Fabrizio nelle ricerche di Elisa, scomparsa dopo aver scoperto di non poter avere più figli, e rintracciatala al convento le chiede perdono per le azioni crudeli compiute in passato nei suoi confronti e la convince a non rinunciare al suo amore nei confronti del fratello. La donna, in assenza del marito, si avvicina nuovamente ad Antonio avendo ormai compreso di aver sbagliato a giudicarlo malamente per la sua scelta di seguire il vero amore e di lasciarla e nel tempo i loro passati sentimenti cominciano a riemergere nonostante l'iniziale diffidenza di lui di fronte a questo abissale cambiamento. La sua felicità viene però nuovamente infranta dall'arresto del fratello accusato dell'omicidio del Marchese Beauville e dal conseguente ritorno al castello di Alvise che approfitta infatti della nuova situazione di potere per maltrattare la servitù, la moglie e la figlia: chiude Anna nelle sue stanze per impedirle di testimoniare in favore del fratello separandola così da Emilia e le impone la presenza alla tenuta della sua amante Betta Maffei. La marchesa in seguito, con la complicità di Elisa e della servitù, riesce a fuggire con la figlia andando a nascondersi da Antonio: lontana dal controllo di Alvise ha così la possibilità di recarsi a testimoniare in tribunale e di aiutare Elisa a trovare la lista nascosta dal fratello nella cappella. La sua vita si risolleva definitivamente quando Fabrizio viene liberato dal Re, il marito muore di sifilide e lei, finalmente libera, riesce a intraprendere una relazione con Antonio.
Nella seconda stagione Anna vive felice col compagno e con la figlia Emilia a Palazzo Radicati e in seguito alla morte di Fabrizio si reca di frequente a Rivombrosa per aiutare Elisa nell'amministrazione della tenuta che è oberata dai debiti contratti dal suo defunto marito durante l'incarcerazione del fratello. L'entrata nella sua vita del Marchese Ercole Salvati di Cerreto, vecchio amico di Alvise, causa una crisi nel suo rapporto con Antonio: l'uomo, mostrando fin da subito un malato interesse per Anna, fa arrestare il medico accusandolo di fare esperimenti illegali sui cadaveri per spingere la marchesa a concederglisi in cambio della libertà del compagno. La donna per amore si trova costretta a cedere al ricatto, ma tale decisione fa precipitare la situazione: Antonio, scoperta la verità e ferito nel profondo, la allontana e sfida a duello il marchese decidendo di farsi uccidere senza reagire. Anna, in preda alla disperazione, decide di irrompere durante il duello parandosi davanti all'amato per impedire al marchese di ucciderlo e viene così ferita: di fronte a questo gesto Antonio si rende conto di amarla ancora e capisce che la donna ha fatto quella difficile scelta per amor suo. In seguito al rientro di Elisa da Napoli Anna scopre con gioia che la ragazza si è nuovamente innamorata di un uomo durante il viaggio ed è per lei di supporto nei momenti in cui è in pensiero per la vita di Cristiano; inoltre supporta Elisa durante il processo intentato contro Armand per l'omicidio di Fabrizio. Infine Anna riesce a sposare finalmente Antonio e a coronare così il suo amore con lui.
Interpretata da Antonella Fattori, presente stagioni 1-2.

### Dottor Antonio Ceppi
È nato nobile e ricco, ma ha in seguito rinunciato al suo titolo e a tutti i suoi averi per sposare Lucia, una serva di umili origini, rifiutando conseguentemente la sua promessa sposa, la Contessa Anna Ristori.
Nella prima stagione egli vive ormai da dieci anni una vita semplice e riesce a sbarcare il lunario grazie all'esercizio della sua professione di medico nella Contea di Rivombrosa: aiuta sempre con attenzione e gentilezza le persone più povere e cura l'anziana Contessa Agnese Ristori per le sue crisi di cuore e la Marchesina Emilia Radicati per i suoi attacchi d’asma all'insaputa di Anna che ormai da anni lo disprezza profondamente. L'uomo nonostante tutto conduce una vita felice e ama profondamente la moglie, ma si trova a dover far fronte ai sensi di colpa della donna: quest'ultima vive infatti con disperazione le privazioni che il marito ha dovuto subire a causa sua non solo a livello sociale ed economico, ma soprattutto perché lei lo ha privato della possibilità di avere un figlio non essendo in grado di darglielo. Antonio sottovalutando erroneamente la sua malinconia cerca di dimostrarle ogni giorno di non essersi pentito delle sue scelte, ma tali pensieri portano Lucia a un inesorabile declino inducendola infine a togliersi la vita nelle acque del lago: il medico riuscirà a superare con fatica il suicidio della moglie trovando un diversivo nel suo lavoro e nell'alleviare le pene altrui. Ceppi è amico da moltissimi anni del Conte Fabrizio Ristori avendo in passato frequentato assiduamente la sua tenuta a causa del suo legame con la sorella Anna e il conte è l'unico nobile a non averlo abbandonato dopo l'avvento della sua rovina: a riprova di ciò questi si offre di aiutare il medico nelle ricerche della moglie scomparsa, lo chiama più volte alla tenuta per curare i membri della famiglia e lo difende sempre dalle perfide insinuazioni e offese di Anna; l'uomo è inoltre confidente generoso di Elisa Scalzi, amica della moglie, cui offre sempre supporto e consigli preziosi nei momenti di grande difficoltà e confusione. Antonio, avendo conosciuto a sue spese le difficoltà che i due innamorati stanno affrontando, li aiuta e li sostiene in più occasioni: convince Anna a permettere ad Elisa di far visita a Fabrizio gravemente ferito, accetta di fare da testimone durante il loro matrimonio senza curarsi delle eventuali conseguenze, sostiene la ragazza quando questa scopre di non poter avere più figli e nasconde a casa sua Elisa ricercata dalle guardie in seguito alla fuga di Fabrizio dalla prigione. Antonio dopo qualche tempo assiste incredulo ad un nuovo avvicinamento da parte di Anna, nel frattempo profondamente cambiata a causa delle atroci sofferenze subite a Palazzo Radicati in seguito all'allontanamento da Rivombrosa: la donna ha ormai compreso di aver sbagliato a giudicarlo malamente per la sua scelta di seguire il vero amore e di lasciarla e nel tempo i loro passati sentimenti cominciano a riemergere nonostante l'iniziale diffidenza di lui di fronte a questo abissale cambiamento. L'uomo si rivela così di vitale aiuto per la marchesa nell'affrontare il suo burrascoso rapporto col marito in particolare quando, in seguito all'arresto di Fabrizio per l'omicidio del Marchese Beauville, Alvise fa ritorno al castello cominciando a mettere in atto una serie di maltrattamenti nei confronti della donna: la chiude nelle sue stanze per impedirle di testimoniare in favore del fratello, la separa dalla figlia e le impone la presenza alla tenuta della sua amante Betta Maffei. Antonio, deciso ad aiutare Anna a sfuggire alle sofferenze inflittele dal marito, la nasconde in casa sua insieme alla figlia in seguito alla loro fuga dalla tenuta con la complicità di Elisa e della servitù. La morte di Alvise per sifilide permette infine ad Antonio di intraprendere una relazione con Anna.
Nella seconda stagione i due vivono felici con Emilia a Palazzo Radicati e in seguito alla morte di Fabrizio si recano di frequente a Rivombrosa per aiutare Elisa nell'amministrazione della tenuta che è oberata dai debiti contratti da Alvise durante l'incarcerazione del conte. La loro relazione procede a gonfie vele fino all'arrivo nella loro vita dell'ambizioso Marchese Ercole Salvati di Cerreto, che subito mostra un malato interesse per Anna e fa di tutto pur di averla: l'uomo denuncia il medico accusandolo di fare esperimenti illegali sui cadaveri e lo fa così arrestare per spingere la marchesa a concederglisi in cambio della libertà del compagno. Antonio, scoperta la verità e ferito nel profondo, allontana la donna e sfida a duello il marchese decidendo di farsi uccidere senza reagire, ma Anna in preda alla disperazione irrompe durante il duello parandosi davanti all'amato per impedire a Salvati di ucciderlo e viene così ferita: di fronte a questo gesto Antonio si rende conto di amarla ancora e capisce che la donna pur disgustata ha fatto quella difficile scelta per amor suo. In seguito alla denuncia di Victor Benac attestante il fatto che tre anni prima è stato suo fratello Armand ad uccidere Fabrizio, Antonio si ricorda di aver curato in prigione un uomo in fin di vita per la gangrena ad una gamba e che nel delirio questi parlava dell'agguato ad un conte cui avevano sparato alla schiena: rintracciatolo scopre così che egli era uno dei servi che partecipò all'agguato organizzato dal Duca Ranieri e lo convince a testimoniare in tribunale, ma l'uomo viene in seguito fatto assassinare da Armand per impedirgli di parlare. Infine Antonio riesce finalmente a sposare Anna e a coronare così il suo amore con lei.
Interpretato da Cesare Bocci, presente stagioni 1-2.

### Conte Martino Amedeo Ristori di Rivombrosa
È il figlio del Conte Fabrizio Ristori e di una cameriera sconosciuta della Locanda del "Gatto Nero", nato nel periodo in cui il giovane conte, distrutto dall'abbandono della sua promessa sposa, cercò con ogni mezzo di dimenticarla e successivamente abbandonato dalla madre alla locanda all'insaputa di Fabrizio; è quindi il fratello maggiore dal lato paterno della Contessa Agnese Ristori, nata dall'amore tra suo padre ed Elisa Scalzi.
Nella prima stagione Martino è un bambino di dieci anni che lavora presso la locanda come cameriere venendo spesso maltrattato dalla padrona e dagli avventori, ma il suo più grande sogno è quello di diventare un soldato. È da sempre amico di Elisa Scalzi, ragazza di umili origini che per anni ha lavorato con lui alla locanda prima di essere assunta come dama di compagnia a Rivombrosa e che a differenza di tutti lo ha sempre trattato con amore: a riprova di ciò quando la giovane viene arrestata per aver aggredito il Conte Giulio Drago il bambino si reca alla prigione per sincerarsi che stia bene regalandole un crocifisso portafortuna, che lei conserverà con cura negli anni a venire. Elisa in seguito, notando casualmente sul suo collo una voglia identica a quella di Fabrizio, scopre che Martino è suo figlio: alla luce di ciò il conte decide di comprare la sua libertà assumendolo a palazzo come aiuto stalliere e assoldando in seguito un precettore per fargli intraprendere la sua istruzione senza però rivelargli la sua vera identità. Il bambino finalmente conduce una vita felice ben lontana dallo squallore vissuto nei primi anni della sua vita: è circondato dall'affetto di Elisa e del conte e fa la conoscenza della Marchesina Emilia, figlia della Marchesa Anna Radicati, diventandone subito amico (anche se non sa essere in realtà sua cugina). Martino viene però in seguito assunto come valletto a Palazzo Van Necker quando la Marchesa Lucrezia Van Necker, ex amante di Fabrizio, con l'inganno convince quest'ultimo che è lei la madre e che abbandonò il figlio alla locanda perché stava per sposarsi con un uomo particolarmente influente: durante tale soggiorno la marchesa attenta alla vita del ragazzino poiché ha scoperto la verità sulle sue origini e le menzogne della donna ed ha assistito all'omicidio della dama di compagnia Isabella, ma questi riesce a smascherarla in tempo fuggendo dal palazzo e rivelando tutto al padre. Martino fa così ritorno a Rivombrosa sentendo ora per la prima volta di essere parte di una famiglia, ma ben presto la sua vita viene nuovamente sconvolta dall'arresto del padre accusato dell'omicidio del Marchese Beauville e dal conseguente arrivo alla tenuta del Marchese Alvise Radicati, cognato del conte: il nuovo padrone lo declassa nuovamente a vivere con la servitù ed arriva a frustarlo accusandolo ingiustamente di aver rubato le chiavi della stanza di Anna e di averla così aiutata a scappare per andare a testimoniare in favore del fratello. Il ragazzino si rifugia così a casa di Artemisia e Orsolina Scalzi, la madre e la sorella di Elisa, che lo ospitano fino alla provvidenziale liberazione del padre.
Nella seconda stagione Martino viene legittimamente riconosciuto da Fabrizio che inizia ad insegnargli a tirar di spada, ma il bambino vive con gelosia la nascita della sorellina Agnese perché avverte di non essere più il solo al centro delle attenzioni del padre; in seguito ad una gita al fiume insieme al servo Angelo si ammala di colera, ma riesce a sopravvivere grazie alle amorevoli cure di Antonio e dei genitori. La morte improvvisa del padre durante un'imboscata lo sconvolge e lo induce a promettere davanti alla sua tomba di prendersi cura di Elisa e della sorella e di proteggere la tenuta lottando per liberarla dai debiti che gravano su di essa a causa della mala amministrazione di Alvise. Nei tre anni seguenti Martino è sempre più vicino ad Emilia che non manca di fargli spesso visita alla tenuta ed ha ritrovato una figura paterna in Victor Benac, creditore dei Ristori, che li ha sempre supportati concedendogli di estinguere il debito di anno in anno e che si è occupato personalmente di portare avanti la sua istruzione; egli spera quindi che tra questi ed Elisa possa sbocciare l'amore. Il giovane conte guarda invece con sospetto Armand Benac, fratello del suo mentore, avendo fin da subito percepito la sua avidità e la sua falsità e si schiera apertamente contro di lui quando infine ottiene la riprova delle sue prime sensazioni: l'uomo infatti approfittando di un viaggio di lavoro del fratello e fingendosi malato pur di non partire con lui riesce a requisire la tenuta, così il giovane conte per poterlo controllare decide di rimanere al castello pur vivendo con la servitù. Martino scopre poi grazie a una denuncia di Victor che l'assassino di suo padre è proprio Armand e in seguito alla sua assoluzione a causa dell'omicidio di un testimone gli spara con l'intenzione di ucciderlo venendo salvato in extremis da Victor: la sua partecipazione all'omicidio viene però taciuta da quest'ultimo per non coinvolgerlo e viene definitivamente occultata grazie ad una falsa testimonianza della di lui sorella Juliette Benac. Il ragazzo infine decide di partire insieme ad Emilia per la Francia per intraprendere l'istruzione militare.
All'età di venticinque anni Martino prende possesso di Rivombrosa in seguito alla prematura morte di Elisa e si ritrova a dover crescere la sorellina Agnese rimasta orfana alla sola età di undici anni facendole così da figura genitoriale. L'amicizia con Emilia nel frattempo si è trasformata in profondo amore, ma la decisione del ragazzo di realizzare il suo sogno di diventare soldato arruolandosi nell'esercito francese lo porta ad allontanarsi inesorabilmente da lei: egli desidera infatti sposare la cugina al suo ritorno dalla Francia, ma la ragazza dopo anni ad aspettarlo decide di convolare a nozze con l'artista Fulvio Gritti e di seguire il marito a Firenze.
Nella terza stagione Martino è ormai il proprietario della tenuta e, avendo vissuto un'infanzia povera, ha a cuore l'interesse dei contadini tanto che pur di proteggerli si dimostra disposto più di una volta a sfidare apertamente gli occupanti francesi giunti in Piemonte in seguito alla sconfitta da parte della Francia. Il conte è da lunghi anni grande amico del goffo Conte Alessandro Sturani, anche lui nobile di campagna, e si è deciso dopo tanto tempo a sposarsi con la Marchesa Vittoria Granieri Solaro, donna che non ama ma che sposa per rinforzare il nome dei Ristori e per assicurarsi una discendenza. Il ritorno alla tenuta in occasione delle sue nozze della cugina Emilia, dopo molti anni di lontananza, lo sconvolge profondamente provocando in lui la riemersione di sentimenti rimasti sopiti nel profondo del suo cuore per anni: la notte prima della celebrazione l'uomo raggiunge di nascosto la donna per chiederle se lo ama ancora perché una sua parola sarebbe sufficiente per annullare le nozze, ma la cugina lo convince che ormai quei sentimenti fanno parte del passato e che è loro dovere rispettare gli impegni presi. Martino assiste inoltre al ritorno dalla Francia della sorella Agnese e, ritenendo che questa sia ormai in età da marito, decide in un primo momento di cooperare con la moglie per spingere la ragazza a prendere in considerazione un eventuale matrimonio con il Capitano Lorenzo Loya, il ferreo ufficiale a capo della guarnigione francese di stanza nella Contea di Rivombrosa: il nobile ritiene infatti che l'uomo possa offrirle un futuro stabile e agiato, non essendo assolutamente a conoscenza delle brutali operazioni effettuate su suo ordine dalle truppe francesi ai danni dei contadini. Il conte al contrario, scoperta la relazione tra Agnese e il Marchese Andrea Van Necker durante un ricevimento a Palazzo Granieri, si oppone categoricamente al loro amore poiché, memore dei passati delitti compiuti dalla madre del ragazzo ai danni della sua famiglia, pensa che questi somigli a Lucrezia e teme che quest’ultima possa fare del male alla sorella. Il soggiorno prolungato di Emilia alla tenuta permette a Martino di condividere con lei momenti di grande intimità, provocando inevitabilmente la gelosia della moglie che nonostante non lo ami non tollera le poche attenzioni riservatele dal marito. L'allontanamento di Emilia da Rivombrosa e il suo trasferimento a Torino in seguito ad un avvertimento di Vittoria, convincono il conte a dare finalmente libero sfogo ai suoi sentimenti per lei: quella notte stessa la raggiunge a Palazzo Carignano e, trovatala sconvolta dopo essere stata picchiata dal marito ubriaco, i due cedono alla passione. L'amara consapevolezza di non poter vivere quell'amore a causa delle convenzioni sociali e dei vincoli coniugali fa comprendere a Martino il grande sbaglio compiuto scegliendo di adempiere al proprio dovere piuttosto che seguire l'amore e lasciando così andare la donna che ama: decide così di dare un'opportunità ad Andrea per permettere almeno alla sorella di essere felice e decide invece di rifiutare apertamente la proposta di matrimonio di Loya avendo ora compreso la malvagità dell'uomo. La situazione precipita però quando Lucrezia, approfittando dell'assenza del figlio, attenta alla vita della sorella e Martino giunto in tempo a Palazzo Van Necker si trova costretto ad ucciderla. Tale evento viene sfruttato dal Capitano Loya per imprigionarlo, nonostante la legittima difesa, allo scopo di ricattare Agnese e costringerla così a sposarlo: il conte però, nonostante le conseguenze a cui potrebbe andare incontro, fa di tutto per spingere la sorella a non cedere per nessun motivo al ricatto e a tentare di riavvicinarsi all'uomo che ama. La decisione della ragazza di acconsentire alle nozze pur di salvarlo lo sconvolge profondamente e il suo ripudio verso questa scelta lo porta dolorosamente a decidere di non partecipare alla cerimonia; in seguito alla fuga dall'altare di Agnese con l'amato, il conte viene nuovamente arrestato da Loya e solo l'intervento di Andrea riesce a salvarlo grazie alla consegna al capitano di una confessione della madre. Martino di fronte a questo gesto denotante la grande sincerità del ragazzo ammette di averlo giudicato male e lo accoglie nella sua famiglia: la sua stima nei confronti del marchese cresce ancor di più quando durante l'assedio a Rivombrosa da parte dei francesi scopre che egli è lo Sparviero, il brigante che da tempo difende i contadini indifesi dalle incursioni del capitano. Ristori nel frattempo grazie ad un'intuizione di Vittoria scopre con grande gioia che quella fatidica notte Emilia è rimasta incinta ed è quindi intenzionato a prendersi cura di lei, ma la moglie in un primo momento gli impedisce categoricamente di rompere il loro matrimonio per non essere sottoposta alla derisione della nobiltà e gli ordina di spedire lontano dalla tenuta la cugina e il bambino; dopo qualche giorno però egli viene lasciato di punto in bianco da Vittoria che in tale occasione gli rivela di averlo sempre disprezzato e di aver complottato per mesi contro di lui e la sua famiglia per aiutare il suo amante, il Capitano Loya. La scoperta della vera identità dello Sparviero da parte di Loya, il successivo arresto di Andrea e il conseguente ricatto perpetrato dal capitano ai danni di Agnese gettano il conte nella più completa disperazione, poiché si tratta dell'ennesimo matrimonio infelice cui i membri della sua famiglia sono destinati. Tutto si risolve per il meglio quando, in seguito alla fuga di Andrea e alla dipartita del capitano per mano di Vittoria, Martino riesce ad assistere con gioia al felice matrimonio della sorella con l'uomo che ama e quando, in seguito alla morte di Fulvio durante un duello e all'arresto di Vittoria per l'omicidio del francese, egli riesce finalmente a coronare il suo sogno d’amore con Emilia.
Interpretato da Riccardo Simone Sicardi nelle stagioni 1-2, da David Shirley nella 2ª e da Paolo Seganti nella 3ª.

### Marchesa/Contessa Emilia Radicati di Magliano vedova Gritti in Ristori
È la figlia della Marchesa/Contessa Anna Ristori e del Marchese Alvise Radicati di Magliano, la nipote del Conte Fabrizio Ristori e la cugina del Conte Martino Ristori e della Contessa Agnese Ristori.
Nella prima stagione Emilia è una bambina di circa dieci anni alquanto taciturna e sola in quanto è cresciuta in una famiglia priva di amore: è continuamente ignorata dal padre, è sempre ripresa dalla madre che pur vedendola come il suo unico appiglio in una vita di solitudine non le dimostra alcun affetto e non si preoccupa della sua felicità e vive con disperazione le atrocità che Alvise fa passare ad Anna. La ragazzina proprio per questo si affeziona immediatamente ad Elisa Scalzi, dama di compagnia della nonna materna, che da subito le dimostra quell'affetto e quella premura che finora non aveva mai avvertito, così in seguito alla morte della nonna chiede allo zio Fabrizio di nominarla sua dama di compagnia. La bambina, soffrendo molto per l'infelice matrimonio dei genitori, incoraggia l'amore tra lo zio ed Elisa nonostante le condizioni sociali di quest'ultima perché è evidente che i due si amano davvero e strappa alla ragazza la promessa di sposare solo l'uomo che ama quando scopre che sta per unirsi in matrimonio col servo Angelo: tali parole condizionano molto la giovane inducendola a ripensare alla sua scelta e a lasciare così all'altare lo stalliere. In seguito però Emilia, a causa di un grave litigio tra Anna e Fabrizio, è costretta a lasciare la tenuta e a trasferirsi in città a Palazzo Radicati ed è proprio durante questo soggiorno forzato che si unisce ancor di più con la madre: il padre organizza feste indecorose lasciando la moglie e la figlia ad assistere silenti chiuse nelle stanze del palazzo, il che provoca un doloroso e profondo cambiamento nella madre che si rende conto degli errori compiuti in passato e della freddezza con cui ha sempre trattato la figlia decidendo così di cominciare finalmente a dimostrarle quell'affetto che da sempre teneva ben occultato in fondo al suo cuore. La marchesina subisce però uno shock quando degli invitati si introducono ubriachi nelle sue stanze e questo evento induce Anna a riportarla immediatamente a Rivombrosa: la sua vita si riempie così di amore e affetto, soprattutto quando finalmente riesce a trovare un amico in Martino, aiuto stalliere da poco assunto alla tenuta che non sa essere in realtà suo cugino. La sua felicità viene però nuovamente infranta dall'arresto dello zio accusato dell'omicidio del Marchese Beauville e dal conseguente ritorno al castello di suo padre: la bambina viene infatti separata dalla madre che viene chiusa nelle sue stanze per impedirle di testimoniare in favore di Fabrizio ed è invece costretta a condividere la sua quotidianità con l'amante del padre Betta Maffei. Emilia successivamente grazie all'aiuto di Elisa e della servitù riesce a fuggire con la madre rifugiandosi dal Dottor Antonio Ceppi, il medico che da anni la cura per le sue crisi d'asma e che in passato era promesso sposo di Anna. La sua vita infine si risolleva definitivamente quando lo zio viene liberato dal Re, il padre muore di sifilide e la madre inizia una relazione con Antonio.
Nella seconda stagione Emilia conduce una vita felice: vive a Palazzo Radicati con la madre e il compagno, ma non manca di recarsi spesso a Rivombrosa per stare in compagnia del cugino Martino; successivamente viene però mandata dalla madre a studiare lettere a Parigi per completare la sua istruzione, facendo ritorno in Piemonte soltanto in occasione delle nozze di Anna e Antonio.
Il suo affetto per Martino nel tempo si trasforma in amore, tant'è che il ragazzo in procinto di arruolarsi nell'esercito francese medita di sposarla in seguito al suo ritorno dalla Francia; la ragazza però dopo anni ad aspettarlo conosce un artista fiorentino, Fulvio Gritti, e decide così di convolare a nozze con lui e di seguirlo a Firenze capendo di non poter aspettare per sempre il cugino. Il suo matrimonio però ricalca perfettamente quello dei genitori e lei si ritrova a vivere la stessa vita di solitudine e soprusi che la madre per anni aveva condotto: il marito non la ama, non la rispetta, la tratta con freddezza e risulta spesso violento nei suoi confronti arrivando più volte ad umiliarla e a ridurla psicologicamente in pezzi accusandola di non avergli potuto dare un figlio.
Nella terza stagione Emilia, ormai donna, fa ritorno dopo molti anni a Rivombrosa in occasione del matrimonio di Martino con la Marchesa Vittoria Granieri Solaro: il sol rivederla sconvolge profondamente il cugino a tal punto che la notte prima della celebrazione questi decide di raggiungerla di nascosto per chiederle se lo ama ancora perché una sua parola sarebbe sufficiente per annullare le nozze, ma la donna lo convince che ormai quei sentimenti fanno parte del passato e che è loro dovere rispettare gli impegni presi. Il suo soggiorno prolungato presso la tenuta le permette però di condividere col conte momenti di grande intimità, provocando inevitabilmente la gelosia della moglie di questi: il forte sentimento che li lega è infatti talmente evidente a tutti che fin dal primo momento la marchesa riscontra l'ostilità di Vittoria che, odiando essere messa da parte e volendo essere sempre al centro delle attenzioni del marito, cerca più volte di tenerla lontana da lui. La donna così, resasi conto di non poter stare vicina al cugino, lascia Rivombrosa e si trasferisce a Torino ritrovandosi così alla mercé del marito ubriaco: il suo allontanamento spinge però il conte a dare finalmente libero sfogo ai propri sentimenti per lei raggiungendola quella notte stessa a Palazzo Carignano e così in tale occasione i due cedono alla passione. L'amara consapevolezza di non poter vivere quell'amore a causa delle convenzioni sociali e dei vincoli coniugali li porta successivamente a decidere di far finta che niente sia accaduto, pur conservando gelosamente nei loro cuori quel dolce ricordo. Emilia è inoltre molto legata alla cugina Agnese e supporta fin da subito con forza il suo amore per il Marchese Andrea Van Necker tentando più volte di convincere Martino ad accettarlo nonostante il suo legame con Lucrezia Van Necker, perché la sua speranza è che almeno lei riesca a sposarsi per amore. La situazione precipita però quando il conte si trova costretto ad uccidere Lucrezia per salvare la vita della sorella e quando, nonostante la legittima difesa, egli viene arrestato dal Capitano Lorenzo Loya allo scopo di costringere Agnese a sposarlo: Emilia alquanto preoccupata per le sorti dell'uomo si reca amorevolmente a trovarlo in prigione all'insaputa del marito e in seguito alla sua liberazione decide di stare vicina alla cugina che ha acconsentito alle nozze col capitano pur di salvare il fratello (nozze che poi non vanno a buon fine). La marchesa successivamente scopre di essere rimasta incinta quella fatidica notte, ma è intenzionata ad andarsene senza rivelare niente a Martino perché sa bene che essendo un uomo ligio al dovere non lascerà mai la moglie: il cugino infatti, scoperta con gioia la sua gravidanza grazie ad un'intuizione della moglie, le comunica che vorrebbe riconoscere il figlio e che vorrebbe aiutarla a prendersi cura di lui pur dovendo mantenere intatto il suo legame con Vittoria, ma Emilia rifiuta categoricamente tale proposta temendo che questo rovini per sempre la sua vita e quella del bambino e gli rivela che intende partire. La donna trova un grande supporto in tale situazione da parte della Principessa Luisa di Carignano, la quale l'ha generosamente ospitata nel suo palazzo in seguito all'allontanamento da Rivombrosa e le ha sempre fornito aiuto in seguito alle angherie di Fulvio. Nel frattempo Emilia, inizialmente decisa a supportare il marito nonostante i suoi maltrattamenti, assiste al suo lento declino psichico a causa dell'abuso di droghe e intuita la sua follia riesce per tempo ad impedire la sua aggressione sessuale ai danni della Marchesa Costanza Granieri Solaro: la donna a questo punto, dopo avergli rivelato di non essere sterile e di aspettare un bambino da un altro, riesce finalmente a tirare fuori il coraggio necessario per lasciarlo decisa a ricominciare una nuova vita. La morte di Fulvio in seguito ad un duello col promesso sposo di Costanza, la scoperta da parte di Ristori del tradimento di Vittoria e l'arresto di quest’ultima per l'omicidio di Loya, pongono fine ad ogni tipo di impedimento permettendo ad Emilia di coronare finalmente il suo amore con Martino.
Interpretata da Carlotta Previati nelle stagioni 1-2 e da Valentina Pace nella 3ª.

### Marchesa Lucrezia Adelaide Priscilla Van Necker vedova Beauville
Lucrezia (nata nel 1737) è una donna affascinante e piacente, un'abile ammaliatrice in grado di manipolare a suo piacimento gli uomini. Persona intrigante e malefica, Lucrezia è pronta a fare di tutto pur di ottenere i suoi obiettivi. Lascia per convenienza sociale il promesso sposo Fabrizio Ristori decidendo di sposare il marchese Jean Luc Beauville, consigliere del Re. Dieci anni dopo in lei si risveglia un amore per Ristori probabilmente mai sopito. La donna è l'amante del duca Ottavio Ranieri, capo della congiura contro il Re e governatore del regno, e pur di ottenere la lista dei congiurati si riavvicina a Fabrizio. Nonostante neghi di esserne innamorata ordina l'uccisione del prete della pieve di Rivombrosa, don Tognino, per impedire che questo possa celebrare il matrimonio di Elisa e Fabrizio. La marchesa impone anche al cugino, l'Abate Van Necker, di non celebrare le nozze tra il conte e la serva pur mostrandosi amica della coppia. Appresa la paternità di Fabrizio nei confronti del piccolo Martino, decide di fingere di essere la madre del bambino per cercare di portare via il conte ad Elisa. Nonostante tutto la coppia resta solida e questo spinge Lucrezia ad ordinare alla sua fidata dama di compagnia Isabella di uccidere Elisa con il veleno, quando scopre che la ragazza non ha avuto il coraggio di ucciderla Lucrezia l'accoltella e fa gettare il suo corpo nel lago. Successivamente, insieme a Ranieri, decide di mettere alle strette Fabrizio e uccide suo marito Jean Luc, facendo ricadere la colpa su Ristori e portandolo ad essere condannato a morte. Nonostante Fabrizio sembri ormai impossibilitato a rovesciare la congiura, Lucrezia lo ama e cerca di salvarlo dalla morte, ma i suoi tentativi sono vani. La donna, dopo aver rotto la sua relazione con Ranieri e dopo un feroce scontro con Elisa, lascia il Piemonte partendo alla volta di Venezia. Ricompare a Napoli nella seconda stagione, titolare di una famosa casa di gioco partenopea e amante del barone Nicola di Conegliano. Lucrezia ostacola Elisa facendola apparire come una serva che ha circuito un'anziana signora per divenire contessa. Quando scopre che la sua rivale da Fabrizio ha avuta una figlia, decide di rapire Agnese e chiede in cambio ad Elisa di rubare per lei un importante diamante dalle stanze del barone. L'intervento di Cristiano consente di salvare Agnese, ma Lucrezia non demorde e uccide la baronessa Cristinella di Conegliano per impedire che il barone scopra del rapimento di Agnese. Fa ricadere la colpa dell'omicidio su Elisa, scatenando la furia incontrollata di Conegliano, che però non basta a catturare Elisa e quindi la marchesa decide di eliminare personalmente la sua rivale, ma nell'attentato rimane ucciso Frà Simone. Smascherata dal barone, Lucrezia si salva la vita annunciando di essere incinta. Salvata all'ultimo, la Marchesa Van Necker lascia Napoli. Compare oltre 20 anni dopo, ormai anziana e malata, quando torna a Rivombrosa dopo che i vecchi reati per cui era stata condannata vengono graziati dall'arrivo delle truppe francesi in Piemonte. Lucrezia ha nel frattempo avuto un figlio, il vigoroso ed affascinante Andrea, unica ragione della sua vita. Quando scopre che il figlio è innamorato della figlia di Elisa, la donna che lei ha odiato di più, decide di uccidere Agnese. Lucrezia fallisce quando Martino le spara alle spalle, salvando Agnese dalla morte.
Interpretata da Jane Alexander e doppiata da Emanuela Rossi, presente stagioni 1-2-3

## Personaggi secondari

### Angelo Buondio
È il fidato stalliere della tenuta di Rivombrosa ed è il fratello della serva Bianca Buondio. Fin dall'infanzia è amico del Conte Fabrizio Ristori ed è segretamente innamorato della bella Elisa Scalzi, non venendo però mai ricambiato perché la ragazza lo vede come un fratello.
Nella prima stagione in seguito al ritorno del conte dalla Francia vive con rabbia la notizia dell'amore tra il suo padrone e la donna che ama e quando finalmente riesce a fidanzarsi con la ragazza avverte Fabrizio di starle alla larga: viene però lasciato sull'altare da Elisa resasi conto di essere innamorata del conte e ferito nel profondo decide di lasciare la tenuta per cercare lavoro a Torino. Egli, divenuto una guardia personale del Re, riesce a salvarlo da un attentato e viene successivamente assoldato dal Consigliere Beauville per introdursi a Rivombrosa allo scopo di scoprire se Fabrizio è uno dei congiurati: tornato alla vecchia tenuta cerca a lungo la lista dei congiurati senza mai riuscire a trovarla e dopo essere stato scoperto rivela tutto al padrone e comprendendo la sua innocenza decide di collaborare con lui. In seguito aiuta Elisa a salvare Fabrizio dalla forca e a consegnare la lista dei congiurati al Re fingendo di allearsi col Duca Ottavio Ranieri, capo della congiura, per permetterle di intrufolarsi a Palazzo Bussani.
Nella seconda stagione egli diventa il sovrintendente di Rivombrosa aiutando Fabrizio a tenere i conti della tenuta e si innamora della zingara Celeste portata a palazzo dal conte e nominata poi dama di compagnia di Emilia. In seguito alla morte del padrone rimane per anni al fianco di Elisa aiutandola a far fronte al pagamento dei debiti contratti dal Marchese Alvise Radicati durante l'incarcerazione del conte e decide di accompagnarla nel suo viaggio alla volta di Napoli avente l'obiettivo di riscuotere un credito presso un nobile locale: l'uomo si trova però costretto a fare ritorno alla tenuta per avvertire la Marchesa Anna Radicati dell'attacco di alcuni sicari al Porto di Genova. Dopo qualche tempo Angelo viene inviato da Anna a Napoli per richiamare Elisa poiché la tenuta è stata requisita con l'inganno da Armand Benac, ma tornato dal suo viaggio scopre con amarezza che Celeste si è unita proprio a Benac spinta dal desiderio di migliorare la sua posizione sociale e di avere un destino simile a quello di Elisa. Il giovane però nonostante la delusione, avendo intuito la fragilità della ragazza, si mostra comprensivo con lei e riesce infine a convincerla ad emanciparsi da Armand: l'amore tra i due alla fine trionfa.
Nella terza stagione si presume morto per malattia dato che tutti gli altri servi fedeli della tenuta sono ancora presenti.
Interpretato da Pierluigi Coppola, presente stagioni 1-2.

### Duca Ottavio Ranieri ex Governatore
Ottavio Ranieri è il governatore del regno di Sardegna, capo delle guardie del Re e duca piemontese. Nonostante il suo ruolo di spicco nella politica piemontese, si allea con il futuro re, il Principe Amedeo, per affrettare la morte del sovrano Carlo Emanuele III attraverso una congiura tra nobili. Approfittando della scontentezza nei confronti del Re a causa delle sue riforme troppo vicine alla borghesia, Ranieri riunisce un gruppo di nobili di provincia e organizza la morte di Carlo Emanuele. Con l'aiuto dell'amante Lucrezia, Ranieri elabora piani strategici e malefici che più volte lo portano a scontrarsi in duello con Fabrizio. Dopo numerosi tentativi di trovare la lista dei congiurati in possesso di Fabrizio, lo fa arrestare e condannare a morte. Affronta Elisa che ha osato opporsi al suo volere, ma smascherato viene arrestato dalle guardie reali. Prima che venga decapitato viene fatto fuggire in segreto dal Principe a inizio seconda stagione. Alla morte naturale del Re vorrebbe ottenere un ruolo di governo nel nuovo ordine, ma il nuovo Sovrano preferisce allontanarlo e questo scatena la furia di Ranieri che sfugge al suo controllo e organizza la sua vendetta contro Fabrizio. Durante l'aggressione contro il conte Ristori, Ranieri si batte arduamente ma muore ucciso nel duello.
Interpretato da Luca Ward, presente stagione 1 e come guest star stagione 2

### Marchesa Margherita Maffei di Barbero/Suor Margherita
È la figlia del Marchese Ludovico Maffei di Barbero e la sorella maggiore di Betta Maffei, che cerca di educare anche se questa sembra non volerle dare ascolto; è inoltre fin dall'infanzia la migliore amica di Elisa Scalzi in quanto suo padre lavorava per il marchese.
Nella prima stagione Margherita è innamorata in modo incondizionato del Conte Giulio Drago, tant'è che arriva a concederglisi prima del matrimonio pensando che ormai le nozze siano cosa fatta; ma quando finalmente il conte si convince a presentarsi dal padre per chiedere la sua mano, questi è costretto a rifiutare la proposta non potendole assicurare una dote a causa delle sue ingenti perdite economiche. La ragazza per preservare la reputazione del padre comincia ad evitare continuamente Giulio, ma quando questi inizia a temere che abbia un altro si trova costretta a rivelargli che la famiglia ha perso tutto: di fronte a questa rivelazione l'uomo si allontana da lei, cessa di andare a trovarla e fa in modo di evitarla in ogni occasione pubblica. In seguito Margherita, in procinto di recarsi a Rivombrosa per assistere ad uno spettacolo teatrale, nota nelle stanze del padre una fiala contenente un liquido scuro e durante la recita ripensando al suo strano comportamento intuisce che ha intenzione di togliersi la vita (roso dal rimorso di aver partecipato alla congiura contro il Re): la marchesa arriva giusto in tempo insieme al Dottor Antonio Ceppi per curarlo e in un momento di disperazione decide di fare un voto a Dio promettendo che se il padre avesse avuto salva la vita sarebbe diventata suora. La ragazza a questo punto riceve molteplici visite del Conte Drago che avendola vista allontanarsi insieme ad Antonio pensa che i due abbiano iniziato a frequentarsi e dopo averlo evitato a lungo trova la forza di rivelargli la sua decisione di dedicare la sua vita a Dio. Margherita nonostante i molteplici tentativi dell'uomo di riconquistarla decide di rinunciare per sempre al suo amore e di rimanere fedele a Dio recandosi al convento di Torino, ma durante il suo percorso per diventare suora il conte la metterà spesso a dura prova facendo gesti disperati: si reca più volte al convento per convincerla a ripensare alla sua decisione, chiede ad Elisa di consegnarle il loro anello di fidanzamento perché non lo dimentichi e infine arriva ad irrompere in chiesa per cercare di impedire la sua consacrazione. Margherita rivedrà per l'ultima volta Giulio quando questi, spinto dalla Marchesa Lucrezia Van Necker e dal Duca Ottavio Ranieri a sfidare il Conte Fabrizio Ristori per ottenere i documenti riportanti la lista dei congiurati, decide di trafiggersi chiedendo poi all'amico di portarlo dall'amata per darle l'ultimo saluto: questa su richiesta dell'uomo lo bacia suggellando così il suo ultimo respiro. La ragazza ha inoltre in varie occasioni un ruolo chiave nella lotta contro la congiura ai danni del Re e nella storia d'amore tra Elisa e Fabrizio: avverte Elisa di un attentato al Re dopo aver udito i deliri del padre permettendo così a Fabrizio di sventarlo in tempo; dà rifugio ad Elisa quando fugge dalla tenuta decisa a non rovinare la vita di Fabrizio avendo scoperto di non poter avere più figli; avverte i due amici che la benevolenza di Lucrezia è una farsa dopo aver scoperto durante il suo "internato" che è stata proprio la marchesa a costringere l'Abate Van Necker a non celebrare le loro nozze; aiuta Elisa a far evadere Fabrizio dal carcere approfittando della sua condizione di suora per accedervi.
Nella seconda stagione in qualità di suora Margherita aiuta Antonio a curare tutti i malati di colera ricoverati nel convento (tra cui il Conte Martino Ristori) e sostiene la Marchesa Anna Radicati nella sua difficile crisi amorosa con il medico.
Interpretata da Eleonora Mazzoni, presente stagioni 1-2.

### Conte Giulio Drago
È il fedele amico del Conte Fabrizio Ristori fin dall'infanzia ed ha una sfrenata passione per il vino e le belle donne, tanto che trascorre la maggior parte delle sue giornate alla Locanda del Gatto Nero.
Il Conte decide di prendere parte a una congiura contro il Re Carlo Emanuele III di Savoia poiché non apprezza le riforme reali che indeboliscono la nobiltà e favoriscono la borghesia, ma nonostante cerchi amichevolmente di coinvolgere Fabrizio nella congiura lo fa sempre senza secondi fini e non lo sfida mai per ottenere la lista che pur potrebbe costargli la vita. Il grande affetto che lo lega all'amico lo porta a decidere di mentire alle guardie per salvare la vita di Elisa Scalzi, dama di compagnia al servizio della famiglia Ristori, alla luce del forte sentimento che Fabrizio prova per la giovane: una mattina infatti il conte, uscito ubriaco dalla locanda, aggredisce la ragazza che per difendersi lo colpisce alla tempia con un sasso venendo per questo imprigionata, l'indomani Giulio riceve la visita di Fabrizio che tenta di convincerlo a ritirare la denuncia e resosi conto della delusione di questi di fronte al suo rifiuto decide di recarsi alla prigione per dichiarare ai carcerieri di non riconoscere quella donna. Drago inoltre si erge più volte a difesa dell'amico schierandosi contro gli altri congiurati per proteggerlo dai piani orditi allo scopo di eliminarlo dal Duca Ottavio Ranieri, capo della congiura: in particolare si ribella furiosamente quando Fabrizio viene ridotto in fin di vita dalle guardie del governatore in seguito a una visita a Torino, quando i finti cocchieri del duca ingaggiano con lui un duello durante una rappresentazione teatrale a Rivombrosa e quando dei sicari assaltano nella notte la tenuta causando una gravissima caduta dalle scale di Elisa e la conseguente perdita del loro bambino. Giulio è da tempo follemente innamorato della Marchesa Margherita Maffei, la quale per amor suo decide di concederglisi prima del matrimonio credendo che ormai le nozze siano cosa fatta; il libertino conte trova infine il coraggio di presentarsi dal Marchese Ludovico Maffei per chiedere la mano della ragazza, ma inspiegabilmente vede respinta la sua proposta. L'uomo notando che la marchesa lo evita continuamente comincia a pensare che abbia un altro, ma dopo varie insistenze questa gli rivela invece che la famiglia ha perso tutto e che il padre non può assicurarle una dote: di fronte a questa rivelazione Giulio si allontana da lei, cessa di andare a trovarla e fa in modo di evitarla in ogni occasione pubblica, anche se in realtà la ama ancora. Durante uno spettacolo teatrale a Rivombrosa il conte vede la ragazza allontanarsi col Dottor Antonio Ceppi e temendo che i due abbiano iniziato a frequentarsi comincia a recarsi più volte a Palazzo Maffei per avere delle spiegazioni: dopo svariati tentativi egli viene a scoprire che il padre di Margherita ha tentato il suicidio spinto dal rimorso di aver partecipato alla congiura e che la giovane dopo aver fatto un voto ha deciso di dedicare la sua vita a Dio diventando suora. Tale notizia lo getta nella più completa disperazione e l'uomo comincia a vivere con grande devastazione l'abbandono della ragazza consumandosi nell'alcol e facendo gesti disperati: è ormai cliente fisso della Locanda del Gatto Nero da cui ogni giorno esce in condizioni pietose, accetta di fare da testimone al matrimonio di Fabrizio ed Elisa pur rischiando così di essere allontanato da tutti i nobili, si reca più volte al convento per convincere Margherita a ripensare alla sua decisione, chiede ad Elisa di consegnarle il loro anello di fidanzamento perché non lo dimentichi e infine arriva ad irrompere in chiesa per cercare di impedire la sua consacrazione. Ranieri e la Marchesa Lucrezia Van Necker a questo punto approfittano della sua debolezza per spingerlo a sfidare Fabrizio a duello allo scopo di ottenere i documenti riportanti la lista dei congiurati: Giulio non avendo più nulla da perdere sfida l'amico, ma infine resosi conto di aver tradito anche l'ultima persona amata si dà la morte infilzandosi con la spada. Il suo ultimo desiderio è quello di poter rivedere la sua Margherita: in fin di vita le chiede di baciarlo per l'ultima volta suggellando così il suo ultimo respiro.
Interpretato da Kaspar Capparoni, stagione 1.

### Marchese Alvise Radicati di Magliano
È il marito della Contessa Anna Ristori e il padre della Marchesa Emilia Radicati.
È un uomo egoista, rozzo, avido e infedele che non ha mai degnato di considerazione né la moglie, che ha sottoposto ai più infimi maltrattamenti, né tanto meno la figlia, che per lui è del tutto inesistente: il suo unico interesse sono le donne essendo infatti un assiduo frequentatore dei principali bordelli torinesi e il gioco che nel tempo lo ha portato a perdere tutta la sua fortuna. È proprio per questo motivo che da anni aspetta con ansia la morte della suocera Agnese per impossessarsi di Rivombrosa e disporre delle finanze della famiglia Ristori, ma il ritorno dalla Francia del cognato Fabrizio infrange i suoi piani e lo getta nella rabbia più totale portandolo a rendersi complice della congiura del Duca Ottavio Ranieri pur di sbarazzarsi del conte. Successivamente diventa amante della giovane Marchesa Betta Maffei con cui instaura una lunga relazione, poiché questa pensando che Alvise sia un uomo ricco spera di poter ottenere da lui dei favori dato che il padre è caduto in disgrazia e non ha la possibilità di assicurarle alcuna dote. In seguito al soggiorno forzato di Anna a Torino a causa del litigio col fratello questa trova il coraggio di lasciarlo, ma l'uomo si ripresenta alla tenuta in seguito all'incarcerazione di Fabrizio per l'omicidio del Consigliere Beauville per prenderne finalmente possesso: in tale periodo maltratta la moglie, la servitù, l'aiuto stalliere Martino e l'amante del conte Elisa Scalzi e con la sua gestione contrae molti debiti che arrecano gravissimi danni alla tenuta. Il Dottor Antonio Ceppi, in passato promesso di sposo di Anna, chiamato per curarlo in seguito a una zuffa con lo stalliere Angelo Buondio gli diagnostica una forma acuta di sifilide e tale malattia lo porterà ben presto ad una rapida e dolorosa morte.
Interpretato da Antonino Iuorio, presente stagione 1.

### Victor Benac
Victor è un gentiluomo borghese che in seguito alla morte dei genitori si è trovato a crescere i due fratelli minori, Armand e Juliette, come un padre.
Egli arriva da Lione per riscuotere un debito che vantava nei confronti del defunto Marchese Alvise Radicati, ma essendo un uomo di buon cuore si dimostra subito disponibile ad andare incontro alle necessità del cognato dell'uomo accordandosi di riavere gradualmente il denaro prestato e decidendo così di non dare ascolto alla volontà di Armand di requisire la tenuta ai Ristori. Benac, dopo essere venuto a conoscenza della morte del Conte Fabrizio Ristori in un'imboscata tesagli dal galeotto Duca Ottavio Ranieri e ricordandosi di averlo visto in compagnia del fratello nei giorni precedenti, intuisce che Armand ha preso in qualche modo parte all'agguato e vergognandosi delle sue vili azioni lo obbliga a tornare seduta stante a Lione. In seguito alla morte del conte egli per oltre tre anni diventa una figura paterna per il Conte Martino che lo stima profondamente e si comporta come un uomo premuroso e accondiscendente nei confronti della Contessa Elisa essendone ormai follemente innamorato: l'uomo è infatti ancora disposto a concedere ai conti tutto il tempo necessario per ripagare il loro debito, ma Elisa non volendo abusare della sua bontà decide di fissare una scadenza entro la quale il debito dovrà essere saldato altrimenti i Benac potranno prendersi la tenuta e decide quindi di partire alla volta di Napoli allo scopo di riscuotere un credito presso un nobile locale per ottenere il denaro necessario. La volontà di Victor di lasciare in ogni caso Rivombrosa ai Ristori viene però ostacolata dal ritorno di Armand dalla Francia, infatti questi una volta scaduto il termine fissato per la restituzione e approfittando dell'assenza di Victor per un viaggio d'affari decide di far valere i suoi diritti espropriando a sua insaputa la tenuta: una volta tornato Victor furibondo affronta il fratello scoprendo con grande devastazione che tutto faceva parte di un piano orchestrato per anni e che tre anni prima era stato proprio lui ad uccidere il Conte Ristori. Victor in un primo momento, pur roso dai sensi di colpa e dalla consapevolezza di aver fallito nel crescere il fratello, decide di tacere la verità in nome del bene che ancora prova per lui e si trasferisce a Rivombrosa per tenerlo sotto stretto controllo; ma in seguito al ritorno di Elisa e alle minacce di morte rivoltele da Armand, Victor avendo ormai compreso la sua pericolosità trova la forza di lasciare la tenuta insieme a tutta la servitù e di denunciarlo alle autorità. La situazione precipita definitivamente quando, in seguito all'assoluzione di Armand per l'assassinio di un testimone, Martino tenta di sparargli per vendicare il padre mancando però il colpo e Victor si trova quindi costretto ad uccidere il fratello per salvare il ragazzo. L'uomo, assolto per legittima difesa in seguito alla falsa testimonianza della sorella Juliette, riconsegna la tenuta ai Ristori dietro estinzione del debito e dichiara apertamente i propri sentimenti nei confronti di Elisa sperando di poterla sposare, ma al fermo rifiuto della ragazza che gli racconta del suo amore incontrato a Napoli ha un grave crollo nervoso. Victor accecato dalla gelosia e in preda alla rabbia con la scusa di accompagnare Elisa al porto decide di rapirla allo scopo di portarla all'estero, ma il suo piano viene mandato in fumo dall'arrivo inaspettato del nuovo amore della ragazza e dalla conseguente liberazione di quest'ultima. Nella sua ultima scena egli osserva da lontano Elisa andarsene col suo amore e rassegnato guarda in basso dove ha in mano una pistola: la sua sorte rimane incerta, ma si deduce che egli decida di spararsi.
Interpretato da Giovanni Guidelli, presente stagione 2.

### Armand Benac
È il fratello di Victor Benac e Juliette Benac, una famiglia borghese proveniente dalla Francia.
Egli, giunto da Lione col fratello maggiore per riscuotere un debito contratto dal Marchese Alvise Radicati, matura subito un grande interesse verso la tenuta di Rivombrosa di proprietà del cognato del marchese per cui si oppone con forza alla scelta del fratello di concedere ai debitori il tempo necessario per pagare i loro debiti. L'incontro col galeotto Duca Ottavio Ranieri, appena evaso di prigione e deciso a vendicarsi dei Ristori, gli offre l'occasione di ottenere una volta per tutte ciò che desidera: il ragazzo decide infatti di prendere parte all'organizzazione di un'imboscata volta ad eliminare il Conte Fabrizio Ristori, in modo tale che il duca possa ottenere la sua vendetta mentre lui possa finalmente impossessarsi della tenuta approfittando dell'inesperienza della giovane contessa. Il piano però inizialmente non va come previsto poiché Ristori riesce inaspettatamente ad eliminare tutti i suoi aggressori incluso Ranieri, così Armand che fino a quel momento era rimasto ben nascosto, avendo visto sgretolarsi da un momento all'altro tutti i suoi piani, decide di intervenire esplodendo un colpo nella schiena del conte che si rivelerà fatale. La brama di Armand di requisire Rivombrosa deve però ancora aspettare, perché Victor avendo intuito che il fratello ha preso in qualche modo parte all'agguato lo obbliga a tornare a Lione dove il giovane rimarrà per ben tre anni. Una volta rientrato in Piemonte Armand si adopera per mettere in atto il piano che ha avuto modo di orchestrare durante il lungo "esilio" in Francia: innanzitutto assolda dei sicari allo scopo di eliminare la Contessa Elisa Ristori intenzionata a partire per Napoli per riscuotere un credito presso un nobile locale così da salvare la tenuta e successivamente, approfittando dell'allontanamento del fratello per un impegno di affari e fingendosi malato per non doverlo seguire, riesce a requisire la tanto agognata Rivombrosa facendo valere i suoi diritti e sfrattando la Marchesa Anna Radicati rimasta da sola dopo la partenza di Elisa. Di fronte all'aspro rimprovero del fratello, Armand per ferirlo gli rivela di essere lui il vero assassino del conte e che tutto faceva parte di un piano studiato per anni nei minimi dettagli: tale rivelazione induce Victor a lasciare immediatamente la tenuta seguito da tutta la servitù e ad andare a denunciarlo alle autorità ormai resosi conto della sua pericolosità. Armand viene quindi incarcerato e sottoposto a processo, ma grazie ai suoi meschini sotterfugi riesce sempre a stare un passo avanti rispetto ai Ristori: avendo appreso della presenza di un testimone oculare che lo avrebbe inchiodato arriva ad assumere l'ex compagno di cella Cavenna per eliminarlo riuscendo così ad ottenere l'assoluzione da ogni capo d'accusa. Durante la sua permanenza alla tenuta Benac intrattiene una relazione con Celeste, dama di compagnia della Marchesina Emilia Radicati che da tempo intrattiene una storia con l'attendente della tenuta Angelo Buondio, ma il suo intento è in realtà solo quello di sfruttarla per ottenere informazioni preziose sui Ristori: la ragazza credendo all'innocenza del giovane cade nel suo tranello spinta dal desiderio di migliorare la sua posizione sociale e di avere un destino simile a quello di Elisa, ma in seguito trova la forza di lasciarlo dopo essersi resa conto della sua colpevolezza. Armand trova la sua fine quando il Conte Martino Ristori, accecato dal fatto che l'assassino di suo padre sia rimasto impunito, decide di farsi giustizia da solo: il giovane conte tenta di sparargli ma preso dall'impeto manca il colpo e ciò induce Victor, da anni legato a Martino da un profondo affetto, ad intervenire sparando al fratello per impedirgli di fare del male al ragazzo.
Interpretato da Raffaello Balzo, presente stagione 2.

### Barone Nicola di Conegliano
È il figlio del Barone Michele di Conegliano, vecchio compagno d'arme del Conte Fabrizio Ristori, e della Baronessa Cristinella.
È un uomo che ama la bella vita, il potere, il prestigio sociale e l'arte, ma più di ogni altra cosa ama profondamente sua madre Cristinella. Nicola si presenta all'apparenza come una persona educata e premurosa, ma in realtà è un feroce tiranno che sfrutta i Lazzaroni, il popolo napoletano che risiede nel quartiere dei Quattro Venti, approfittando della sua posizione e del possesso della Stella Marina, un diamante che rappresenta il legame tra il popolo e i suoi signori: il barone nonostante le loro condizioni precarie li obbliga a consegnargli periodicamente beni di vario genere e denaro tramite un prelievo che viene pubblicamente presentato come un'offerta alla Madonnina, ma in caso di mancato o insufficiente pagamento invia prontamente il suo sgherro, Zanni La Morte, a minacciarli. Egli a Palazzo Conegliano conosce la Contessa Elisa Ristori, giunta a Napoli per riscuotere un credito vantato dal defunto marito nei confronti di suo padre, e rimasto abbagliato dalla sua bellezza decide inizialmente di aiutarla, soprattutto dietro l'insistenza della madre che fin da subito considera la ragazza come una figlia. L'opinione che aveva della contessa viene però influenzata dalla Marchesa Lucrezia Van Necker, divenuta sua amante, che ricolma d'odio nei confronti della ragazza per questioni avvenute in passato ha intenzione di screditarla e di impedirle di salvare la tenuta: nonostante la baronessa lo avvisi più volte di stare attento alla sua amante perché la reputa una donna pericolosa e avverte un'alea di malvagità intorno a lei, Nicola ogni volta finge di darle ascolto finendo però per credere alla marchesa e per importunare Elisa lontano dai suoi occhi. L'uomo in seguito, notando il diverso atteggiamento di Elisa nei suoi confronti (la quale è ricattata da Lucrezia per sedurlo e rubare la Stella Marina), decide di corteggiarla, ma quando si trova sul punto di sedurla la donna si tira indietro portandolo a perdere definitivamente ogni interesse. Nicola si trova ad ospitare nel suo palazzo anche Sir Benton, archeologo da lui assunto per degli scavi, ma nel corso del tempo comincia a maturare dei sospetti sulla sua reale identità: è giovane, non ha l'aspetto di una persona di cultura, non sembra pratico di scavi, parla spesso di nascosto con Elisa, ma soprattutto in maniera velata allude più volte ai metodi poco ortodossi con cui il barone si assicura il "rispetto" del popolo. Ben presto il barone si trova infatti ad accogliere a palazzo il vero Sir Benton che smaschera il suo ospite e rivela la complicità di Elisa, causando così l'arresto del primo e l'immediato allontanamento della seconda: l'uomo incarica così il suo sgherro Zanni di torturare l'"impostore" per capire quale sia il suo intento e successivamente assolda le guardie della prigione per avvelenargli il cibo così da far sembrare la sua morte un incidente. L'improvvisa morte della madre lo getta nella più completa disperazione, disperazione che degenera poi in rabbia furibonda quando viene indotto da Lucrezia a credere che l'assassina sia proprio Elisa: diventa così uno spregiudicato assassino pronto a tutto pur di catturarla ed arriva persino a far rapire il lazzarone Gaetano per organizzare uno scambio, scambio che però non va a buon fine. Il palazzo viene successivamente invaso dai Lazzaroni guidati dal falso Sir Benton che, dopo avergli confessato che il suo scopo è quello di ucciderlo, gli rivela la sua vera identità: egli è Cristiano Caracciolo Principe di Montesanto, unico superstite della sua illustre famiglia interamente sterminata anni prima dal Barone Michele per assumere il loro potere e le loro ricchezze ed è quindi il solo e unico legittimo sovrano dei Lazzaroni. Nicola sconvolto dalla rivelazione si prepara ad accettare il suo destino perché da sempre sapeva bene che prima o poi qualcuno si sarebbe fatto vivo per vendicarsi conoscendo la verità sulla fine dei Principi di Montesanto, ma Cristiano trova invece la forza di risparmiarlo per porre fine a quella catena di sangue e non volendo far ricadere sul figlio le colpe del padre. Il barone a questo punto, volendo vendicare la madre ma avendo perso ogni influenza sui Lazzaroni, invia l'esercito ai Quattro Venti per riuscire a catturare Elisa e in questa occasione riesce finalmente a trovarsi faccia a faccia con la contessa: questa gli ribadisce l'amore che provava per Cristinella, lo ammonisce accusandolo di non aver mai dato ascolto alla madre e gli dice che i Lazzaroni l'hanno protetta perché sanno la verità sulla morte della donna. L'uomo, sconvolto, permette alla ragazza di far ritorno a casa salendo a bordo di una nave, ordina ai Lazzaroni di raccontargli la verità e si reca in seguito a casa della cameriera del palazzo Maria per avere la conferma di quelle rivelazioni. Il barone scopre così di essere stato vittima degli inganni di Lucrezia e che proprio lei è la vera assassina della madre per cui intende punire duramente la donna togliendole la vita, ma si trova poi a doverla lasciar andare quando questa gli rivela di aspettare suo figlio, figlio che lui non riconoscerà mai. Nicola a questo punto si rende conto delle innumerevoli malefatte compiute da lui e da suo padre e del fatto che tutto quel male gli si è ora ritorto contro: si è ritrovato infatti a vivere la stessa sorte subìta da Cristiano in passato, perché una persona che si è sempre finta amica e di cui lui si fidava ha ucciso subdolamente la madre lasciandolo solo al mondo. Egli, distrutto dalla solitudine e dalla consapevolezza della superficialità dimostrata in passato, decide di chiedere perdono a Cristiano: assume il miglior medico della città per assicurarsi che egli, ferito a morte, sopravviva (anche alla luce del fatto che qualche tempo prima questi gli aveva risparmiato la vita nonostante tutto il male arrecatogli) e chiede alla Regina Maria Carolina delle Due Sicilie di nominarlo suo consigliere personale.
Interpretato da Sergio Assisi, presente stagione 2.

### Marchese Ercole Salvati di Cerreto
È il medico personale prima di Re Carlo Emanuele III di Savoia e successivamente di Re Vittorio Amedeo III di Savoia.
È un uomo sadico, ambizioso e senza scrupoli pronto a tutto pur di raggiungere i suoi obiettivi, essendo a questo fine disposto a ricorrere anche ai mezzi più infimi. È diventato il medico del Re grazie all'intercessione della sua amante Madame Therese Rolland, amica di vecchia data della cugina del Re, ma una volta ottenuto ciò che voleva egli la abbandona rivelandole di averla soltanto usata: di fronte alle insistenze della donna decide di farla sparire, per evitare che lo smascheri davanti alla Corte rivelando dettagli indecorosi del suo passato, e la fa rinchiudere in un manicomio in Francia da cui questa riesce ad uscire dopo molto tempo solo grazie all'intervento di Madame Rossana Chevalier, in precedenza confidente di Salvati ma ora resasi conto dell'avidità e della pericolosità dell'uomo. Egli, amico di vecchia data del defunto Marchese Alvise Radicati, si invaghisce fin da subito della Marchesa Anna Radicati e fa di tutto pur di averla: arriva a far arrestare il suo compagno, il Dottor Antonio Ceppi, accusandolo di fare esperimenti illegali sui cadaveri per ricattare la donna e spingerla a concederglisi in cambio della libertà dell'amato. Salvati viene così sfidato a duello da Antonio che profondamente ferito medita di lasciarsi uccidere senza reagire, ma durante lo scontro il marchese finisce per colpire Anna frappostasi fra loro per difendere l'amato: di fronte alla decisione dell'avversario di ritirarsi per curare la donna, Salvati manifesta il proprio intento di proseguire nonostante tutto il duello e lo accusa di essere un codardo. Le sue perfidie hanno fine quando Madame Rolland e Madame Chevalier lo smascherano dimostrando le sue malefatte al Re, il quale decide di arrestarlo e di ritirargli la licenza per esercitare come medico.
Interpretato da Stefano Quatrosi, presente stagione 2.

### Capitano Lorenzo Loya
È il capitano a capo della guarnigione francese, di stanza al Forte San Bartolomeo, cui è stato affidato il controllo della Contea di Rivombrosa in seguito alla sconfitta del Piemonte da parte della Francia. In passato, prima di intraprendere la carriera militare, era un ladro professionista che operava insieme ad altri due complici, il Conte Claudio di Sant'Agata e la Principessa Caterina Walmy (marito e moglie), con cui in seguito ha interrotto i suoi rapporti.
È un uomo molto potente, animato da una pericolosa brama di potere e privo di scrupoli, che per mantenere il controllo sulla popolazione fa ricorso a metodi brutali all'insaputa dell'Imperatore francese Napoleone Bonaparte e del Re piemontese Carlo Emanuele IV di Savoia: è per questo acerrimo nemico dello Sparviero, brigante del luogo che ormai da qualche tempo ostacola le sue barbare iniziative animato dal solo intento di proteggere il popolo. I nobili della zona inizialmente non sono a conoscenza delle operazioni del capitano e l'unico ad essergli pubblicamente ostile mostrandogli manifestamente il proprio disprezzo è il Marchese Andrea Van Necker, che appena giunto in Piemonte assistette all'impiccagione di contadini innocenti. L'astio che intercorre tra i due è destinato a crescere ancor di più quando durante una festa a Palazzo Carignano entrambi incontrano in momenti diversi la Contessa Agnese Ristori: mentre il marchese sente di provare un dolce sentimento nei confronti della giovane ed è da lei immediatamente ricambiato, Loya rimasto folgorato dalla ragazza inizia a sviluppare una folle ossessione per lei. Il capitano deciso ad averla ad ogni costo dà così inizio ad una corte insistente trovando una fedele alleata per la realizzazione di questo intento nella cognata della ragazza, la Marchesa Vittoria Granieri Solaro, che intende allontanarla dalla tenuta diventando così la nuova padrona: grazie al suo aiuto il capitano viene invitato in ogni occasione privata della famiglia per avvicinarsi alla contessa ed ha successivamente la possibilità di chiedere la sua mano al Conte Ristori. Loya sembra inoltre avere dalla sua parte anche Martino che, essendo convinto che la sorella sia ormai in età da marito, decide in un primo momento di spingerla a prendere in considerazione un eventuale matrimonio col francese, poiché ritiene che questi possa offrirle un futuro stabile e agiato (non essendo a conoscenza delle sue crudeli iniziative). Le attenzioni dell'uomo vengono però continuamente respinte da Agnese che a dispetto di tutti dimostra fin da subito di non sopportare la sua presenza e di non voler in alcun modo accettare la sua proposta, non essendo interessata al suo prestigio e sognando di sposarsi per amore. Il capitano, nonostante le sue resistenze, non demorde e anzi si adopera con ogni mezzo per contrattare con lo Sparviero quando la contessa viene rapita per costringerlo a restituire il grano ai contadini: la ragazza torna così sana e salva a casa, ma il francese riesce a trattenere comunque il grano organizzando un'imboscata per accerchiare i banditi. La tolleranza del capitano comincia però a vacillare quando il Conte Ristori, avendo ora compreso la sua malvagità, decide di rifiutare apertamente la sua proposta di matrimonio e infine la sua pazienza viene definitivamente meno quando, in seguito all'omicidio da parte di quest'ultimo della Marchesa Lucrezia Van Necker, scopre che Agnese intrattiene ormai da tempo una relazione segreta con Andrea Van Necker e che i due intendevano sposarsi quel giorno stesso. Loya, sentendosi preso in giro dalla giovane, decide così di passare alle maniere forti arrestando il fratello, nonostante la legittima difesa, allo scopo di ricattarla e costringerla così a sposarlo. Il capitano nel frattempo, durante le visite di Vittoria al forte per l'arresto del marito, finisce per intraprendere una relazione clandestina con la donna: la marchesa si innamora realmente di lui, mentre l'uomo intende soltanto usarla per ottenere informazioni sui Ristori e per essere da lei aiutato a sposare Agnese. Loya riesce finalmente ad ottenere la mano della contessa quando questa, ormai lasciata dal marchese che la ritiene complice nell'assassinio della madre, accetta la sua proposta di matrimonio per salvare il fratello: quest’ultimo però ripudiando tale scelta decide di non presenziare alla cerimonia per manifestare apertamente il proprio dissenso. La follia di Loya esplode pericolosamente quando Van Necker, spinto dall'amore per la ragazza e dal suo senso di giustizia, si presenta in chiesa portandogli via davanti a tutti la sposa e pone fine al suo ricatto dimostrando l'innocenza di Martino attraverso la consegna di una confessione della madre. Il capitano davanti ad un tale affronto ordina al Sergente Saval di eliminare il marchese tendendogli un'imboscata e decide successivamente di lasciare la sua amante non avendo più bisogno di lei. Egli però qualche tempo dopo si trova costretto a promettere a Vittoria di portarla con lui a Parigi, quando la donna si presenta al forte con un'informazione fondamentale per la sua carriera: durante l'assedio a Rivombrosa da parte delle truppe francesi ha scoperto che il Marchese Van Necker è lo Sparviero. Loya si reca quindi a prelevare Andrea a Rivombrosa durante il ricevimento per il suo fidanzamento, ma questi riesce a fuggire in tempo con la sua amata grazie alla complicità del Tenente Corsini (che nel frattempo si sta rendendo conto di stare dalla parte sbagliata). Il francese a questo punto avendo ottenuto le informazioni di cui aveva bisogno decide di abbandonare ancora una volta l'amante, ma viene nuovamente ricattato da quest'ultima quando durante le indagini dei francesi a Rivombrosa scopre che le truppe stanno cercando dei Gioielli della Corona che si presume siano stati rubati dallo Sparviero: la donna si rende così conto che uno di questi cimeli è proprio l'anello regalatole dal capitano poco tempo prima e capisce quindi che in realtà è stato lui ad assaltare il convoglio trasportante il tesoro e ad uccidere le guardie. Loya riesce infine a catturare Andrea costringendo il suo fedele amico Jacopo a tradirlo e la sua incarcerazione rappresenta per lui un nuovo strumento per ricattare Agnese: la libertà dell'amato in cambio della sua mano. L'intervento provvidenziale di Saval riesce a scongiurare la fuga del marchese con la complicità del pentito Jacopo e in seguito Loya decide illegalmente di uccidere quest’ultimo nonostante fosse stato già neutralizzato: questo grave evento porta il Tenente Corsini a mettere definitivamente in discussione la sua fedeltà alla divisa francese, a decidere di smettere di obbedire agli ordini del capitano e a mettersi in contatto con la banda dello Sparviero per organizzare un piano per farlo evadere. Il Generale Ducrot, suo superiore, a questo punto lo informa che se riuscirà a recuperare tutti i Gioielli della Corona rubati dallo Sparviero lo nominerà Prefetto di Parigi e gli permetterà di condannare il marchese senza un regolare processo. Loya quindi, per recuperare l'anello che aveva donato a Vittoria allo scopo di carpirle l'identità del bandito, torna nuovamente sui suoi passi fingendo di amarla e di volerla portare con lui in Francia; e, quando infine la donna si presenta al forte dopo aver lasciato il marito, la fa perquisire rivelandole di non averla mai amata e di averla ingannata soltanto per riprendersi il cimelio: sarà proprio questo tradimento a segnare la sua fine. Loya sembra essere riuscito a raggiungere il suo scopo quando Agnese, latitante, si trova costretta a presentarsi al forte e ad accettare la sua proposta di matrimonio in cambio della promessa di sottoporre il suo amato ad un processo regolare: a questo punto il francese incarica Saval di eliminare il prigioniero di nascosto facendolo passare come un incidente. I due "promessi sposi" partono così alla volta di Parigi, ma la carrozza viene fermata durante il viaggio da Andrea che, riuscito ad evadere grazie al piano di Corsini, ingaggia con Loya un duello all'ultimo sangue, finché quest’ultimo non riesce a prendere in ostaggio la contessa: all'improvviso tra gli alberi appare Vittoria che, animata da un sentimento di vendetta, gli spara dritto al petto per prendersi quel cuore che mai le aveva donato.
Interpretato da Giorgio Borghetti, presente stagione 3.

### Marchesa Vittoria Granieri Solaro in Ristori
È la figlia maggiore dei Marchesi Monaldo e Olga Granieri Solaro e la sorella di Costanza Granieri Solaro, una nobile famiglia di antiche origini caduta in disgrazia a causa del vizio del padre per il gioco.
È una ragazza frivola, determinata e ambiziosa che ha a cuore soltanto il lusso e il divertimento; è eternamente insoddisfatta della sua condizione e cerca sempre di ottenere più di quel che possiede, per questo motivo alla luce della difficile situazione economica della famiglia decide di sposare il Conte Martino Ristori solo per interesse. Vittoria ha molte aspettative da questo matrimonio e sogna grandi ricevimenti e centinaia di ospiti, ma si trova poi a fare i conti con l'ambiente campagnolo di Rivombrosa in cui contadini e nobili vivono nello stesso ambiente e con il forte senso di protezione del conte nei confronti del popolo. Il ritorno alla tenuta in occasione delle sue nozze della cugina del marito, Emilia, sconvolge evidentemente Martino provocando così l'inevitabile gelosia della donna: il forte sentimento che lega i due è talmente evidente a tutti che fin dal primo momento Vittoria non nasconde la sua ostilità nei confronti della Marchesa Radicati e, odiando essere messa da parte e volendo essere sempre al centro delle attenzioni del marito, si adopera con ogni mezzo per tenerli lontani. La ragazza inoltre in seguito al ritorno dalla Francia della Contessa Agnese Ristori, sorella del marito, fin da subito si impegna ad aiutare il Capitano Lorenzo Loya, il ferreo ufficiale a capo della guarnigione francese di stanza nella Contea di Rivombrosa, nel suo intento di riuscire a sposare la giovane conosciuta durante una festa a Palazzo Carignano: la donna infatti, allo scopo di eliminare la concorrenza della cognata e diventare la nuova padrona della tenuta, non manca di invitare Loya in ogni occasione privata della famiglia per farlo avvicinare alla contessa. Il suo progetto viene inizialmente appoggiato anche da Martino che, convinto che la sorella sia ormai in età da marito, decide di spingerla a prendere in considerazione un eventuale matrimonio col francese, poiché ritiene che l'uomo possa offrirle un futuro stabile e agiato. Tale previsione però non è assolutamente gradita da Agnese che a dispetto di tutti fin da subito rifiuta in maniera decisa le attenzioni del capitano ed entra apertamente in conflitto con la cognata che intende intromettersi nelle scelte della sua vita spingendola a sposarsi per convenienza. La donna, scoperta la relazione che la contessina ha intrapreso di nascosto col Marchese Andrea Casalegno, fin da subito si oppone apertamente al loro amore perché teme ripercussioni da parte di Loya nei confronti della famiglia; la sua opinione in un primo momento è fermamente appoggiata anche dal marito, poiché durante un ricevimento in maschera ha riconosciuto nel ragazzo il figlio della Marchesa Lucrezia Van Necker ed è deciso quindi ad opporsi categoricamente alla sua unione con la sorella. Il soggiorno prolungato della Marchesa Radicati presso la tenuta permette ai due cugini di condividere momenti di grande intimità, portando così Vittoria a far capire apertamente ad Emilia di essere di troppo: la donna decide così di lasciare la tenuta trasferendosi a Torino, ma il suo allontanamento al contrario spinge il conte a dare finalmente libero sfogo ai suoi sentimenti per lei raggiungendola quella stessa notte a Palazzo Carignano e cedendo finalmente alla passione. La marchesa si trova ora a fare i conti con il drastico mutamento del marito: questi infatti, consapevole di non poter vivere il suo vero amore a causa delle convenzioni sociali e dei vincoli coniugali, decide di dare un'opportunità ad Andrea per permettere almeno alla sorella di essere felice e decide invece di rifiutare apertamente la proposta di matrimonio di Loya avendo ora percepito la sua malvagità. La moglie di fronte a questa follia si arrabbia furiosamente con Martino temendo la vendetta del capitano e ben presto perde qualsiasi tipo di interesse nei confronti del marito arrivando infine ad odiarlo per le poche attenzioni che le riserva. La situazione volge a suo favore quando il conte si trova costretto ad uccidere Lucrezia per salvare la vita della sorella: tale evento porta Andrea ad allontanarsi dall'amata ritenendola complice nell'omicidio e viene invece sfruttato da Loya per imprigionare Martino, nonostante la legittima difesa, allo scopo di ricattare Agnese e costringerla a sposarlo. Vittoria, durante le visite al forte per l'arresto del marito, finisce col cadere nella sua stessa trappola iniziando una relazione clandestina con il capitano: la donna si innamora perdutamente di lui, mentre l'uomo intende soltanto usarla per ottenere informazioni sui Ristori e per essere da lei aiutato a sposare la contessina. La marchesa si dimostra alquanto soddisfatta quando la cognata, ormai lasciata dal marchese, accetta la proposta di matrimonio del capitano per salvare il fratello e si arrabbia invece col marito quando quest’ultimo decide di non presenziare alla cerimonia per manifestare apertamente il proprio dissenso. Vittoria, recatasi trionfante in chiesa per partecipare alle nozze, si trova ad assistere sconvolta prima all'arrivo in chiesa di Van Necker e alla sua fuga con Agnese e successivamente all'interruzione definitiva del ricatto di Loya grazie alla consegna da parte del marchese di una confessione della madre che testimonia l'innocenza del conte. La donna viene così lasciata dal furibondo Loya: l'uomo non ha più bisogno di lei, ma quest'ultima non riesce a rassegnarsi a tale decisione. La marchesa a questo punto si trova costretta a dover accogliere in casa Van Necker, dato che il marito in seguito al suo gesto ha compreso la sua grande sincerità ed ha acconsentito alle sue nozze con la sorella. Vittoria, durante l'assedio a Rivombrosa da parte delle truppe francesi che intendono scovare lo Sparviero, riesce a trovare uno stratagemma per legarsi nuovamente a Loya carpendo un'informazione fondamentale per la sua carriera: notando Andrea recarsi in direzione dell'accampamento e introducendosi nelle stanze del servo Primo che aveva visto parlare di soppiatto col marchese, scopre che questi è lo Sparviero ed usa così tale informazione per strappare al capitano la promessa di portarla con lui a Parigi quando diventerà prefetto. La perfidia di Vittoria non ha limiti: finge di essere euforica per le nozze di Andrea e Agnese offrendosi di organizzare la loro festa di fidanzamento, quando in realtà è ben conscia del fatto che durante il ricevimento le truppe irromperanno nella tenuta per arrestare il giovane. La sua felicità viene però bruscamente interrotta quando Loya, avendo ottenuto le informazioni di cui aveva bisogno, decide di abbandonarla ancora una volta, ma la marchesa riesce a trovare nuovamente uno strumento di ricatto per l'amante quando, parlando col Generale Ducrot durante le indagini dei francesi a Rivombrosa, scopre che le truppe stanno cercando dei Gioielli della Corona che si presume siano stati rubati dallo Sparviero: la donna si rende così conto che uno di questi cimeli è proprio l'anello regalatole dal capitano poco tempo prima e capisce quindi che in realtà è stato lui ad assaltare il convoglio trasportante il tesoro e ad uccidere le guardie. La volontà di Vittoria di primeggiare e di essere sempre al centro delle attenzioni di tutti emerge nuovamente quando Martino le rivela di averla tradita con Emilia e di star per diventare padre: la ragazza in un primo momento, nonostante non lo ami e addirittura abbia in progetto di fuggire con l'amante a Parigi, non rivela a Martino la sua relazione, gli impedisce categoricamente di rompere il loro matrimonio per non essere sottoposta alla derisione della nobiltà e gli ordina di spedire lontano dalla tenuta la cugina e il bambino. Dopo qualche giorno però la donna, di fronte alle false promesse del capitano, si convince a lasciare il marito e in tale occasione gli rivela di averlo sempre disprezzato e di aver complottato contro di lui e la sua famiglia per aiutare il suo amante, il Capitano Loya; ma una volta giunta al forte viene fatta perquisire dal francese che le rivela di non averla mai amata e di averla ingannata soltanto per riprendersi l'anello della Corona in suo possesso, il cui recupero gli è necessario per ottenere la nomina come prefetto: sarà proprio questo tradimento a segnare la fine dell'uomo. La ragazza in preda alla disperazione sviene in mezzo ai boschi e riportata a casa dei genitori da dei contadini vive in uno stato di apatia per giorni, finché non si ridesta animata da un sentimento di vendetta: scappa di soppiatto dal palazzo e rintracciata la carrozza trasportante Agnese e Loya verso Parigi appare all'improvviso tra gli alberi e spara dritto al petto dell'amante per prendersi quel cuore che mai le aveva donato. Vittoria alla luce degli avvenimenti viene poi scortata a Parigi per essere processata per l'omicidio dell'uomo dato che non si è trattato di legittima difesa.
Interpretata da Anna Safroncik, presente stagione 3.

### Marchesa Costanza Granieri Solaro in Sturani
È la figlia dei Marchesi Monaldo e Olga Granieri Solaro e la sorella minore della Marchesa Vittoria Granieri Solaro.
È una fanciulla mite, dolce e posata che ama molto l'arte e la musica (suona infatti il piano). Costanza, a differenza della sorella maggiore, negli anni ha imparato ad accontentarsi di ciò che la vita ha da offrirle e non intende in alcun modo sposarsi per convenienza nonostante la difficile situazione economica della famiglia a causa del vizio del padre per il gioco, ma a prescindere dalla loro profonda diversità è comunque molto legata a Vittoria: cerca sempre di comprenderla nei momenti in cui questa si dichiara insoddisfatta di ciò che il matrimonio le ha portato, si presta ad ascoltare i suoi discorsi cinici e privi di sentimento senza mai giudicarla e perdona amorevolmente le sue perfide azioni. Il giorno del matrimonio di Vittoria col Conte Martino Ristori incontra il migliore amico di questi, il Conte Alessandro Sturani, nobile piemontese alquanto timido e impacciato ma sincero e puro di cuore: i due si avvicinano immediatamente e il giovane non tarda a chiederla in moglie. Sempre in occasione delle nozze fa ritorno in Piemonte la Marchesa Emilia Radicati di Magliano accompagnata dal marito artista, Fulvio Gritti, e data l'insistenza dei genitori la ragazza si presta a posare per lui: l'uomo fin da subito comincia a maturare un'ossessione per la ragazza, iniziando dapprima a spiarla nel camerino e finendo poi per tentare di usarle violenza approfittando dell'assenza del fidanzato. Il padre di Costanza, sentendosi colpevole dell'incidente per aver insistito riguardo alla terminazione del ritratto e per aver come sempre riposto la sua fiducia in un uomo poco raccomandabile, sfida a duello Fulvio e la ragazza tenta in ogni modo di dissuaderlo, certa di perdere il genitore: in occasione del duello Monaldo si sente però male e viene quindi sostituito da Alessandro che uccide Fulvio dopo un acceso duello. Costanza riesce infine a sposare il suo vero amore.
Interpretata da Alessandra Barzaghi, presente stagione 3.

### Conte Alessandro Sturani
È un nobile piemontese di campagna, legato al Conte Martino Ristori da un'amicizia molto profonda.
È un giovane timido e prigioniero della propria goffaggine dal quale tutti si tengono alla larga, specialmente le donne: la sola a guardare oltre le apparenze è la Marchesa Costanza Granieri Solaro, sorella di Vittoria conosciuta durante le nozze di Martino, che si innamora di lui per la sua semplicità e il suo cuore puro. Le vicende che coinvolgono i Ristori e la sua fidanzata lo portano col tempo a maturare e a riuscire a rompere quel muro di timidezza che rappresentava per lui un impedimento: dapprima aiuta Martino a contrastare le ingiustizie del Capitano francese Lorenzo Loya a Rivombrosa e successivamente si sostituisce al suocero Monaldo nel duello per difendere l'onore dell'amata in seguito ad un tentativo di aggressione da parte di Fulvio Gritti, riuscendo ad ucciderlo.
Interpretato da Francesco Feletti, presente stagione 3.

### Fulvio Gritti
È un artista fiorentino di grande talento ma ancora poco conosciuto ed è il marito della Marchesa Emilia Radicati di Magliano.
È un uomo egoista ed alquanto instabile che ama frequentare i bordelli e tratta la moglie con freddezza: non la ama, non la rispetta e risulta spesso violento nei suoi confronti arrivando più volte ad umiliarla e a ridurla psicologicamente in pezzi accusandola di non avergli potuto dare un figlio. Fin dal suo arrivo a Rivombrosa, in occasione del matrimonio del Conte Martino Ristori, questi palesa ad Emilia di non sopportare quel luogo e resosi conto del sentimento che ancora la lega al cugino la spinge a trasferirsi a Torino a Palazzo Carignano; con il passare del tempo la sua psiche subisce un peggioramento inesorabile compromesso anche dall'abuso di droghe. Durante le nozze incontra la cognata di Martino, la Marchesa Costanza Granieri Solaro, e colpito dalla sua bellezza particolare le chiede di posare per lui: la giovane data l'insistenza dei genitori accetta a malincuore, ma l'uomo fin da subito comincia a maturare un'ossessione per lei, iniziando dapprima a spiarla nel camerino e finendo poi per tentare di usarle violenza approfittando dell'assenza del fidanzato. Emilia intuita la sua follia riesce a fermarlo in tempo e dopo avergli rivelato di aspettare un bambino da un altro lo lascia, decisa a non sottostare più al suo giogo. Il padre di Costanza, sentendosi colpevole dell'incidente per aver insistito riguardo alla terminazione del ritratto e per aver come sempre riposto la sua fiducia in un uomo poco raccomandabile, sfida a duello Fulvio che subito lo deride sapendo bene che non è un uomo d'azione: in occasione del duello il Marchese Monaldo Granieri Solaro si sente però male e viene quindi sostituito dal Conte Alessandro Sturani, fidanzato di Costanza, che uccide Fulvio dopo un acceso duello.
Interpretato da Pier Giorgio Bellocchio, presente stagione 3.

## Personaggi ricorrenti

### Bianca Buondio
È una delle serve di Rivombrosa ed è sorella dello stalliere Angelo.
Nella prima stagione è una serva senza istruzione, infelice ed avvilita dal suo destino e per questo motivo è da sempre invidiosa delle sorti, della fortuna e della bellezza di Elisa Scalzi, dama di compagnia della Contessa Agnese Ristori: il suo astio è talmente radicato che non esita ad attaccarla più volte sia fisicamente che verbalmente rinfacciandole la sua posizione privilegiata rispetto a tutti gli altri servi della tenuta. Il suo odio per la ragazza giunge al culmine quando si rende conto che ha attirato l'interesse del Conte Fabrizio Ristori, ma soprattutto quando Elisa resasi conto di amarlo lascia all'altare il fratello Angelo che a causa dell'umiliazione decide di andarsene partendo per Torino. Bianca accecata dall'invidia inizialmente consiglia alla Marchesa Anna Radicati di Magliano (sorella del Conte) di presentare un'amica all'uomo pur di distrarlo dalla ragazza, ma la cosa più grave è che arriva a rivelare per ben due volte informazioni a delle spie inviate dal Duca Ottavio Ranieri per trovare una lista di congiurati contro il re in possesso del padrone e ad aiutarle poi a trapelare nel castello: in questa occasione Elisa cadendo dalle scale viene ridotta in fin di vita, perde il bambino che aspettava e apprende di non poter avere mai più figli. È questo evento a far capire a Bianca che l'amore della giovane per il Conte Ristori è sincero e che la ragazza ha subìto molte disgrazie per stare con lui, così chiede perdono ad Elisa e diventa per lei una fedele alleata.
Nella seconda stagione è una delle serve più fedeli della tenuta che viene istruita dall'anziana serva Amelia per prendere in futuro il suo posto. La storia si ripete quando Celeste, una zingara salvata da Fabrizio, viene nominata dama di compagnia della Marchesina Emilia Radicati di Magliano, ed attira le attenzioni del fratello Angelo: Bianca non sopporta il fatto che una ragazza appena arrivata acquisisca un posto così di rilievo nella tenuta, ma soprattutto non sopporta il fatto che Celeste si dia continuamente delle arie sminuendo il lavoro degli altri servi e cercando di emulare Elisa. Durante l'esproprio operato dal creditore dei padroni Armand Benac, Bianca si batte con forza per difendere il buon ricordo dei Ristori ricordandogli costantemente che loro sono i veri padroni; in seguito all'abbandono del castello da parte del giusto Victor Benac, fratello maggiore di Armand che era del tutto contrario all'esproprio, tutta la servitù lo segue alla sua cascina, ma di nascosto la ragazza torna più volte alla tenuta insieme alla serva Giannina per pulire le stanze e controllare che tutto rimanga al suo posto.
Nella terza stagione Bianca ormai è la più anziana serva dei Ristori, rimasta fedelmente al loro fianco per tutti questi anni: dirige saggiamente la casa, tratta la Contessina Agnese Ristori come una figlia ed è una preziosa confidente per lei, mette in guardia la serva Dorina dal Tenente francese Corsini e non sopporta la Marchesa Vittoria Granieri Solaro, novella moglie del Conte Martino Ristori, che a differenza dei padroni tratta con sufficienza tutti i servi della tenuta. È l'unica insieme a Giannina a partecipare al matrimonio privato tra Agnese e il suo amato Marchese Andrea Van Necker facendo da testimone ai due giovani.
Interpretata da Sabrina Sirchia, presente stagioni 1-2-3.

### Giannina
È una delle serve del Castello di Rivombrosa ed è da sempre la spalla della compagna Bianca Buondio: è una gran lavoratrice, una serva fedele e una donna gentile anche se un po' pettegola.
Nella prima stagione nonostante provi affetto per la dama di compagnia Elisa Scalzi la sua opinione viene negativamente influenzata da Bianca: inizialmente ritiene che la ragazza si dia troppe arie alla luce della sua bellezza e della diversa posizione che riveste nella tenuta e successivamente la considera un'approfittatrice che intende sfruttare l'interesse del Conte Fabrizio Ristori per diventare la padrona. Nel frattempo intraprende una relazione con Beppo, uno dei servi della tenuta, che viene però bruscamente interrotta quando questi viene ucciso durante un assalto al palazzo da parte di alcuni sicari inviati dal Duca Ottavio Ranieri alla ricerca di una fantomatica lista di congiurati contro il Re che si vocifera sia in possesso del conte. In seguito alla perdita da parte di Elisa del bambino che aspettava a causa di una grave caduta dalle scale durante l'agguato, si rende conto delle innumerevoli disgrazie che la giovane ha dovuto subìre a causa del suo amore per il conte e comprende così che Elisa si è avvicinata a lui solo perché spinta dai suoi sentimenti: da quel momento in poi diventa per lei una confidente e comincia a considerarla la nuova contessa.
Nella seconda stagione è una delle serve più fedeli della tenuta e si occupa di mandare avanti la casa insieme a Bianca e all'anziana serva Amelia. L'animo pettegolo di Giannina riemerge però nuovamente a dar man forte a Bianca di fronte agli atteggiamenti della nuova arrivata Celeste, una zingara salvata da Fabrizio nominata dama di compagnia della Marchesina Emilia Radicati, che si dà continuamente delle arie sminuendo il lavoro degli altri servi e cercando di emulare Elisa. In seguito all'esproprio della tenuta operato da parte del creditore dei padroni Armand Benac dopo la scadenza del termine attribuito ai Ristori per estinguere un debito nei confronti dei Benac, Giannina continua a difendere il buon ricordo dei precedenti padroni e decide infine di seguire il giusto Victor Benac (fratello maggiore di Armand) alla sua cascina, anche se di nascosto torna più volte alla tenuta insieme a Bianca per pulire le stanze e controllare che tutto rimanga al suo posto.
Nella terza stagione Giannina è ormai una delle serve più anziane dei Ristori rimasta fedelmente al loro fianco per innumerevoli anni: è ora alle dipendenze del Conte Martino Ristori (nato da un'avventura tra Fabrizio e una cameriera della Locanda del Gatto Nero) e della Contessa Agnese Ristori (nata dall'amore tra il Conte ed Elisa) con cui si comporta in modo affettuso, aiuta Bianca a dirigere la casa e non sopporta la nuova consorte del Conte Vittoria Granieri Solaro che a differenza dei padroni tratta con sufficienza tutti i servi della tenuta. È l'unica persona insieme a Bianca a partecipare al matrimonio privato tra Agnese e il suo amato, il Marchese Andrea Van Necker, facendo da testimone ai due giovani.
Interpretata da Simona Mastroianni, presente stagioni 1-3.

### Titta
È lo stalliere del Castello di Rivombrosa.
È un servo fedele, rispettoso e ubbidiente ed è sempre pronto a soddisfare le richieste dei suoi padroni: partecipa alle ricerche della moglie del Dottor Antonio Ceppi su richiesta del Conte Fabrizio Ristori, si occupa di spegnere le fiamme nella biblioteca in seguito all'assalto alla tenuta da parte di briganti inviati dal Duca Ottavio Ranieri, si occupa del Conte Giulio Drago tutte le volte che il padrone va a recuperarlo ubriaco alla Locanda del Gatto Nero e aiuta il padrone a trattenere Giulio quando tenta di interrompere la consacrazione come suora dell'amata Marchesa Margherita Maffei. Titta è molto legato alla dama di compagnia Elisa Scalzi ed è fin da subito uno dei pochi servi della tenuta a non giudicare malamente il suo amore per Fabrizio: accetta infatti di fare da testimone al conte nelle sue nozze segrete con la ragazza (che purtroppo non vanno a buon fine), accoglie con gioia la notizia che i due intendono nuovamente sposarsi alla presenza della nobiltà e redarguisce la serva Bianca Buondio quando offende pesantemente Elisa in seguito al fallimento delle sue nozze. Egli diventa temporaneamente lo stalliere "principale" della tenuta quando Angelo Buondio fugge a Torino dopo essere stato lasciato sull'altare da Elisa e assume definitivamente questo ruolo quando Buondio viene nominato sovrintendente di Rivombrosa.
Titta rimane presso i Ristori per oltre vent'anni servendo anche il Conte Martino Ristori, nato da un'avventura tra Fabrizio e una cameriera della locanda, e la Contessa Agnese Ristori, nata dall'amore tra il Conte ed Elisa.
Interpretato da Giovanni Rizzuti, presente stagioni 1-3.

### Amelia
È la serva più anziana di Rivombrosa che dirige l'intera servitù della tenuta. Amica e confidente fedele della dama di compagnia Elisa Scalzi, è stata in passato la balia dei Conti Fabrizio e Anna Ristori.
Nella prima stagione aiuta in ogni occasione Elisa e Fabrizio supportando le loro scelte anche quando non le condivide: è sempre pronta ad accudirli ogni qual volta subiscono gravi incidenti ed accetta di essere la testimone di Elisa durante il suo matrimonio segreto con Fabrizio (che purtroppo non va a buon fine).
Nella seconda stagione aiuta Elisa durante la gravidanza e la segue a Napoli per accudire la piccola Contessina Agnese Ristori. Durante tutto il soggiorno napoletano vive ai Quattro Venti a casa dei Lazzaroni Gaetano e Isabella Capece e almeno inizialmente dubita fortemente delle buone intenzioni del Capitano Christian Grey (incontrato durante il viaggio) temendo che Elisa si possa innamorare di lui mandando in fumo il piano per salvare Rivombrosa. Durante una festa popolare viene rapita insieme alla piccola Agnese dalla perfida Marchesa Lucrezia Van Necker per ricattare Elisa, ma viene liberata proprio grazie all'intervento del Capitano. Quando il sovrintendente Angelo Buondio le raggiunge a Napoli la donna fa ritorno in Piemonte con lui e la bambina sistemandosi a Torino nel Palazzo della Marchesa Anna Radicati e solo in seguito alla morte del creditore dei Ristori Armand Benac torna a Rivombrosa riprendendo il suo ruolo originario. Amelia, dopo aver saputo da una finta lettera della morte di Cristiano, supporta Elisa avendo paura che sprofondi nuovamente in uno stato di depressione e rimane scioccata quando Cristiano si presenta a Rivombrosa rivelandogli che Elisa è partita per raggiungerlo a Napoli.
Nella terza stagione si presume ormai morta di vecchiaia dato che sono passati vent'anni.
Interpretata da Marzia Ubaldi, presente stagioni 1-2.

### Celeste
Nella prima stagione Celeste è una zingara che vaga per i territori di Rivombrosa sostenendo di avere poteri magici. La ragazza finita in prigione conosce Elisa Scalzi, dama di compagnia presso la nobile famiglia Ristori arrestata per aver colpito il Conte Giulio Drago al fine di difendersi, la quale una volta liberata grazie al ritiro della denuncia da parte dell'offeso su richiesta del Conte Fabrizio Ristori le regala i suoi vestiti in segno di riconoscenza per il supporto ottenuto in quella difficile situazione. Celeste una volta uscita dal carcere trova il conte ferito a morte lungo l'argine di un fiume e percependo dalle sue sconnesse parole l'amore che lo lega ad Elisa cura le sue ferite, lo scorta alla sua tenuta e corre poi ad avvertire l'amica.
Nella seconda stagione la ragazza viene trovata da Fabrizio priva di sensi nei boschi a causa della fame ed egli memore del fatto che in passato gli aveva salvato la vita decide di assumerla come dama di compagnia della nipotina, la Marchesina Emilia Radicati. Celeste riscontra una grande difficoltà ad integrarsi nella vita della tenuta: non riesce ad empatizzare con Emilia poiché le due hanno un modo completamente diverso di vedere la vita, entra più volte in conflitto con la Marchesa Anna Radicati per via della sua poca indole al lavoro che la porta a trascurare la figlia ed è osteggiata dalle serve Bianca Buondio e Giannina per via della sua vanità e del suo palese intento di emulare Elisa; l'unico che sembra apprezzarla è il sovrintendente della tenuta Angelo Buondio che fin dal primo momento rimane colpito da lei e con cui in seguito la ragazza inizia una relazione. Durante l'assenza del fidanzato imbarcatosi per Napoli allo scopo di avvertire Elisa dell'avvenuto sequestro della tenuta ad opera del borghese Armand Benac, Celeste inizia una relazione proprio con quest'ultimo spinta dal desiderio di migliorare la sua posizione sociale e di avere un destino simile a quello di Elisa. La giovane dopo aver vissuto un periodo di tempo alla tenuta in qualità di "padrona" trova la forza di lasciare Benac quando ha la certezza che egli è il responsabile della morte di Fabrizio avvenuta tre anni prima e che il suo intento è soltanto quello di usarla per ottenere informazioni preziose sui Ristori; ella decide così di tornare da Angelo, la sola persona che si è sempre sforzata di capirla e che le è rimasta accanto nonostante tutto. Una volta fatto ritorno a Rivombrosa insieme ai legittimi proprietari dopo la morte di Armand, Celeste è l'unica a rendersi conto che qualcosa è mutato nel giusto Victor Benac (fratello maggiore di Armand) in seguito al rigetto da parte di Elisa della sua proposta di matrimonio e comincia così a sospettare che stia tramando qualcosa soprattutto quando egli si offre di accompagnare la contessa al porto per ritornare a Napoli avendo appreso della morte del suo nuovo amore (il Principe Cristiano Caracciolo): il conseguente arrivo al castello di Cristiano, da tutti creduto morto a causa di una falsa lettera, la spinge a rivelare i suoi sospetti permettendo all'uomo di liberare Elisa da Victor che aveva intenzione di portarla con lui nelle Americhe.
Interpretata da Emanuela Garuccio, presente stagioni 1-2.

### Isabella
Nella prima stagione Isabella è una donna di origine orientale che presta servizio come fedele dama di compagnia della Marchesa Lucrezia Van Necker nei pressi di Torino: la ragazza nutre una sorta di adorazione nei confronti della sua padrona provando per lei un'incondizionata amicizia ed è disposta a tutto pur di renderla felice, tanto che le resta fedele sempre anche di fronte alle sue menzogne e alle sue trame. Isabella trova però la forza di ribellarsi alle perfidie di Lucrezia una volta posta di fronte all'ordine di uccidere Elisa Scalzi, amante del Conte Fabrizio Ristori, e spinta dalla necessità di proteggere il giovane valletto Martino, figlio biologico del conte, cui si è oltremodo affezionata: il suo rifiuto di obbedire all'ordine e il riuscito tentativo di far scappare il bambino le costa una pugnalata al petto. Isabella, creduta morta, viene scaraventata dal servitore Gasparo in un lago venendo poi salvata da un pescatore.
Nella seconda stagione la ritroviamo a Napoli, ora moglie del "portavoce" dei Lazzaroni Gaetano Capece. La donna rincontratasi dopo molti anni con l'ormai Contessa Elisa Ristori si dimostra molto protettiva nei suoi confronti imponendo a tutti i Lazzaroni di non rivelarle le angherie compiute nei loro confronti dal Barone Nicola di Conegliano, perché vuole evitare che lei rinunci a riscuotere un credito presso il barone per salvare la sua tenuta. Isabella aiuta inoltre Elisa in più occasioni: si offre di ospitare in casa sua la fedele serva Amelia e la figlioletta Agnese per tutta la durata del loro soggiorno ed organizza insieme al marito un piano per far evadere dalla prigione l'uomo che per molto tempo si è finto l'archeologo Sir Benton spinta dall'affetto che la giovane prova per lui. Ella dopo essere venuta a conoscenza della presenza di Lucrezia a Napoli prende la decisione di vendicarsi per quello che le ha fatto in passato, ma viene fermata in tempo da Gaetano per impedirle di rovinarsi la vita. Dopo aver scoperto che il falso Sir Benton non è altri che Cristiano Caracciolo Principe di Montesanto lo aiuta a riprendersi quello che gli spetta per nascita sostenendolo in tutte le sue iniziative e quando questi viene ridotto in fin di vita durante l'assalto da parte dell'esercito al Quartiere dei Quattro Venti veglia notte e giorno su di lui insieme al marito informando costantemente Elisa sulle sue condizioni di salute.
Interpretata da Linda Batista, presente stagioni 1-2.

### Gasparo
È il fedele e affabile servo della Marchesa Lucrezia Van Necker: ha una vera e propria venerazione per la sua padrona tanto che la serve in ogni sua volontà, arrivando a compiere per lei svariati crimini senza il minimo scrupolo.
Nella prima stagione egli svolge innumerevoli "commissioni" per conto della sua amata padrona: la coadiuva durante le riunioni segrete che si svolgono a palazzo essendo al corrente della sua partecipazione ad una congiura contro il Re; assolda dei sicari per eliminare il prete di Rivombrosa, Don Tognino, reo di aver acconsentito a unire in matrimonio il Conte Fabrizio Ristori, in passato amante della marchesa, e la dama di compagnia Elisa Scalzi; si lancia in una caccia alla ricerca del giovane valletto Martino, in segreto figlio biologico del conte, arrivando persino a tentare di ucciderlo pur di impedirgli di rivelare al padre le menzogne della marchesa; si occupa di occultare il cadavere della dama di compagnia Isabella, rea di essersi rifiutata di eliminare la rivale della marchesa Elisa, gettandola in un lago. Gasparo, in seguito alla consegna al Sovrano della lista dei congiurati da parte di Ristori e alla repentina fuga di Lucrezia per sfuggire alla forca, si dà alla macchia.
Nella seconda stagione si presume che egli viva sotto false spoglie da qualche parte in Piemonte.
Nella terza stagione egli, anziano e indebolito, si ricongiunge alla padrona rientrata in Piemonte dopo la sconfitta da parte della Francia e il perdono dei vecchi reati da parte delle truppe francesi. Gasparo anche in questo caso continua ad aiutare la marchesa nelle sue macchinazioni: si reca più volte al forte francese allo scopo di fornire al Capitano Lorenzo Loya informazioni utili a perseguire il suo intento di separare la Contessa Agnese Ristori dal figlio di Lucrezia, il Marchese Andrea Van Necker; in seguito all'assassinio della padrona da parte del Conte Martino Ristori convince Andrea del fatto che il conte ha ucciso la donna per vendetta con la complicità di Agnese; occulta poi una confessione della padrona in cui manifestava il suo intento di uccidere la contessa per proteggere la sua reputazione e insabbiare la verità. Alla fine dopo mesi di agonia impazzisce e abbandonato il palazzo, per paura di essere smascherato da Andrea, muore in un bosco dopo aver immaginato Lucrezia che lo chiama.
Interpretato da Danilo Maria Valli, presente nelli stagioni 1 e 3.

### Abate Van Necker
È il cugino della Marchesa Lucrezia Van Necker e la guida spirituale dell'Abbazia di Rivombrosa.
Nella prima stagione è una persona ipocrita che ha una visione conservatrice delle convenzioni sociali e una persona debole poiché viene facilmente pilotato dalla nobiltà: si rifiuta fin da subito di celebrare le nozze segrete del Conte Fabrizio Ristori con la serva Elisa Scalzi ritenendo che ciò sia indecente e temendo di essere per questo allontanato da tutti; si reca dalla cugina Lucrezia per avvisarla che i due intendono sposarsi in modo tale che la donna, ex amante del conte, possa cercare di convincerlo a desistere da tale proposito; viene coinvolto nel piano della Marchesa Anna Radicati e del Marchese Alvise Radicati volto a interdire Fabrizio dimostrando la sua pazzia per impedirgli di sposare l'amata perdendo così il titolo; ed infine viene spinto dalla cugina a non celebrare le nozze dei due svoltesi alla presenza di tutti i nobili. L'abate durante la confessione della Marchesa Margherita Maffei, amica di vecchia data di Elisa che ha intrapreso il percorso per diventare suora, viene da lei accusato di non essere un uomo di fede non avendo sposato due persone che si amano e si trova così costretto a rivelarle di essere stato obbligato a non celebrare le nozze proprio dalla cugina: la sua lingua lunga permette così ai due innamorati di scoprire le trame di Lucrezia, presentatasi falsamente come amica della coppia, quando Margherita il giorno dell'investitura rivela loro la verità.
Nella seconda stagione egli, in seguito al benestare del Re riguardo alla relazione tra Elisa e Fabrizio, muta carattere e celebra il loro matrimonio; infine si occupa di celebrare il funerale di Fabrizio.
Interpretato da Elio Pandolfi, presente stagioni 1-2.

### Capitano/Prefetto Terrazzani
Nella prima stagione egli è il Capitano delle Guardie del Re ed è il braccio destro del Governatore Ottavio Ranieri di cui però non condivide i metodi. Egli nutre un profondo senso di orgoglio e di appartenenza allo Stato, ma ignaro della posizione di comando rivestita da Ranieri all'interno di una congiura avente il proposito di attentare alla vita del Sovrano si trova a dover eseguire i suoi ordini a discapito del Conte Fabrizio Ristori che entrato in possesso della lista di congiurati intende consegnarla al Re: arresta il conte quando si presenta a Corte per consegnare la lista sparandogli nel fianco durante il suo tentativo di fuga, lo arresta nuovamente in seguito all'omicidio del Consigliere Jean-Luc Beauville e alla sua fuga dalla prigione e si occupa di scovare Elisa Scalzi, amante del conte ritenuta sua complice. Il capitano dopo aver scoperto chi sono i veri traditori aiuta Ristori a denunciare i cospiratori e per i suoi meriti viene promosso a Prefetto del Regno.
Nella seconda stagione egli è il Prefetto del Regno: in tale guisa si trova a condurre le indagini sulla morte di Fabrizio, il processo intentato dal borghese Victor Benac contro il fratello Armand Benac (entrambi creditori dei Ristori) per l'omicidio del Conte e successivamente le indagini sulla morte di quest'ultimo. In occasione del processo di Armand incontra la sorella minore Juliette Benac e se ne innamora.
Interpretato da Ralph Palka, presente stagioni 1-2.

### Madame Therèse Rolland
Vedova di un medico, nella prima stagione Therèse è la più cara amica e dama di compagnia della Duchessa Clelia Bussani, cugina del Re Carlo Emanuele III di Savoia. La donna assai preoccupata per le sorti dell'amica alla luce della sua decisione di supportare la ricercata Elisa Scalzi, amante del Conte Fabrizio Ristori per tutti assassino del Consigliere Beauville, nell'intento di proteggerla decide di rivelare al Governatore Ottavio Ranieri il piano ideato dalle due per consegnare la lista di alcuni congiurati al Re essendo totalmente all'oscuro della posizione di comando rivestita da quest'ultimo nella congiura stessa: Therèse arriva così inconsapevolmente a causare la morte di Clelia in quanto tale rivelazione spinge il Duca ad inviare dei sicari a Palazzo Bussani per ucciderla, poiché ella rappresenta la sola possibilità per Elisa di far giungere la lista al Sovrano.
Nella seconda stagione la donna diventa per qualche tempo l'amante del Marchese Ercole Salvati che intende solo approfittare della sua posizione per essere designato medico personale del Re. Therèse è però realmente innamorata di lui così di fronte alle sue avance nei confronti di altre donne della Corte (in particolare della Marchesa Anna Radicati) comincia a sviluppare una sorta di ossessione per lui, cadendo infine in un profondo stato di depressione dopo essere stata rifiutata e aver capito di essere stata soltanto usata. Il Marchese, per evitare che la donna lo smascheri di fronte al Re e alla Corte rivelando dettagli indecorosi del suo passato, la fa sparire rinchiudendola in un manicomio in Francia da cui Therèse riesce ad uscire dopo molto tempo solo grazie all'intervento dell'amica Madame Rossana Chevalier, in precedenza confidente di Salvati ma ora resasi conto dell'avidità e della pericolosità dell'uomo. Le due infine una volta tornate a Torino riescono a smascherare Salvati dimostrando le sue malefatte al Re, il quale decide di arrestarlo e di ritirargli la licenza per esercitare come medico.
Interpretata da Anne Valerie Lefevre, presente stagioni 1-2.

### Re Carlo Emanuele III di Savoia
È il Sovrano del Regno di Sardegna, è il padre del Principe Vittorio Amedeo III di Savoia ed è il cugino della Duchessa Clelia Bussani.
È un uomo ironico e molto stravagante ed ha come amante una fornaia di Torino, Madamìn Ceresa. Egli prima dell'inizio della serie mette in atto delle riforme a favore della borghesia che fanno indignare la nobiltà: molti nobili di grande rilievo su istigazione del suo stesso figlio decidono così di organizzare una congiura ai suoi danni per fermarlo, guidati in gran segreto dal Governatore dello Stato Ottavio Ranieri. Il Re viene però a sapere dell'esistenza di un documento in cui sono riportati tutti i nomi dei congiurati, redatto di proprio pugno dal pentito Console Giovanni Conforti precedentemente membro della congiura, ma questa lista sembra essersi volatilizzata nel nulla. Il Sovrano in seguito viene salvato per un soffio da un attentato ordito dai congiurati grazie all'intervento del Conte Fabrizio Ristori e della sua guardia personale Angelo Buondio, in precedenza stalliere presso la tenuta del conte: il primo viene infatti avvisato del pericolo dalla Marchesa Margherita Maffei in seguito al pentimento di suo padre Ludovico Maffei, membro della congiura, riuscendo così in tempo ad avvisare le guardie reali e ad assalire il sicario. In seguito all'assassinio del suo Consigliere Jean-Luc Beauville il Re si convince fermamente che Ristori sia uno dei traditori alla luce del fatto che il suo amico stava indagando sull'implicazione di Fabrizio nella congiura e sulla base di una falsa testimonianza della vedova Lucrezia Van Necker, nonostante anche sua cugina Clelia cerchi di convincerlo del contrario. Il Sovrano decide così di procedere all'esecuzione dell'uomo proprio nella sua Contea per rendere più eclatante la sua punizione e decide di presenziare egli stesso come monito per tutto il popolo e per gli altri congiurati: durante l'esecuzione Elisa Scalzi, serva amante del conte, riesce a consegnargli la lista dei congiurati presentandosi sotto le spoglie di sua cugina Clelia e in questo modo egli viene a scoprire che il capo dei congiurati non è altro che il Governatore Ranieri. Il Re viene quindi preso in ostaggio dal duca per riuscire a fuggire e solo l'intervento di Fabrizio, riuscitosi a liberare dal boia, permette di neutralizzarlo: il Sovrano così, riconoscendo l'onore e la fedeltà di Elisa e Fabrizio, attribuisce alla ragazza il titolo di contessa in modo tale da permettere loro di sposarsi senza scandalo e senza far perdere il titolo al conte.
Nella seconda stagione il Re si reca a Rivombrosa per assistere al matrimonio di Elisa e Fabrizio da lui ritenuti i suoi sudditi più fedeli e successivamente riceve molteplici visite a Corte da parte dei due durante le quali li tratta come dei figli. Il sovrano muore di vecchiaia il giorno stesso in cui i Ristori portano a Corte la loro figlioletta Agnese per presentargliela.
Interpretato da Philippe Leroy, presente stagioni 1-2.

### Contessa Madre Agnese Ristori di Rivombrosa
È l'anziana madre del Conte Fabrizio Ristori e della Marchesa Anna Radicati di Magliano.
All'inizio della prima stagione è la padrona della Contea di Rivombrosa ma, diversamente da tutti gli altri nobili e da sua figlia, è molto affettuosa nei confronti dei propri servi. La contessa ha in particolare un rapporto speciale con la propria dama di compagnia Elisa Scalzi, che ha assunto per la sua gentilezza e cultura dopo la morte di suo padre portandola via dallo squallido lavoro di cameriera presso la Locanda del "Gatto Nero": è sempre premurosa e protettiva nei confronti della giovane e la tratta come una figlia, provocando così l'inevitabile gelosia di Anna che invidia il loro legame non riuscendo lei stessa ad averlo. Ella stima molto il Dottor Antonio Ceppi ritenendolo un brav'uomo e un medico competente così, nonostante le scelte da lui fatte in passato lo abbiano portato a lasciare Anna per sposare una serva, lo chiama spesso alla tenuta per curare i suoi attacchi di cuore tenendone all'oscuro la figlia che ancora lo odia profondamente. Agnese sa infatti ben giudicare le persone fin dal primo momento: disprezza il Marchese Alvise Radicati come genero avendo preferito Antonio al fianco di sua figlia e reputa Anna una donna fragile e infelice completamente succube delle decisioni del marito. La donna spera quindi di assistere prima della sua morte al rientro in Piemonte di suo figlio Fabrizio, arruolato da ormai dieci anni nell'esercito francese in seguito a una delusione amorosa, in modo tale da designarlo suo erede e lasciargli così tutta la sua eredità per impedire ad Alvise di mettervi sopra le mani. Il ritorno di Fabrizio, per via di una lettera inviatagli in segreto dall'amata Elisa, rappresenta per lei una gioia incommensurabile, ma ben presto questi comincia a darle delle preoccupazioni: resasi conto che il figlio ha messo gli occhi sulla sua dama di compagnia in un primo momento avverte l'uomo di starle alla larga senza però rivelargli la condizione sociale della ragazza (cui lei non ha mai dato valore) e chiede alla giovane di prometterle di non cedere mai alla sua corte, ma in seguito alla scoperta della verità da parte di Fabrizio temendo che il figlio si prenda la ragazza senza troppe remore chiede ad Elisa di raccontarle tutto sui comportamenti del conte. Dopo qualche tempo la sua salute subisce un peggioramento e sul letto di morte la donna chiede a Fabrizio di prendere possesso della tenuta rinunciando a tornare in Francia; le sue ultime parole sono però rivolte alle sorti di Elisa, infatti fa promettere al figlio di rispettarla e di prendersi cura di lei anche dopo la sua morte. La contessa nel suo testamento designa Fabrizio come erede universale di tutti i suoi beni stabilendo che egli dovrà devolvere una parte dell'eredità ad Anna col vincolo di destinarla esclusivamente al benessere della nipotina Emilia in modo tale che Alvise non possa usufruire dei suoi beni; inoltre dona a tutti i membri della servitù dieci monete d'argento come ringraziamento per i tanti anni di fedele servizio e naturalmente non manca di nominare la sua dolce Elisa cui la contessa attribuisce la proprietà del suo amato cavallo Fedro, il suo pendant di turchesi e il diritto di usare la biblioteca di famiglia. sarà in sua memoria che Elisa chiamerà sua figlia Agnese.
Interpretata da Regina Bianchi, presente stagione 1.

### Duchessa Clelia Bussani
È l'appariscente cugina di Sua Maestà il Re Carlo Emanuele III di Savoia ed è grande amica di Madame Therèse Rolland, sua fedele dama di compagnia.
È una donna affascinante abile nel sedurre gli uomini ed è per questo motivo che la Marchesa Anna Radicati, intenta a separare il Conte Fabrizio Ristori e la serva Elisa Scalzi, la invita ad ammaliare il fratello per distoglierlo dal sentimento che prova per la ragazza: durante il breve soggiorno del conte presso Palazzo Bussani Clelia prova in ogni modo ad irretirlo, ma con sua grande sorpresa viene fermamente rifiutata dall'uomo che non intende tradire la donna che ama. La duchessa comprendendo così il grande amore che pervade i due amanti diventa da ora in poi una loro fedele alleata, tanto che decide di schierarsi dalla loro parte anche durante le loro nozze svoltesi alla presenza della nobiltà pur rischiando di essere allontanata da tutti. Clelia in seguito all'incarcerazione di Fabrizio per l'omicidio del Consigliere Beauville continua a sostenere con forza la sua innocenza essendo certa della sua buona fede e decide pertanto di aiutare Elisa a svelare la verità: la supporta durante il processo dell'amato, la aiuta ad entrare in prigione per far evadere il conte, arriva a sfidare la Marchesa Lucrezia Van Necker e il Duca Ottavio Ranieri pur di salvarle la vita e progetta con la ragazza un piano per consegnare al Re la lista dei congiurati che stanno tentando di incastrare Ristori. La duchessa viene però bonariamente "tradita" da Therèse che, preoccupata per le sorti della sua cara amica e inconsapevole della posizione di comando rivestita dal Governatore Ranieri nella congiura, decide di rivelare proprio a quest'ultimo il piano ideato da Clelia ed Elisa per consegnare la lista al Re: tale rivelazione segna la fine della donna in quanto spinge il Duca a inviare dei sicari a Palazzo Bussani per ucciderla, poiché ella rappresenta la sola possibilità per Elisa di far giungere la lista al Sovrano.
Interpretata da Francesca Rettondini, presente stagione 1.

### Marchese Ludovico Maffei di Barbero
È il padre della Marchesa Margherita Maffei e della Marchesa Betta Maffei, nonché uno dei più cari amici della Contessa Agnese Ristori.
È un uomo di scienza che ama realizzare strumenti scientifici e organizzare mostre di alto livello culturale, ma a causa dei suoi investimenti subisce un'improvvisa crisi economica che lo porta sul lastrico: inizialmente egli spera di far sposare la sua figlia maggiore Margherita con il Conte Giulio Drago per sistemare la sua situazione di dissesto finanziario, ma in seguito resosi conto di non poter garantire una dote alle figlie si trova costretto a rifiutare la proposta di matrimonio del conte. Il marchese, non condividendo le politiche del Re Carlo Emanuele III di Savoia volte a ridurre i privilegi della nobiltà e alla luce della sua situazione economica, decide di prendere parte ad una congiura contro il Sovrano guidata dal Governatore Ottavio Ranieri anche se non si dimostra mai del tutto convinto: in preda ai rimorsi tenta il suicidio venendo salvato in extremis dal Dottor Antonio Ceppi e durante l'agonia rivela a Margherita di un attentato contro il Re pregandola di correre ad avvertire il Conte Fabrizio Ristori, unico nobile della zona non coinvolto nella congiura ma a conoscenza della stessa (consentendo così a quest'ultimo di salvarlo). Ludovico si trova poi costretto ad accettare a malincuore la scelta di Margherita di farsi suora in seguito ad un voto fatto a Dio in cambio della promessa di salvare la vita del padre, ma non riesce a reggere la drammatica morte per sifilide della figlia minore Betta, decidendo così di lasciare Torino alla volta dell'America in cerca di nuove avventure scientifiche.
Interpretato da Vittorio Viviani, presente stagione 1.

### Marchesa Betta Maffei di Barbero
È la figlia minore del Marchese Ludovico Maffei e la sorella della Marchesa Margherita Maffei.
È una ragazza inizialmente estrosa e ingenua, ma dopo aver scoperto il dissesto finanziario della famiglia e l'incapacità del padre di garantirle una dote per aver dilapidato tutto il patrimonio di famiglia non riesce a perdonargli le sue colpe e pur di ottenere quel che desidera diventa una ragazza di facili costumi intrattenendosi con uomini più anziani e ricchi di lei. La giovane intraprende quindi una relazione sentimentale con il Marchese Alvise Radicati di Magliano credendolo un uomo ricco in grado di darle numerose ricchezze, relazione che la porterà ben presto alla rovina. In seguito all'incarcerazione del Conte Fabrizio Ristori, cognato di Alvise, e al conseguente insediamento di quest'ultimo nella gestione della tenuta di Rivombrosa, Betta su invito del marchese soggiorna per diverso tempo nel castello imponendo la sua presenza alla moglie dell'uomo e alla figlioletta Emilia: il suo soggiorno termina però quando la Marchesa Anna Radicati durante una cena le rivela che l'amante è malato di sifilide e che per questo anche lei subirà lo stesso triste destino. Betta spaventata decide di tornare a casa dal padre, ma muore pochi giorni dopo a causa della malattia chiedendo perdono alla sorella per non averla mai ascoltata e per aver sempre deriso i suoi avvertimenti.
Interpretata da Giovanna Rei, presente stagione 1.

### Marchese Jean Luc Beauville
È il Consigliere personale di Re Carlo Emanuele III e il marito della Marchesa Lucrezia Van Necker: la donna dieci anni prima decise di sposarlo per il suo titolo lasciando così il suo promesso sposo, il Conte Fabrizio Ristori, ed il marchese pur sapendo bene che la moglie non lo ha mai amato subisce in silenzio un matrimonio costellato da tradimenti.
È un uomo fedele alla legge e alla Corona per cui fin da subito si adopera con ogni mezzo per recuperare i documenti testimonianti l'esistenza di una congiura ai danni del Re che si dice siano giunti da poco in Piemonte ed affida il compito di scovare i cospiratori al Governatore Ottavio Ranieri essendo completamente all'oscuro della posizione di comando rivestita da quest'ultimo nella congiura stessa. Beauville in seguito a un attentato alla vita del Re, essendo convinto che Ristori sia coinvolto nella congiura, invia la guardia reale Angelo Buondio al Castello di Rivombrosa per verificare l'eventuale implicazione del conte e per trovare la lista dei congiurati approfittando del fatto che questi in precedenza prestava servizio presso la tenuta in qualità di stalliere. L'uomo si rende però conto del fatto che i veri traditori sono il governatore e Lucrezia solo quando Fabrizio si reca nel suo studio per consegnargli la lista dei congiurati, ma paga questa rivelazione con la sua stessa vita venendo ucciso dalla moglie la quale fa poi ricadere la colpa dell'assassinio sul conte.
Interpretato da Antonio Salines, presente stagione 1.

### Marchese Lelio Sorbelloni
È un illustre notaio che viene contattato da tutti i nobili della provincia ogni qualvolta hanno bisogno di un consulto legale ed è un caro amico dell'anziana Contessa Agnese Ristori.
È un uomo con una visione alquanto conservatrice delle convenzioni sociali, per cui decide di entrare a far parte di un gruppo di nobili congiurati avente l'obiettivo di ostacolare le nuove politiche del Re Carlo Emanuele III di Savoia favorevoli alla borghesia e dannose per la nobiltà. L'uomo alla luce dell'affetto che lo lega ai Ristori si trova più volte a criticare le scelte personali compiute dal Conte Fabrizio Ristori e decide così di appoggiare i ripetuti tentativi della Marchesa Anna Radicati di impedire al fratello di sposare la dama di compagnia Elisa Scalzi: viene coinvolto da Anna e dal Marchese Alvise Radicati nel tentativo di ottenere l'interdizione di Fabrizio dimostrando il suo stato di pazzia sulla base del fatto che intende sposare una serva e inoltre prende parte all'attuazione del piano della marchesa volto ad impedire la celebrazione delle nozze tra i due amanti alla presenza dei nobili. In seguito alla consegna da parte di Elisa della lista dei congiurati al Re si presume che il notaio sia stato arrestato e in seguito impiccato per alto tradimento.
Interpretato da Enrico Beruschi, presente stagione 1.

### Artemisia e Orsolina Scalzi
Artemisia e Orsolina sono rispettivamente la madre e la sorella di Elisa Scalzi, dama di compagnia della Contessa Agnese Ristori, e vivono nel borgo di Rivombrosa conducendo una vita semplice. Orsolina è da sempre innamorata dello stalliere dei conti Angelo Buondio che però ha occhi solo per la sorella maggiore, per cui di fronte ai molteplici rifiuti di quest'ultima nei confronti del giovane la ragazza spesso la critica ritenendola un'egoista: il litigio più grave si verifica quando Elisa lascia lo stalliere sull'altare alla luce dell'amore che prova ormai da tempo per il Conte Fabrizio Ristori. Le due sanno bene qual è il loro posto nella società per cui inizialmente non accettano l'amore di Elisa per il conte perché pensano che egli non la sposerà mai dovendo rinunciare al titolo e che per questo motivo la ragazza si troverà a diventare la sua amante calpestando la sua dignità: le loro remore portano più volte Elisa a dubitare che la sua storia possa avere un futuro e infine i loro rapporti si rompono quando lei trova la forza di arrendersi all'amore. La loro riappacificazione avviene dopo qualche tempo quando la ragazza rivela loro di essere incinta e da quel momento le due le rimangono sempre vicino ogni qual volta Elisa si trova in difficoltà: la assistono giorno e notte quando la ragazza perde il bambino in seguito a una caduta dalle scale durante un agguato al castello da parte di alcuni sicari inviati dal nemico giurato del conte (il Duca Ottavio Ranieri); la aiutano a preparare la sua partenza quando la giovane decide di tornare a casa avendo saputo di non poter avere più figli e avendo visto il conte flirtare con la Marchesa Lucrezia Van Necker (in passato sua promessa sposa); nascondono a casa loro l'aiuto stalliere Martino (figlio biologico del conte) in seguito alla sua aggressione da parte del Marchese Alvise Radicati che, insediatosi nella gestione della tenuta approfittando dell'incarcerazione del conte, lo accusa di avergli rubato le chiavi della stanza della moglie permettendole di andare a testimoniare in tribunale in favore di Fabrizio.
Interpretate da Marina Giordana e Pamela Saino, presenti nella stagione 1.

### Lucia Ceppi
È la moglie del Dottor Antonio Ceppi: è una serva di umili origini di cui in passato l'uomo, nato nobile e ricco, si innamorò e decise di sposarla rinunciando così al suo titolo e a tutti i suoi averi e rifiutando la sua promessa sposa, la Contessa Anna Ristori.
I due nella prima stagione vivono ormai da dieci anni una vita semplice riuscendo a sbarcare il lunario grazie alla professione dell'uomo che opera come medico nella Contea di Rivombrosa aiutando le persone più povere e curando la famiglia Ristori all'oscuro di Anna. Lucia, però, vive con disperazione le privazioni che l'uomo ha dovuto subire a causa sua non solo a livello sociale ed economico, ma soprattutto perché lei lo ha privato della possibilità di avere un figlio non essendo in grado di darglielo: tutto ciò le genera uno stato di profonda depressione che la porta lentamente a un inesorabile declino psichico. La donna è da molti anni amica di Elisa Scalzi, dama di compagnia della Contessa Agnese Ristori, dato che le due sono accomunate dalla stessa condizione ed è per lei una fedele confidente da cui la giovane si rifugia per trovare consiglio: Lucia è infatti la prima persona a cui Elisa rivela la sua attrazione nei confronti del Conte Fabrizio Ristori, ma questa, memore del triste destino cui lei stessa è andata incontro decidendo di sposare un nobile, le strappa la promessa di stare alla larga dal conte. Il mancato invito di Antonio alla festa organizzata a Rivombrosa in onore del ritorno dalla Francia di Fabrizio, da sempre suo grande amico nonostante la perdita del titolo e la rottura con la sorella, getta la donna nella più completa disperazione e la porta a togliersi la vita annegandosi nelle acque di un lago. Il suo corpo viene ritrovato la mattina seguente dopo una notte di interminabili ricerche da parte di Antonio, Fabrizio (che contro la volontà di tutti decide di aiutarlo) e i servi di Rivombrosa: la sepoltura è straziante poiché secondo le tradizioni cattoliche una suicida come lei non ha diritto a una cerimonia regolare, anche se Elisa riesce a convincere il benevolo prete Don Tognino a dire una preghiera per la donna. La tragica sorte di Lucia rappresenterà a lungo un monito per Elisa che ripensa alle parole dell'amica tutte le volte in cui il fato si trova ad ostacolare il suo amore per il conte: quando Fabrizio le chiede di intraprendere una relazione la giovane più volte rifiuta la proposta perché teme di fare la fine dell'amica; quando cade dalle scale durante un agguato alla tenuta da parte di sicari inviati dal Duca Ottavio Ranieri nel delirio chiama Lucia chiedendole scusa per aver infranto la promessa e ripetendo a se stessa che quella è la sua punizione per aver intrapreso una relazione “proibita”; e quando scopre di non poter avere più figli, ritrovandosi nella stessa condizione di Lucia, ripensa al suo senso di colpa per aver privato il marito anche di quella gioia.
Interpretata da Valentina Beotti, presente stagione 1.

### Don Tognino
È il prete della Pieve di Rivombrosa.
È un uomo magnanimo, lontano dai fasti e dalle ricchezze della Chiesa e dedito soltanto a professare l'amore: egli rappresenta quindi l'alter ego dell'Abate Van Necker, che al contrario è una persona ipocrita con una visione alquanto conservatrice delle convenzioni sociali e che tiene in grande considerazione il giudizio della nobiltà. La sua dedizione all'amore trova dimostrazione nel fatto che su richiesta della giovane Elisa Scalzi acconsente a dire una preghiera durante la sepoltura di Lucia Ceppi nonostante abbia commesso il suicidio, chiede più volte alla ragazza se è convinta di sposare lo stalliere Angelo Buondio percependo che non è realmente innamorata di lui e in seguito acconsente a celebrare in segreto le nozze tra Elisa e il Conte Fabrizio Ristori non curandosi del fatto che i nobili potrebbero per questo allontanarlo. È però proprio la sua decisione di celebrare tale matrimonio a condurlo alla morte: la notte prefissata per la celebrazione viene ucciso da dei sicari inviati dalla Marchesa Lucrezia Van Necker dopo aver appreso tale informazione da suo cugino, l'Abate Van Necker, cui la coppia si era precedentemente rivolta per unirli in segreto ottenendo però il suo immediato rifiuto. Il corpo dell'uomo viene ritrovato nel confessionale della chiesa dai due amanti e l'indomani il conte denuncia il fatto alle guardie per poter scovare i colpevoli: il Duca Ottavio Ranieri in tale occasione allude velatamente al fatto che Fabrizio possa essere il colpevole non trovando una spiegazione al fatto che questi si trovasse in piena notte in chiesa, ma non essendovi prove la morte del prete viene attribuita a dei briganti.
Interpretato da Luis Molteni, presente stagione 1.

### Beppo
È un servitore di Rivombrosa presso la Corte dei Ristori ed è fidanzato con la serva del palazzo Giannina.
Egli viene ucciso pugnalato alle spalle dagli sgherri del Governatore Ottavio Ranieri, inviati di notte nel castello per recuperare una lista di congiurati contro il Re in possesso del Conte.
Interpretato da Pietro Sermonti, presente stagione 1.

### Checca
È la proprietaria della locanda “Il Gatto Nero”.
È una donna avara e un po' severa con le sue cameriere e con il piccolo garzone Martino che ella schiaffeggia spesso senza motivo.
Interpretata da Paola Sebastiani, presente stagione 1.

### Capitano Lombardi
È un Capitano che è stato incaricato dal Console Giovanni Conforti di consegnare al Re una lista contenente i nomi di una setta segreta che cospira contro il Re Carlo Emanuele III.
Egli doveva ottenere la lista da parte del Conte Fabrizio Ristori, ufficiale dell'esercito francese cui Conforti aveva consegnato i documenti avendo appreso del suo rientro in Piemonte, ma recatosi al punto di incontro viene ucciso da dei briganti inviati dal capo della congiura (il Governatore Ottavio Ranieri) per sottrargli la lista.
Interpretato da Alessandro Morabito, presente stagione 1.

### Console Giovanni Conforti
È un console che alla luce della sua posizione inizialmente decise di entrare a far parte di un gruppo di nobili congiurati avente l'obiettivo di ostacolare le nuove politiche del Re Carlo Emanuele III di Savoia favorevoli alla borghesia e dannose per la nobiltà.
Egli poi, pentitosi profondamente di quanto fatto e resosi conto che i congiurati avevano intenzione di attentare alla vita del re approfittando dei loro ruoli di potere rivestiti a corte, decide di redigere una lista in cui rivela i nomi di tutti gli illustri congiurati. In seguito decide di farla arrivare in Piemonte affidandola ad un ufficiale dell’esercito francese, il Conte Fabrizio Ristori, di rientro a Torino in modo da farla giungere in possesso del Capitano Lombardi che avrebbe poi dovuto consegnarla al Re.
Interpretato da Beppe Barile, presente stagione 1.

### Caterina
È una cameriera della locanda “Il Gatto Nero”. È innamorata del Conte Giulio Drago, assiduo frequentatore del luogo, ma non viene corrisposta.
Interpretata da Erika Lombardi, presente stagione 1.

### Signor Esposti
È il precettore del Conte Martino Ristori, poi precettore anche della Marchesina Emilia Radicati di Magliano.
Interpretato da Sandro Mabelini, presente stagione 1.

### Madame Rossana Chevalier
È un'aristocratica di origine francese assidua frequentatrice della Corte piemontese.
È la classica nobildonna annoiata e insoddisfatta della sua vita che cerca di riempire i vuoti sparlando degli altri e facendo scommesse frivole: per questo motivo inizialmente si presenta come una spettatrice assai divertita delle perfide trame intessute dal Marchese Ercole Salvati, suo amico e confidente, tanto che decide anche di aiutarlo ad avvicinare la Marchesa Anna Radicati con la quale tenta più volte di stringere un legame di amicizia (nonostante venga mantenuta sempre a debita distanza). Infine avendo scoperto il triste destino riservato dal marchese alla sua amica Madame Therèse Rolland ed essendosi resa così conto della pericolosità dell'uomo, si reca in Francia per liberarla dal manicomio in cui quest'ultimo l'ha fatta rinchiudere per mesi e fa poi ritorno a Torino allo scopo di smascherare Salvati dimostrando le sue malefatte al Re: in questo modo l'uomo viene arrestato e si vede ritirata la licenza per esercitare come medico. In seguito la donna, dopo essersi scusata con Anna, fa ritorno a Parigi.
Interpretata da Elena Russo, presente stagione 2.

### Mademoiselle Juliette Benac
È la sorella minore dei borghesi Victor e Armand Benac ed è molto legata a entrambi, anche se vede il primo quasi come un padre dato che è cresciuta senza genitori.
Juliette dopo aver trascorso tutta la sua vita a Lione decide di raggiungere i fratelli in Piemonte i quali ormai da anni risiedono in una cascina nei pressi di Torino allo scopo di riscuotere un debito contratto dai Ristori, una nobile famiglia della zona: una volta arrivata a destinazione la ragazza scopre che la sua famiglia è ora divenuta proprietaria della tenuta di Rivombrosa in seguito alla scadenza del termine fissato per saldare il debito. La giovane ha una salute molto cagionevole per cui giunta alla tenuta viene subito presa in cura dal Dottor Antonio Ceppi, ma il suo soggiorno si rivela tutt'altro che tranquillo in quanto durante la sua assenza si è venuta a generare una profonda frattura fra i due fratelli maggiori: la situazione precipita quando Juliette scopre che Armand è accusato dell'omicidio del Conte Fabrizio Ristori avvenuto tre anni prima e che la denuncia è stata presentata proprio da Victor, il che la getta in uno stato di shock poiché ella non sa a chi dei due credere. Inizialmente Juliette decide di rimanere accanto ad Armand volendo credere alla sua buona fede e ritenendolo troppo fragile per rimanere da solo alla tenuta dato che tutta la servitù se n'è andata con Victor, ma in seguito alla visita della Contessa Elisa Ristori, appena rientrata dal suo viaggio a Napoli, osservando Armand si rende conto della verità e decide così di tornare dal fratello maggiore. Juliette subisce il tracollo definitivo quando in seguito alla chiusura del processo per l'omicidio di un testimone Victor si trova costretto ad uccidere Armand per proteggere il Conte Martino Ristori, ma ella nonostante il suo profondo stato di devastazione non volendo perdere anche l'unica persona che le è rimasta trova la forza di mentire presentandosi dai gendarmi come testimone oculare dei fatti per dichiarare che il fratello ha agito per legittima difesa sancendo così la chiusura del caso. La giovane durante il processo volto a verificare la colpevolezza di Armand si avvicina sentimentalmente al Prefetto Terrazzani, cosicché alla fine i due intraprenderanno una relazione.
Interpretata da Elisabetta Pellini, presente stagione 2.

### Re Vittorio Amedeo III di Savoia
È il figlio del Re Carlo Emanuele III di Savoia e della Regina Polissena d'Assia-Rheinfels-Rotenburg.
Nella prima stagione egli non compare ma a Corte si mormora che il Principe, dotato di un saldo spirito conservatore, non condivida affatto le riforme che suo padre ha messo in atto in favore della borghesia poiché ritiene che vadano ad indebolire la nobiltà: egli quindi, allo scopo di tutelare i privilegi delle classi agiate, istiga in gran segreto il Governatore dello Stato Ottavio Ranieri ad organizzare una congiura ai danni del suo stesso padre volta a fermarlo raccogliendo i nobili piemontesi di più grande rilievo.
Nella seconda stagione egli all’oscuro del padre fa evadere dal carcere il Duca Ranieri, in attesa di essere giustiziato per alto tradimento, e lo fa trasferire in una località remota sotto stretta sorveglianza: egli infatti, agognando la dipartita dello scomodo padre, vuole tenerselo stretto perché potrebbe tornargli nuovamente utile. Ben presto però sopraggiunge la morte per vecchiaia del Sovrano ed egli sale finalmente al Trono, così temendo che Ranieri possa averlo in pugno minacciandolo di rivelare la sua implicazione nella congiura decide di mandarlo in esilio: tale tradimento provoca la fuga del prigioniero, così il nuovo Re mette degli uomini alle calcagna di Ranieri e si trova costretto a diffondere la notizia che l’uomo sia stato giustiziato. I tentativi del Sovrano di insabbiare la fuga di Ranieri vengono però messi a repentaglio dal fatto che questi, deciso a vendicarsi dell’uomo che lo ha smascherato facendogli perdere tutto (il Conte Fabrizio Ristori), sta devastando le sue terre: i Conti Ristori infatti, oberati dai debiti e impossibilitati a saldarli a causa delle perdite subite, si rivolgono in più occasioni al Prefetto Terrazzani per indurlo a verificare che tutti i congiurati siano stati giustiziati avendo ritrovato il medaglione che essi indossavano durante le riunioni segrete fra le macerie delle loro terre devastate, ma di fronte alle richieste di Terrazzani il Re rifiuta con fermezza l’apertura di qualsiasi indagine. Sua Maestà è legato da un'amicizia di lunga data a Madame Therèse Rolland, grande amica e fedele dama di compagnia della defunta (bis)cugina Clelia Bussani, ed è proprio tramite l'intercessione della donna che egli sulla parola nomina suo medico personale il Marchese Ercole Salvati: il Sovrano, inizialmente colpito dalla sua alterigia e convinzione, comincia man mano a trovare fastidiosi i modi di fare fin troppo leziosi dell'uomo che non fa altro che intessere lodi nei suoi riguardi all’evidente scopo di accattivarsi i suoi favori. L'improvvisa sparizione di Thèrese dai salotti di Torino desta lo stupore della Corte e di fronte alle richieste del Re il Marchese, fino a qualche tempo prima legato alla donna da una frequentazione, dichiara che ella è partita per un viaggio di piacere in Francia; dopo qualche tempo Sua Maestà scopre grazie alla denuncia di Madame Rossana Chevalier, dama di Corte grande amica di Thèrese e Salvati, che in realtà il medico ha fatto sparire l'amica facendola rinchiudere in un manicomio in Francia perché una volta ottenuto la nomina l’ha lasciata e di fronte alle sue insistenze temeva che questa gli avrebbe rivelato dettagli indecorosi del suo passato: di fronte a tali gravi reati il Re pone fine alle perfidie dell'uomo arrestandolo e ritirandogli la licenza per esercitare come medico.
Interpretato da Tommaso Ragno, presente stagione 2.

### Bruno
È un pover’uomo che vive di stenti in una casetta fatiscente.
Egli alla vigilia di Natale, avendo bisogno di denaro, viene assoldato dietro compenso per partecipare all’agguato ai danni del Conte Fabrizio Ristori, proprietario della tenuta di Rivombrosa: egli è convinto che il suo compito sia soltanto quello di intimidirlo e di spaventarlo, ma trovatosi sul posto capisce ben presto che colui che ha organizzato l’agguato (il Duca Ottavio Ranieri) ha in realtà intenzione di eliminare il conte. Bruno una volta iniziato lo scontro viene ferito gravemente ad una gamba e si trova quindi costretto a nascondersi tra le sterpaglie assistendo così all’uccisione di tutti gli aggressori da parte di Ristori e alla successiva comparsa sul campo del ragazzo che senza preavviso era arrivato al punto di incontro con Ranieri, il borghese Armand Benac, che spara due colpi alla schiena del conte riducendolo in fin di vita.
L’uomo nei tre anni successivi vivrà col rimorso di aver partecipato all’agguato e finirà in prigione per piccoli reati di varia natura.
Durante la prigionia la ferita alla gamba (mai curata correttamente a causa della mancanza di denaro) si infetta gravemente provocandogli una gangrena ed egli riesce a salvarsi solo grazie all’intervento provvidenziale del Dottor Antonio Ceppi, medico nella Contea di Rivombrosa e compagno della Contessa Anna Ristori, finito in prigione con l’accusa di aver effettuato sperimenti sui cadaveri: durante la dolorosa convalescenza Bruno comincia a delirare riportando alla memoria fatti passati e mormorando del vile agguato ad un conte cui avevano sparato alla schiena. Una volta uscito di prigione l’uomo a distanza di mesi viene ricontattato da Antonio che, in seguito alla denuncia del borghese Victor Benac attestante il fatto che tre anni prima è stato suo fratello Armand ad uccidere Fabrizio, si è ricordato di quanto detto da Bruno durante il delirio: quest’ultimo conferma di essere stato uno dei servi che partecipò all'agguato, ma inizialmente gli dice che non ha intenzione di testimoniare perché teme per la sua vita e non vuole nuovamente finire in prigione. In seguito l’uomo riceve la visita della vedova del conte, la Contessa Elisa Ristori, che intende spingerlo a testimoniare: egli le racconta quanto accaduto quel fatidico giorno e le rivela che il conte in fin di vita continuava a mormorare “Elisa aveva ragione” (riguardo al fatto che Ranieri fosse vivo) e che avrebbe mantenuto la promessa di raggiungerla entro la fine della messa di Natale. Bruno si convince così a testimoniare in tribunale, ma prima che possa farlo viene ucciso dal criminale Cavenna inviato da Armand (che aveva saputo dell'esistenza di un testimone e che si ricordava di lui) per toglierlo di mezzo e per essere così assolto da ogni capo d’accusa.
Interpretato da Domenico Fortunato, presente stagione 2.

### Cavenna
È un criminale recidivo, che più volte ha scontato la prigione.
Egli in carcere si trova a stringere una pericolosa amicizia con il borghese Armand Benac, finito in prigione dopo essere stato accusato dal fratello Victor Benac di aver ucciso tre anni prima il Conte Fabrizio Ristori al fine di requisirgli la tenuta di Rivombrosa. Una volta usciti di prigione, l’uomo viene ricontattato da Armand che in attesa del processo ha appreso della presenza di un testimone oculare (Bruno) che lo avrebbe inchiodato e viene incaricato da questi di ucciderlo riuscendo così ad ottenere l'assoluzione da ogni capo d'accusa.
Interpretato da Francesco Bolo Rossini, presente stagione 2. L'attore appare nuovamente in La Figlia di Elisa - Ritorno a Rivombrosa nel ruolo del Sergente Saval, sergente della guarnigione francese di stanza nella Contea di Rivombrosa complice delle malefatte del Capitano Lorenzo Loya.

### Beniamino
È un servitore di Rivombrosa.
Interpretato da Ludgero Fortes Dos Santos, presente stagione 2.

### Suor Cecilia
È una Suora del Convento di Torino.
Interpretato da Eleonora Neri, presente stagione 2.

### Baronessa Cristinella di Conegliano
È la moglie del Barone Michele di Conegliano, la madre del Barone Nicola di Conegliano ed è molto amica della Regina Maria Carolina delle Due Sicilie.
È una donna generosa, saggia e materna che fin dal primo momento rimane colpita dalla purezza d'animo della Contessa Elisa Ristori, giunta a Palazzo per riscuotere un credito vantato dal defunto marito nei confronti di Michele, tanto da accoglierla fra le sue braccia come una figlia: alla luce di questo profondo affetto la donna insiste con Nicola affinché rispetti l'impegno del padre per aiutarla a salvare la tenuta, spinge il barone a corteggiarla desiderando averla come nuora e si impegna a difenderla dalla spregiudicatezza del figlio quando la sua opinione della ragazza viene influenzata dalle bugie della Marchesa Lucrezia Van Necker desiderosa di vendicarsi di Elisa per avvenimenti passati. La baronessa avvisa più volte il figlio di stare attento alla sua amante perché la reputa una donna pericolosa e avverte un'alea di malvagità intorno a lei, ma Nicola ogni volta finge di darle ascolto finendo poi per credere alla marchesa e per importunare Elisa lontano dai suoi occhi. Cristinella rimane però profondamente delusa quando scopre che la contessa è rimasta in silenzio pur conoscendo la vera identità di Sir Benton, anch'egli ospite a Palazzo sotto false spoglie, e per questo inizialmente rifiuta molteplici volte di ascoltare le motivazioni della ragazza: colpita però dalla sua tenacia e dietro consiglio della Regina Carolina acconsente ad incontrarla e comprese le sue onorevoli ragioni decide di perdonarla. La donna scoperti così i misfatti compiuti da Lucrezia decide di affrontarla prima di rivelare tutto al figlio, ma la marchesa trovando in lei una scomoda testimone decide di eliminarla facendo ricadere la colpa su Elisa: questo evento scatena l'ira di Nicola che decide di dare inizio ad una caccia all'assassina arrivando persino a rapire il lazzarone Gaetano per organizzare uno scambio e ad inviare l'esercito ai Quattro Venti pur di catturarla.
Interpretata da Fiorenza Marchegiani, presente stagione 2.

### Barone Michele di Conegliano
Era il padre del Barone Nicola di Conegliano e il marito della Baronessa Cristinella di Conegliano.
Egli era un nobile napoletano assai ambizioso ed avido di potere intenzionato ad arricchirsi anche a costo di macchiarsi dei crimini più indicibili: venti anni prima si finse inizialmente amico dei Principi di Montesanto, un tempo signori del Quartiere dei Quattro Venti legati da un rapporto di fedeltà e di reciproco rispetto ai Lazzaroni, e in seguito ordinò lo sterminio di tutta la famiglia Caracciolo per rubargli il palazzo, le ricchezze e la posizione di potere sul popolo. Michele si rese però ben presto conto che Cristiano, il figlio maggiore dei Caracciolo, era riuscito a sfuggire ai sicari, ma non riuscì mai a rintracciarlo perché questi per avere salva la vita andò all’estero e cambiò identità: per il resto della sua esistenza egli visse quindi con la consapevolezza che prima o poi questi si sarebbe fatto vivo per vendicarsi. Il Barone dette ora inizio ad una lunga tirannia mettendo in atto continui soprusi nei confronti del popolo e sfruttandolo per arricchirsi approfittando del possesso della Stella Marina, un diamante che rappresentava il legame tra il popolo e i principi: tramutò così le offerte alla Madonnina, con le quali in passato il popolo spontaneamente ringraziava i Principi per la protezione fornitagli, in una spietata tassazione che costringeva i Lazzaroni, nonostante le loro condizioni precarie, a consegnargli periodicamente beni di vario genere e denaro per non incorrere in gravi ripercussioni in caso di mancato o insufficiente pagamento.
Egli era inoltre un ufficiale dell’esercito francese che per lunghi anni effettuò campagne in Francia e in occasione di queste conobbe e divenne il mentore del Conte Fabrizio Ristori, nobile piemontese appena arruolatosi nell’esercito in seguito ad una grave delusione amorosa. In una fredda notte d’inverno il barone venne assalito da un sicario mascherato (in realtà Cristiano Caracciolo, l’unico superstite del massacro dei Principi di Montesanto) e solo il tempestivo intervento di Fabrizio gli salvò la vita: "Quello che è mio è tuo, mi hai salvato la vita, chiedi quello che vuoi" furono le parole del barone.
Diversi anni dopo il Conte Ristori, nel frattempo rientrato in Piemonte per prendere possesso della tenuta di Rivombrosa in seguito alla morte della madre, essendo oberato dai debiti contratti dall’avido cognato ed essendo impossibilitato a saldarli a causa della devastazione delle sue terre ad opera di ignoti (in realtà da parte del suo nemico giurato) si decide a scrivere delle lettere a Michele per chiedergli un aiuto economico in adempimento al debito d’onore di anni prima: tali lettere non arriveranno mai a destinazione a causa dell’improvvisa morte di Fabrizio alla vigilia di Natale.
Tre anni dopo la vedova del Conte Ristori, Elisa, trovandosi nell’impossibilità di continuare a saldare i debiti e non volendo abusare della immensa disponibilità del suo creditore Victor Benac, si ricorda delle lettere scritte dal marito anni prima e decide così di partire alla volta di Napoli per recarsi a Palazzo Conegliano e chiedere personalmente a Michele la somma necessaria per salvare la tenuta dall’esproprio. Una volta giunta a palazzo Elisa scopre che Michele è venuto a mancare qualche mese prima e si trova quindi costretta a rivolgere le sue richieste al figlio Nicola, che nel frattempo ha preso il posto del padre a pieno titolo continuando a portare avanti con ferocia la sua tirannia e dimostrandosi così suo degno erede.
Interpretato da Giuseppe Simonelli, presente stagione 2.

### Gaetano Capece
È il "portavoce" dei Lazzaroni di Montesanto, il popolo napoletano che subisce la tirannide del Barone Nicola di Conegliano.
Dopo aver incontrato casualmente Isabella, sopravvissuta per miracolo all'aggressione della Marchesa Lucrezia Van Necker, la porta con sé a Napoli rendendola la regina dei Lazzaroni. Egli all'arrivo della Contessa Elisa Ristori, vecchia conoscente della moglie, si dimostra molto protettivo nei suoi confronti decidendo fin da subito insieme a Isabella di tenerla all'oscuro delle angherie compiute da Conegliano nei confronti del quartiere, perché vogliono evitare che la ragazza rinunci a riscuotere un credito presso il barone per salvare la sua tenuta. L'uomo aiuta inoltre Elisa in diverse occasioni: minaccia Sir Benton (archeologo assoldato dal barone ma in realtà sotto mentite spoglie) quando decide di rivelare alla contessa la verità sulle infamie compiute da Nicola e organizza un piano per liberare il ragazzo ormai smascherato dalla prigione spinto dall'affetto che la giovane prova per lui. Gaetano viene in seguito sequestrato dal tirapiedi del barone Zanni La Morte allo scopo di organizzare uno scambio e stanare Elisa ritenuta responsabile della morte della Baronessa Cristinella di Conegliano: lo scambio non va però a buon fine perché Elisa riesce a fuggire, mentre Gaetano viene liberato grazie all'intervento dell'amico Ninì. Dopo aver scoperto che il falso Sir Benton non è altri che Cristiano Caracciolo Principe di Montesanto, Capece lo aiuta a riprendersi quello che gli spetta per nascita sostenendolo in tutte le sue iniziative e quando questi viene ridotto in fin di vita durante l'assalto da parte dell'esercito al Quartiere dei Quattro Venti veglia notte e giorno su di lui insieme alla moglie aggiornando sempre Elisa sulle sue condizioni di salute.
Interpretato da Marco Leonardi, presente nella stagione 2.

### Ninì
È uno dei Lazzaroni di maggior rilievo ed è da sempre grande amico del "portavoce" Gaetano Capece.
È un ragazzo impetuoso che odia profondamente sottostare al giogo del Barone Nicola di Conegliano e non riesce a rimanere in silenzio di fronte alle sue infamie per cui spesso, contravvenendo ai divieti dell'amico, agisce in maniera avventata senza prima pensare alle conseguenze delle sue azioni. Il giovane si comporta fin da subito in modo protettivo con la Contessa Elisa Ristori, vecchia conoscente di Isabella Capece: le nasconde la verità sulle azioni del barone per non farla desistere dal riscuotere un credito presso di lui, le consiglia di non portare a Palazzo Conegliano la figlia e minaccia Sir Benton (archeologo assoldato dal barone ma in realtà sotto mentite spoglie) quando questi rivela alla donna le malefatte compiute da Conegliano ai danni del popolo. In seguito a una retata ai Quattro Venti da parte dello sgherro del barone, Zanni La Morte, egli decide di assaltare la carrozza di Nicola allo scopo di eliminarlo coinvolgendo l'amico Tore: quest'ultimo purtroppo viene riconosciuto e il giorno seguente viene così assassinato portando Gaetano a bandire Ninì dal quartiere. Gaetano dopo qualche tempo si dimostra disposto a perdonarlo in cambio di un favore: fingere di essere l'amante di Isabella, partecipare a una rissa con lui per essere arrestato e sostituirsi così al falso Sir Benton in prigione per permettere a quest'ultimo di evadere. Ninì, una volta libero, fa ritorno ai Quattro Venti e dopo aver scoperto che il falso Sir Benton non è altri che Cristiano Caracciolo Principe di Montesanto decide di supportarlo in ogni sua azione, perché vede nella sua persona la possibilità per i Lazzaroni di essere finalmente liberi dal giogo del barone: si occupa di ripristinare l'antico gioiello in cui era incastonata la Stella Marina, lo segue nell'assalto a Palazzo Conegliano e lo supporta durante la degenza in seguito alla sua caduta da un tetto durante l'assalto da parte dell'esercito ai Quattro Venti. Egli ha inoltre da sempre un debole per la bella Immacolata: la difende infatti in più di un'occasione dalle cattiverie di Zanni e infine riesce ad intraprendere una relazione con lei.
Interpretato da Leandro Amato, presente in stagione 2.

### I Lazzaroni
I Lazzaroni sono il popolo napoletano che risiede nel Quartiere dei Quattro Venti e che è assoggettato alla tirannia del Barone Nicola di Conegliano: un tempo un rapporto di fedeltà e di reciproco rispetto li legava ai Principi di Montesanto e tale legame era rappresentato dalla Stella Marina (un diamante prezioso appartenente ai principi), ma in seguito allo sterminio dell'intera famiglia Caracciolo il Barone Michele di Conegliano prese il potere dando il via ad una lunga tirannia. I Lazzaroni, nonostante le loro condizioni precarie, sono costretti a consegnare periodicamente ai Conegliano beni di vario genere e denaro tramite un prelievo che viene pubblicamente presentato come un'offerta alla Madonnina, ma in caso di mancato o insufficiente pagamento essi vengono prontamente minacciati dallo sgherro del barone, Zanni La Morte. I "portavoce" dei Lazzaroni sono Isabella e Gaetano Capece che sono stati scelti come rappresentanti degli interessi del popolo davanti al barone, ma altri esponenti importanti sono, oltre a Ninì,:
- Tore: grande amico di Gaetano e Ninì, odia sottostare in silenzio alle angherie del barone e viene per questo ucciso da Zanni dopo essere stato smascherato in seguito ad un assalto alla carrozza di Nicola;
- Ciro: anche lui grande amico di Capece, è sempre pronto a sostenerlo e rispetta con rigore i suoi ordini;
- Domenico: padre di Immacolata, è un uomo molto anziano che vende il pesce al mercato del quartiere e si infatua della serva piemontese Amelia durante il suo soggiorno ai Quattro Venti;
- Immacolata: figlia di Domenico, è molto legata al padre ed è sempre oggetto di protezione da parte dei compagni (in particolare di Ninì) che la controllano e la difendono dalle angherie di Zanni.

Interpretati da Michele De Virgilio, Gaetano Cafaro, Sergio Solli e Benedetta Valanzano, presenti in stagione 2.

### Zanni “La Morte”
È lo scagnozzo ed esattore del Barone Nicola di Conegliano che esaudisce ogni sua volontà e mette in atto tutte le sue macchinazioni arrivando a compiere svariati crimini senza il minimo scrupolo.
Egli è incaricato di riscuotere i beni di vario genere e denaro che il popolo è chiamato periodicamente a consegnare al barone tramite un prelievo che viene pubblicamente presentato come un'offerta alla Madonnina e viene inoltre inviato ad effettuare retate per intimidire i Lazzaroni in caso di mancato o insufficiente pagamento. L'uomo è per questo la nemesi dei Lazzaroni dei Quattro Venti che lo disprezzano e cercano di opporglisi durante i suoi atti di prepotenza, inoltre egli ha un debole per la giovane Immacolata, figlia del Lazzarone Domenico, per cui ogni qual volta si reca nel quartiere la importuna prendendosi molte libertà e trovandosi così a scontrarsi col Lazzarone Ninì che è innamorato della ragazza. In seguito a una delle retate ai Quattro Venti due Lazzaroni assaltano la carrozza di Nicola allo scopo di eliminarlo, ma il barone durante il duello riesce a scoprire l’identità di uno dei due aggressori (il Lazzarone Tore) così l’indomani Zanni viene inviato ad eliminarlo. Inoltre ben presto Zanni viene incaricato di sorvegliare l’ospite a palazzo Sir Benton, archeologo assunto da Conegliano per degli scavi, poiché Nicola comincia a maturare dei sospetti sulla sua reale identità: è giovane, non ha l'aspetto di una persona di cultura, non sembra pratico di scavi, parla spesso di nascosto con la Contessa Elisa Ristori anch’essa ospite a palazzo, ma soprattutto in maniera velata allude più volte ai metodi poco ortodossi con cui il barone si assicura il "rispetto" del popolo. Infine quando dopo qualche tempo giunge a palazzo il vero Sir Benton, Zanni viene incaricato di torturare l'"impostore" per capire quale sia il suo reale intento e successivamente si assicura che le guardie della prigione gli stiano avvelenando il cibo così da far sembrare la sua morte un incidente. Successivamente all’omicidio della Baronessa Cristinella e alla ricaduta delle accuse su Elisa, Zanni viene incaricato dal Barone di sequestrare il “portavoce” dei Lazzaroni Gaetano Capece, legato da una vera amicizia alla contessa, allo scopo di organizzare uno scambio per stanarla: durante la prigionia Zanni si occupa di torturare Gaetano non solo per ottenere informazioni, ma anche per puro divertimento dato che tra i due non è mai corso buon sangue. Lo scambio però segna la sua fine, perché in seguito alla fuga di Elisa Gaetano riesce a liberarsi e durante il conseguente scontro Zanni perde la vita per mano di Ninì intento a difendere l’amico.
Interpretato da Victor Alfieri, presente stagione 2.

### Maria
È la giovane cameriera di Palazzo Conegliano.
È stata assunta a lavorare a palazzo fin da piccola dalla generosa Baronessa Cristinella di Conegliano, intenzionata ad aiutarla alla luce delle difficili condizioni economiche della sua famiglia. È proprio per questo motivo che la ragazza accetta di lavorare segretamente anche per la Marchesa Lucrezia Van Necker, amante del Barone Nicola di Conegliano: il suo compito è quello di spiare la Contessa Elisa Ristori, ospite a palazzo, riferendo alla marchesa tutte le sue mosse e tutti i suoi spostamenti in particolare riguardo alle sue visite quotidiane ai Quattro Venti. Maria, dopo aver scoperto che Elisa ha una figlia, lo riferisce prontamente a Lucrezia fornendole così un pretesto per ricattare la donna: la marchesa decide infatti di rapire la bambina per obbligare la contessa a sedurre il barone allo scopo di rubargli un diamante prezioso che questi custodisce nella sua camera, la Stella Marina; la serva viene in seguito incaricata da Lucrezia di consegnare biglietti minatori ad Elisa per sollecitarla a portare velocemente a termine la sua missione, pena la morte della figlioletta. La sua complicità nelle trame della marchesa viene però scoperta da Cristinella quando Elisa riesce a convincere la donna ad ascoltare le sue ragioni riguardo alla sua decisione di non rivelare la vera identità di un loro ospite che si era presentato sotto le false spoglie dell'archeologo Sir Benton e riguardo al repentino avvicinamento che ha avuto col figlio Nicola: la baronessa, scoperte così le malefatte della marchesa, chiede conferma a Maria dimostrandosi profondamente delusa. La serva sparisce da palazzo quella stessa sera, in seguito alla scoperta dell'omicidio di Cristinella e all'attribuzione della colpa di tale misfatto ad Elisa, perché essendo l'unica persona a conoscenza della verità teme per la sua vita: sa bene infatti che quando la contessa se n’è andata la baronessa era ancora viva e che quest’ultima aveva scoperto poco prima i crimini di Lucrezia. La giovane viene in seguito braccata più volte da Elisa che, ricercata in tutta Napoli dagli sgherri del barone e dalle guardie, intende spingerla a confessare tutta la verità ricorrendo anche all'aiuto del suo padre spirituale, Fra’ Simone, ma la ragazza avendo paura della marchesa fugge tutte le volte per non dover essere costretta a testimoniare. Maria infine è costretta a rivelare tutto a Nicola quando questi, venuto a sapere da Elisa e dai Lazzaroni la verità sulla morte della madre in seguito all'attacco dell'esercito ai Quattro Venti, si reca a casa sua per averne conferma e in questo modo smaschera definitivamente Lucrezia.
Interpretata da Paola Carleo, presente stagione 2.

### Fra Simone
È il sacerdote della Chiesa di Santa Brigida ed è quindi il pastore spirituale del Quartiere dei Quattro Venti.
Egli è molto legato ai Lazzaroni: li sostiene in caso di difficoltà, li trattiene dal reagire con violenza alle retate compiute da Zanni La Morte (lo sgherro del Barone Nicola di Conegliano) ed è sempre in prima linea nel difenderli ogni qual volta si mettono nei guai. In seguito all’omicidio della Baronessa Cristinella di Conegliano e alla ricaduta delle accuse sulla Contessa Elisa Ristori, il prete convinto dell’innocenza di quest’ultima decide di nasconderla nella sua chiesa e di aiutarla a rintracciare Maria, la cameriera di Palazzo Conegliano che è l’unica a conoscenza della verità sulla morte della baronessa, per convincerla a confessare tutto, ma la ragazza avendo paura della vera responsabile dell’omicidio (la Marchesa Lucrezia Van Necker) fugge per non dover essere costretta a testimoniare. La marchesa avendo nel frattempo scoperto dove si nasconde Elisa si reca alla parrocchia per toglierla di mezzo, ma nel tentativo di proteggere quest’ultima Fra Simone si mette in mezzo e viene così pugnalato a morte. La sua morte convince il Capitano Christian Grey a rivelare ai Lazzaroni la sua vera identità (egli è Cristiano Caracciolo Principe di Montesanto) in modo tale da rivendicare la sua sovranità e restituire la libertà al popolo: di fronte a tale rivelazione i Lazzaroni animati da spirito di vendetta trovano la forza di ribellarsi al giogo del barone assaltando il palazzo.
Interpretato da Ivan Venini, presente stagione 2.

### Eugenia Bonomi
È la proprietaria della più famosa casa da gioco di Napoli, che gestisce insieme alla sua socia in affari, la Marchesa Lucrezia Van Necker, proveniente dal Piemonte.
È una donna molto maliziosa e scaltra che, avendo ben capito come gira il mondo, è riuscita a guadagnare un’enorme fortuna con le sue sole forze e a diventare così una donna di potere sempre pronta ad ammaliare ricchi signorotti per accaparrarsi doni e ricchezze: ella però conosce bene i confini entro i quali può tirare le fila dei suoi “traffici” senza dare nell’occhio ed è decisa a non valicarli mai per evitare di perdere tutto. Eugenia convive da qualche anno con Lucrezia nella sua casa da gioco e le due hanno sempre agito di comune accordo, ma l’arrivo a Napoli di una vecchia conoscenza della socia, la Contessa Elisa Ristori, renderà molto teso il loro rapporto conducendole infine su sentieri opposti. Eugenia infatti intuisce immediatamente che Lucrezia sta orchestrando giochi molto pericolosi ai danni di Elisa, ma la avverte fin da subito di rimanere nei confini perché altrimenti non ci penserà due volte ad abbandonarla: la marchesa però animata da un inesauribile sentimento di vendetta si spinge ben oltre quello che la donna avrebbe mai potuto immaginare, prima rapendo la figlioletta della contessa Agnese e la balia Amelia e nascondendole nella villa e poi uccidendo la Baronessa Cristinella di Conegliano e il pastore dei Quattro Venti Fra Simone. Il Barone Nicola di Conegliano, amante di Lucrezia e assiduo frequentatore della casa da gioco, dopo aver scoperto la verità sulla morte di sua madre si reca da Eugenia, la quale avendo infine scoperto i gravi reati commessi dalla socia accetta senza remore di non avvertirla in alcun modo in modo tale che Nicola possa catturarla: trovatasi faccia a faccia con la marchesa le ripete che l’aveva avvertita che se si fosse spinta troppo oltre non ci sarebbe stata per lei e chiude così per sempre ogni contatto con lei lasciando le sue sorti nelle mani del Barone.
Interpretati da Monica Scattini, presente stagione 2.

### Dottor Arganti
È un medico di alto livello che opera per conto dei nobili napoletani e che è alquanto conosciuto alla Corte di Re Ferdinando I delle Due Sicilie e della Regina Maria Carolina d'Asburgo-Lorena.
Egli viene ingaggiato dal Barone Nicola di Conegliano, assiduo frequentatore della Corte, per salvare a qualunque costo la vita di Cristiano Caracciolo, l’unico superstite del massacro dei Principi di Montesanto commesso venti anni prima da suo padre Michele: Nicola infatti, avendo scoperto che la vera assassina della madre (la Baronessa Cristinella) è la sua amante (la Marchesa Lucrezia Van Necker), si rende conto delle innumerevoli malefatte compiute da lui e da suo padre e del fatto che tutto quel male gli si è ora ritorto e decide quindi di chiedere perdono a Cristiano assumendo il miglior medico della città per assicurarsi che egli, ferito a morte, sopravviva. Il dottore si reca quindi ogni giorno nel Quartiere dei Quattro Venti per curare il Principe che risiede nella casa del “portavoce” dei Lazzaroni (Gaetano Capece) ed ha poi il compito di recarsi a Palazzo Conegliano per informare Nicola sulle condizioni di Cristiano. L’uomo, nonostante l’iniziale paura di essere aggredito dai Lazzaroni, nel tempo inizia a legare con loro ed anzi essendo visibilmente un grande ammaliatore e amante delle donne durante le sue visite nel Quartiere flirta con Isabella, moglie di Gaetano, scatenando la gelosia di quest’ultimo. Una volta concluso il periodo di cure il medico informa il Barone che il Principe è fuori pericolo: tale notizia provoca in lui una reazione di pianto disperato, perché distrutto dalla solitudine si rivede in Cristiano essendosi ritrovato a vivere la stessa sorte da lui subìta in passato dato che una persona che si è sempre finta amica e di cui lui si fidava ha ucciso subdolamente la persona che più amava lasciandolo solo al mondo.
Interpretato da Gianfelice Imparato, presente stagione 2.

### Sir. Charles Benton
È un archeologo inglese di una certa età, ha il classico aspetto di una persona di cultura ed è un uomo pomposo, cagionevole e poco avvezzo ai lavori “pesanti”.
Egli, assunto dal Barone Nicola di Conegliano per degli scavi, è in viaggio verso Napoli sulla nave comandata dal Capitano Christian Grey, ufficiale della marina inglese. A Genova l’uomo fa la conoscenza della Contessa Elisa Ristori anch’ella diretta a Napoli per riscuotere un credito presso i Conegliano e durante la traversata in mare rimane stupito dall’inspiegabile interesse che il Capitano nutre per i suoi racconti e aneddoti archeologici. Giunti a Napoli poco prima di sbarcare egli viene aggredito dal Capitano che gli ruba vestiti, attrezzi e documenti e lo chiude nella stanza, perché questi intende presentarsi a palazzo Conegliano in sua vece per mettere in atto un oscuro piano che sta progettando con cura da moltissimi anni. Egli nel frattempo rimasto privo di sensi viene nuovamente condotto a Genova, ma a distanza di qualche settimana riesce a fare ritorno a Napoli: l'uomo conferma così i sospetti di Nicola sulla falsa identità del suo ospite facendolo arrestare e rivela anche il fatto che la contessa fosse a conoscenza dell’imbroglio provocando il suo immediato allontanamento da palazzo.
Interpretato da Paolo Lorimer, presente stagione 2.

### Regina Maria Carolina delle Due Sicilie
Maria Carolina Luisa Giuseppa Giovanna Antonia d'Asburgo-Lorena è la figlia dell'Imperatrice Maria Teresa d'Austria e dell'Imperatore Francesco I di Lorena e la sorella maggiore della Regina Consorte di Francia e Navarra Maria Antonietta. La madre anni prima, ritenendo conveniente legare la famiglia reale a quella borbonica, iniziò una fitta rete di contatti con il Re Ferdinando I delle Due Sicilie impegnandosi a dargli in sposa una delle sue figlie: le trattative tra le due parti furono segnate da una serie di eventi sfortunati in quanto sia la prima principessa prescelta, l'arciduchessa Maria Giovanna Gabriella d'Asburgo-Lorena, che la seconda, l'arciduchessa Maria Giuseppina d'Asburgo-Lorena, morirono di vaiolo. In seguito alla stipula del terzo e ultimo contratto matrimoniale, nel 1768 Carolina fu data in sposa a Ferdinando divenendo così Regina consorte di Napoli e di Sicilia.
La Sovrana è una donna intelligente e volitiva che negli anni è riuscita ad imporsi come figura di comando nel Regno arrivando persino ad oscurare la figura del marito: questi infatti, refrattario da sempre allo studio e agli affari di stato, non s'interessa quasi per niente alla politica del Regno preferendo di gran lunga passare il suo tempo tra battute di caccia e balli a Corte ed ha quindi lasciato campo libero alla moglie che in seguito alla nascita del figlio Carlo Tito ha rafforzato ancor di più la sua posizione, in quanto il contratto matrimoniale prevedeva l'entrata della Regina nel Consiglio di Stato quando avesse partorito il primo figlio maschio. Carolina è inoltre decisa a promuovere la Città come centro culturale patrocinando artisti e finanziando scavi archeologici e viene appoggiata in questo suo intento dal marito dato che quest’ultimo intende portare avanti il lavoro effettuato dal padre in ambito culturale. Ella, nonostante sia sempre protagonista indiscussa di chiacchiericci e frivolezze durante gli sfarzosi banchetti a Corte, sa però scegliere con molta cura le persone di cui circondarsi e sa invece ben riconoscere le persone da cui diffidare; fin dal suo arrivo a Napoli è infatti diventata grande amica e confidente della Baronessa Cristinella di Conegliano, nobildonna dall’animo materno e genuino, alla quale è sempre pronta a fornire supporto e a dare consiglio soprattutto riguardo alle discutibili scelte amorose del figlio. Carolina infatti non vede affatto di buon occhio la nuova amante del Barone Nicola di Conegliano, la Marchesa Lucrezia Van Necker, poiché avverte fin da subito il suo losco intento di utilizzare l’uomo per sfruttare la sua posizione a Corte; mentre apprezza immediatamente la semplicità della nuova arrivata, la Contessa Elisa Ristori, appoggiando il desiderio di Cristinella di vedere quest’ultima come sua nuora. La Regina continua con fermezza a sostenere le positive impressioni che ha avuto sulla Contessa anche quando in più occasioni l'onestà della ragazza verrà messa in dubbio: in seguito alla scoperta del fatto che Elisa fosse a conoscenza della falsa identità di un ospite a Palazzo Conegliano incoraggia Cristinella ad ascoltare le sue ragioni convinta che la giovane potrà fornirle spiegazioni più che valide e anche in seguito all'attribuzione dell’omicidio di Cristinella alla Contessa continuerà a sostenere il fatto che lei non avrebbe mai potuto arrivare a tanto soprattutto alla luce del bene che la legava alla Baronessa. La salda amicizia tra la Corona e i Conegliano la costringe però a dover assecondare la richiesta del Barone di fornirgli l’Esercito per scovare Elisa, protetta dai Lazzaroni ormai ribellatisi al suo giogo: l’incursione ai Quattro Venti però rende noto a tutti che la vera assassina della sua cara amica è stata in realtà Lucrezia e che l’uomo che per mesi ha vissuto sotto le false spoglie dell’archeologo Sir Benton a Palazzo Conegliano non è altri che il Principe di Montesanto Cristiano Caracciolo, unico superstite di un'antica e nobile famiglia del luogo in passato fedele alleata della Corona che anni prima fu interamente trucidata in circostanze misteriose. La Regina così su richiesta del Barone, ormai pentitosi delle sue azioni e consapevole del fatto che fu suo padre a compiere quell’atroce crimine ai danni dei Principi di Montesanto, nomina Cristiano suo Consigliere Personale.
Interpretata da Isadora Gatti, presente stagione 2.

### Re Ferdinando I delle Due Sicilie
Ferdinando Antonio Pasquale Giovanni Nepomuceno Serafino Gennaro Benedetto di Borbone è il figlio del defunto Re Carlo III di Spagna e della Regina Maria Amalia di Sassonia; egli dalla morte del padre divenne il Re del Regno di Napoli con il nome di Ferdinando IV e il Re di Sicilia con il nome di Ferdinando III e in seguito all'unificazione delle due monarchie con il Congresso di Vienna divenne sovrano di tale enorme regno. Il Re, conformemente a quanto dettato dagli usi del tempo, fu indirizzato dal Consiglio ad assicurare al più presto una discendenza al trono e ritenendo conveniente legare la famiglia reale a quella asburgica iniziò una fitta rete di contatti con l'Imperatrice Maria Teresa d'Austria impegnandosi a sposare una delle sue figlie: le trattative tra le due parti furono segnate da una serie di eventi sfortunati in quanto sia la prima principessa prescelta, l'arciduchessa Maria Giovanna Gabriella d'Asburgo-Lorena, che la seconda, l'arciduchessa Maria Giuseppina d'Asburgo-Lorena, morirono di vaiolo. Solo nell'aprile 1768 fu stipulato il terzo e ultimo contratto nuziale, che portò alle nozze per procura di Ferdinando con l'arciduchessa Maria Carolina d'Asburgo-Lorena.
Il giovane Re, refrattario da sempre allo studio e agli impegni politici, non s'interessa quasi per niente alla politica del regno visto che la maggior parte dei compiti spetta ai componenti del Consiglio e preferisce di gran lunga passare il suo tempo tra battute di caccia e balli a Corte. Il suo disinteresse per gli affari di Stato ha lasciato campo libero alla moglie e per di più la nascita del figlio Carlo Tito ha permesso alla donna di imporsi come figura di comando arrivando persino ad oscurare la sua figura, in quanto il contratto matrimoniale prevedeva l'entrata della Regina nel Consiglio di Stato quando avesse partorito il primo figlio maschio. L’uomo comunque, nonostante le manchevolezze presenti nella sua formazione, appoggia la volontà della moglie di promuovere la Città come centro culturale patrocinando artisti e finanziando scavi archeologici, poiché intende portare avanti il lavoro effettuato dal padre in ambito culturale.
Interpretato da Simone Pieroni, presente stagione 2.

### Principessa Luisa di Carignano
È il personaggio di rango più elevato della terza stagione, anche se non è figlia del re ma detiene solo un titolo nobiliare.
È una donna mite, gentile e raffinata ed organizza spesso ricevimenti e feste nel proprio palazzo invitando tutta la nobiltà della zona. Luisa è moto affezionata alla Contessa Agnese Ristori e soprattutto alla Marchesa Emilia Radicati di Magliano cui spesso offre il proprio aiuto in quanto intrappolata in un matrimonio difficile: la principessa ospita la marchesa quando questa volendo allontanarsi dal cugino decide di lasciare Rivombrosa, le fornisce sostegno in seguito alle angherie del marito e alla scoperta della sua gravidanza e le consiglia di seguire l'amore quando si rende conto del sentimento che l'amica prova per il Conte Martino Ristori. Inoltre un altro legame importante è quello col Marchese Andrea Van Necker: la donna è sempre pronta a consigliarlo e rappresenta per lui un punto di riferimento e un rifugio nei momenti di difficoltà, ma si intuisce che prova per il ragazzo più di una semplice amicizia nonostante lui evidentemente la veda come un'amica; durante la rottura tra Andrea e Agnese a causa della morte della Marchesa Lucrezia Van Necker tenta di avvicinarsi a lui, ma resasi conto del forte amore che prova per la contessa decide di farsi da parte e di supportare l'amore tra i due.
Interpretata da Angela Melillo, presente stagione 3.

### Principessa Caterina Walmy
È una donna francese vecchia amica del Capitano Lorenzo Loya, ora a capo della guarnigione francese di stanza nella Contea di Rivombrosa. In passato i due insieme a un terzo uomo, il Conte Claudio di Sant'Agata, rapinarono alcune banche di Ajaccio rubando i gioielli di Napoleone Bonaparte e dopo la rivoluzione, mentre Loya rimase in Francia nascondendosi dietro la propria divisa di capitano rivoluzionario, Caterina e Claudio si sposarono e si trasferirono nello Stato Pontificio vivendo come nobili della Chiesa (rispettivamente principessa e conte).
In seguito all'arresto del marito a Roma, la donna si reca in Piemonte alla ricerca di Loya con l'intenzione di ottenere da lui del denaro per corrompere le guardie prima che Claudio venga giustiziato: in seguito al suo rifiuto ricatta la Marchesa Vittoria Granieri Solaro, amante del capitano, minacciandola di rivelare la loro relazione al marito della donna, il Conte Martino Ristori, se non ruberà dei gioielli presenti nella stanza del capitano. Infine quando riesce ad ottenere il denaro arriva una lettera che le comunica che Claudio è morto giustiziato ed addolorata torna nello Stato Pontificio passando il resto della sua vita in tristezza e solitudine.
Interpretata da Marta Bifano, presente stagione 3.

### Marchese Monaldo Granieri Solaro
È il marito della Marchesa Olga Benucci, il padre della Marchesa Vittoria Granieri Solaro e della Marchesa Costanza Granieri Solaro e il suocero del Conte Martino Ristori.
È un uomo saggio e ironico che sa molto della vita, ma che privo di oculatezza e moderazione ha dilapidato le fortune della famiglia col gioco e le belle donne trovandosi perciò nell'impossibilità di offrire un futuro stabile alla moglie e alle figlie. Egli nutre una profonda stima nei confronti di Martino, prima come uomo e poi come genero, al punto da difenderlo anche davanti alle accuse più gravi (come l'omicidio della Marchesa Lucrezia Van Necker); invece inizialmente fatica ad accettare il Conte Alessandro Sturani, fidanzato della figlia minore, del quale però imparerà a fidarsi trovando in lui un supporto in varie occasioni. In seguito all'aggressione di Costanza da parte dell'artista Fulvio Gritti, marito della Marchesa Emilia Radicati di Magliano, sentendosi colpevole dell'incidente per aver insistito riguardo alla terminazione del ritratto della ragazza e per aver come sempre riposto la sua fiducia in un uomo poco raccomandabile, lo sfida a duello pur non essendo un abile spadaccino: in questa occasione l'uomo si sente però male e viene quindi sostituito da Alessandro che vince il duello. In seguito Monaldo si dimostra alquanto preoccupato per la salute della figlia maggiore quando questa, ritrovata svenuta nei boschi, viene riportata a palazzo e per giorni rimane in uno stato di trance senza fornire alcuna spiegazione; l'uomo deve poi far fronte al fatto che Vittoria, avendo sparato mortalmente al Capitano Lorenzo Loya (a capo della guarnigione francese nella Contea di Rivombrosa), venga scortata a Parigi per essere sottoposta al relativo processo.
Interpretato da Renato Carpentieri, presente stagione 3.

### Marchesa Olga Benucci in Granieri Solaro
È la moglie del Marchese Monaldo Granieri Solaro, la madre della Marchesa Vittoria Granieri Solaro e della Marchesa Costanza Granieri Solaro e la suocera del Conte Martino Ristori.
È una donna svampita sorda a qualsiasi evento che non sia una festa o un ritrovo mondano e restia a rendersi conto che le possibilità economiche della famiglia non sono più quelle di un tempo. È molto attenta all'immagine della propria famiglia e spesso antepone il buon nome della casata a tutto il resto, rischiando a volte di non dare rilevanza alle cose importanti: sarà proprio lei involontariamente a far desistere la figlia Costanza dall'intento di denunciare l'artista Fulvio Gritti (marito della Marchesa Emilia Radicati di Magliano) quando questi la importunerà la prima volta mentre si cambia nei camerini e a spingerla a portare avanti la prosecuzione del suo ritratto, il che permetterà poi all'uomo di aggredire nuovamente la ragazza. Tuttavia quando rischia di perdere il marito, che ha sfidato a duello il pittore, si rende conto amaramente della propria leggerezza e dimostrerà di avere a cuore soltanto l'interesse delle figlie.
Interpretata da Rosa Ferraiolo, presente stagione 3.

### Jacopo
È il valletto del Marchese Andrea Van Necker, ma viene da questi trattato come un amico e un confidente da cui si rifugia per fare chiarezza e per prendere le decisioni importanti.
È un uomo ironico, arguto e leale che conosce tutti i segreti di Andrea e lo sostiene in ogni sua battaglia, dalla lotta come Sparviero alla guerra ingaggiata contro il Capitano Lorenzo Loya (a capo della guarnigione francese di stanza nella Contea di Rivombrosa) per poter amare la Contessa Agnese Ristori. In seguito alla scoperta della vera identità del bandito, egli viene catturato da Loya per riuscire a scovare il marchese e viene barbaramente torturato dal Sergente Saval, scagnozzo del capitano, fino ad essere costretto a rivelare i piani di Andrea che intende fuggire verso Venezia insieme ad Agnese. In seguito per espiare la propria colpa tenta di aiutare Andrea ad evadere, ma muore venendo ucciso da Loya nel tentativo di difendere il padrone dal capitano.
Interpretato da Enrico Salimbeni, presente stagione 3.

### Tenente Aldo Corsini
È un tenente della guarnigione francese di stanza nella Contea di Rivombrosa ed è il secondo del Capitano Lorenzo Loya.
È un uomo retto e onesto animato da un forte idealismo che fin dall'inizio si trova in tensione con il capitano per i suoi provvedimenti violenti e spregiudicati. La scoperta dell'amore in Dorina Rivalta, cameriera della Contessa Agnese Ristori, è il viatico alla maturazione, infatti con il passare del tempo il tenente si rende conto di essere dalla parte sbagliata e comincia a ribellarsi dimostrandosi un uomo coraggioso pronto a tutto pur di portare avanti gli ideali nei quali ha sempre creduto: avverte il Conte Martino Ristori che Loya intende interrogare tutti i popolani per capire chi è lo Sparviero (brigante della zona accerrimo nemico di Loya) eliminando chiunque sia sospetto, rallenta l'arrivo delle truppe al borgo per permettere ai contadini di fuggire in tempo, aiuta il Marchese Andrea Van Necker ormai scoperto come Sparviero a fuggire dalle truppe giunte a Rivombrosa per arrestarlo aggredendo i suoi stessi compagni, si oppone alla decisione del capitano di impiccare Andrea senza processo, ordina al Sergente Saval (scagnozzo del capitano) di non uccidere il valletto del Marchese Van Necker colto in flagrante ad aiutare l'amico ad evadere ed infine accusa Loya di aver assassinato un innocente quando questi uccide il ferito e inerme Jacopo. Quest'ultimo evento lo porta a fargli definitivamente mettere in discussione la fedeltà alla divisa francese e a decidere di aiutare lo Sparviero ad evadere dalla prigione: dopo aver salvato Andrea dal tentativo di Saval di eliminarlo di soppiatto su ordine del capitano, si accorda con la vecchia banda del bandito per fingersi delle guardie mandate da Torino a prelevare il marchese per sottoporlo ad un processo regolare ed in questo modo finalmente Van Necker riesce a tornare libero. In seguito alla morte di Loya, Corsini riceve la nomina a capitano per la fedeltà dimostrata ai valori della rivoluzione e, una volta riportata la pace a Rivombrosa, riesce a coronare il suo sogno d'amore con Dorina.
Interpretato da Giorgio Marchesi, presente stagione 3.

### Dorina Rivalta
È la sorella minore di Primo Rivalta, fattore del Conte Martino Ristori, e presta servizio a Rivombrosa in qualità di cameriera personale della Contessa Agnese Ristori.
È una ragazza dolce, volenterosa e ligia al proprio dovere che non ha mai sognato in grande e che ha sempre dato per scontato il proprio destino, ma in seguito all'incontro col Tenente francese Aldo Corsini comincia a credere nel potere dell'amore. La sua storia d'amore è fin da subito osteggiata dal fratello che nutre un forte pregiudizio nei confronti dei francesi e che successivamente entra a far parte della banda dello Sparviero (brigante del luogo che difende i contadini dai soprusi compiuti dai francesi), ma Dorina contravviene più volte ai divieti fraterni convinta della verità del suo amore. La giovane si allontana più volte dall'amato quando questi si trova obbligato ad eseguire alcuni ordini spietati del Capitano Lorenzo Loya (a capo della guarnigione francese), ma in seguito il tenente in nome del suo amore per lei inizia a ribellarsi proteggendo più volte i contadini dalle incursioni del capitano, aiutando in più occasioni lo Sparviero ed arrivando a organizzare la sua evasione dal forte. Il fratello della ragazza, alla luce di queste azioni, nel tempo comincia a stimare Corsini accettando così la relazione della giovane.
Interpretata da Noemi Smorra, presente stagione 3.

### Primo Rivalta
È il fratello maggiore di Dorina Rivalta, cameriera personale della Contessa Agnese Ristori, ed è il fattore del Conte Martino Ristori.
È fidanzato con Teresa, una contadina nominata cameriera personale della novella sposa del conte Vittoria Granieri Solaro, e nutre un forte pregiudizio nei confronti dei francesi che considera inferiori ai cani. L'uomo, scoperta la relazione tra la sorella e il Tenente francese Corsini (membro della guarnigione francese di stanza nella Contea di Rivombrosa) cerca con ogni mezzo di separare i due fin quando non si rende conto che Corsini non è il Capitano Lorenzo Loya (spietato superiore del tenente) e che vuole soltanto il bene di Rivombrosa. In seguito al suo rapimento insieme alla Contessa Agnese Ristori da parte dello Sparviero (brigante del luogo dedito a proteggere i contadini dai soprusi compiuti dai francesi) viene sottoposto ad un test ed entra a far parte della banda fornendo informazioni preziose sulle mosse di Loya e dei Ristori. Primo dimostra più volte grande fedeltà nei confronti del Marchese Andrea Van Necker che si rivela essere lo Sparviero: lo appoggia quando questi decide di consegnarsi alle truppe francesi per salvare i contadini, si occupa di nascondere la sua maschera da Sparviero durante l'assedio a Rivombrosa, si accorda col Tenente Aldo Corsini per organizzare l'evasione del marchese dal forte e si occupa di neutralizzare la scorta di Loya per permettere ad Andrea di affrontarlo da solo.
Interpretato da Rodolfo Mantovani, presente stagione 3.

### Cesare Balbiano
È un contadino del borgo che disprezzando le scorrerie francesi decide di entrare a far parte della banda dello Sparviero, brigante del luogo dedito a proteggere i contadini dai soprusi compiuti dai francesi.
È un uomo irruente e diffidente che spesso agisce in maniera avventata di fronte alle angherie della guarnigione rischiando, nonostante le raccomandazioni del fratello, di mettersi nei guai. In seguito al ritiro del Marchese Andrea Van Necker dal ruolo di Sparviero dopo la morte della madre, ne prende il posto portando avanti l'operato del bandito e guidando la sua banda: viene però arrestato dai francesi al covo e solo l'intervento del vero Sparviero gli permette di scampare all'impiccagione. Cesare si dà così alla macchia per non essere nuovamente imprigionato e in seguito aiuta Andrea a proteggere l'amata Contessa Agnese Ristori quando il primo viene smascherato dal Capitano Lorenzo Loya (spietato capo della guarnigione) e i due si rifugiano in un palazzo abbandonato. L'uomo infine si accorda col Tenente francese Aldo Corsini, soldato giusto e retto, per organizzare l'evasione del marchese dal forte e si occupa di neutralizzare la scorta di Loya per permettere ad Andrea di affrontarlo da solo.
Interpretato da Gaetano Amato, presente stagione 3.

### Ettore e Maria Balbiano
I due sono la coppia del borgo, felice e serena. La donna tace al marito un pericoloso segreto, ossia il fatto che lei e il di lui fratello, Cesare Balbiano, sono membri della banda dello Sparviero, bandito dedito a proteggere i contadini dai soprusi compiuti dai francesi; ma Ettore, uomo alquanto caparbio, durante l'assedio a Rivombrosa da parte delle truppe francesi, rivela alla moglie di esserne già da tempo a conoscenza e di aver capito fin dall'inizio l'identità dello Sparviero. La coppia in seguito ospita clandestinamente la Contessa Agnese Ristori in seguito all'incarcerazione del Marchese Andrea Van Necker rivelatosi lo Sparviero, richiama Cesare per elaborare un piano per far evadere Andrea e infine coopera nell'organizzazione della sua evasione con l'aiuto del Tenente francese Aldo Corsini, soldato giusto e retto.
Interpretati da Renato Marchetti e Eleonora Gaggioli, presenti stagione 3.

### Frate Quirino
È il Sacerdote di Rivombrosa in seguito alla morte per vecchiaia dell'Abate Van Necker.
È un uomo pacato, mite e saggio ed è sempre pronto ad aiutare i propri compaesani e a difenderli contro i soprusi dei più forti: egli infatti conosce l'identità dello Sparviero (brigante del luogo dedito a proteggere i contadini dai soprusi compiuti dai francesi) e della sua banda e spesso aiuta i banditi a riportare un po' di giustizia nella Contea. Il frate tenta più volte di aiutare il Marchese Andrea Van Necker e la Contessa Agnese Ristori, il cui amore è osteggiato dai ricatti del Capitano della guarnigione francese Lorenzo Loya: cerca di convincere il marchese a perdonare la ragazza dopo l'omicidio della madre da parte del Conte Martino Ristori per impedirle di sposare Loya, si rifiuta di celebrare le nozze tra la contessa e il capitano sapendo bene che la giovane è sottoposta ad un ricatto, sostiene Agnese quando latitante medita di consegnarsi a Loya per far liberare l'amato e fa da intermediario tra il Tenente Aldo Corsini (soldato francese giusto e retto) e i seguaci dello Sparviero per organizzare la fuga di Van Necker dal forte. Egli infine celebra le nozze intime dei due innamorati.
Interpretato da Michele Nani, presente stagione 3.

### Sergente Saval
È un Sergente della guarnigione francese di stanza nella Contea di Rivombrosa inferiore di grado rispetto al Tenente Corsini, che è costretto a rispettare pur non condividendo i suoi modi corretti, ed è il complice delle malefatte del Capitano Lorenzo Loya.
È un uomo turpe, disonesto e privo di qualsiasi scrupolo morale al pari di Loya. Il sergente infatti spesso trama nell'ombra agendo come scagnozzo del Capitano e in molte occasioni si occupa di fare il suo lavoro sporco: scova il covo dello Sparviero (brigante del luogo dedito a proteggere i contadini dai soprusi compiuti dai francesi) catturando il membro della banda Cesare Balbiano, spara al Marchese Andrea Van Necker su ordine del Capitano in seguito alla brusca interruzione del suo matrimonio con la Contessa Agnese Ristori, cattura il valletto del Marchese Jacopo per stanare Andrea, tortura quest'ultimo in seguito alla sua incarcerazione, ferisce gravemente Jacopo durante il suo tentativo di far evadere il marchese e viene infine incaricato di eliminare il prigioniero facendolo passare per un incidente quando Loya dichiara pubblicamente che questi verrà sottoposto ad un regolare processo. Saval è però continuamente controllato dal suo superiore, il Tenente Aldo Corsini, che al contrario è un soldato retto e onesto che non condivide i metodi di Loya: in molte occasioni Corsini infatti lo riprende ordinandogli di stare al suo posto e impedendogli così di portare a compimento i piani del Capitano.
Interpretato da Francesco Bolo Rossini, presente stagione 3. L'attore era già apparso in Elisa di Rivombrosa - Parte seconda nel ruolo di Cavenna, criminale incontrato da Armand Benac in prigione e da lui in seguito assoldato per uccidere un testimone.